# Perszepolisz
Perszepolisz (óperzsául: 𐎱𐎠𐎼𐎿 azaz Párszá, پارسه), ma: Taht-e Dzsamsid (تخت جمشید – Taḫt-e Ǧamšid), vagyis Dzsamsid trónusa) romváros Iránban, Siráztól 65 km-re, északkeletre fekszik. Neve ógörög eredetű, jelentése: a perzsák városa. I. Dárajavaus perzsa király kezdte el építeni i. e. 515-ben, de még utódai sem tudták befejezni. I. e. 330-ban Nagy Sándor meghódította a várost, ekkor tűzvész áldozata lett.
Perszepolisz a szakrális főváros szerepét töltötte be. Egyes tudósok szerint a tavaszi napéjegyenlőség, a perzsa újév (Nourúz) ünnepségeinek székhelye volt. Ekkor a birodalom minden pontjáról érkeztek az alattvalók ajándékaikkal, hogy hódoljanak a királynak.
Az udvar Szúzából, az adminisztratív fővárosból érkezett, és az ünnepségek után Ekbatanába ment, amely a király nyári rezidenciája volt. A három várost összekötő úthálózat volt a legjobb az egész birodalom területén. A negyedik fontos város Paszargadai, amely II. Kurus perzsa király idején főváros volt, és az Akhaimenidák alatt a koronázóváros szerepét töltötte be.
1979-ben az UNESCO a világörökség részévé nyilvánította az I., III. és VI. kritériumok alapján.

## Etimológia
Az óperzsa város perzsa neve Párszá volt. A Perszepolisz név az ógörög Πέρσης πόλις Perszész poliszból alakult ki, és a Perzsák városát jelenti. A rómaiak átvették ezt az elnevezést, és a nyugati írók a későbbiekben már ezt használták. Az Akhaimenidák bukása után a település neve feledésbe merült. A Szászánidák Szad Szotúnnak, azaz Száz oszlopnak, vagy Csehel Menárnak, Negyven oszlopnak hívták a várost. A későbbi történelmi hagyomány a mitológiai alaknak, Dzsamsidnak, a függetlenség eszményképének és a társadalmi rendek megteremtőjének tulajdonította a várost, aki leigázta a démoni népeket, akik csodálatos palotákat építettek és utódokat szültek neki, miközben ő trónusáról igazgatta birodalmát. A modern perzsa nyelvben Taht-e Dzsamsídnak, vagyis Dzsamsid trónusának hívják a várost.

## Története

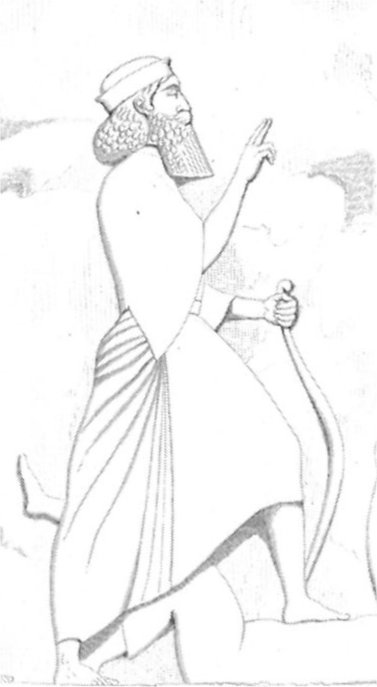
I. Dárajavaus perzsa király, Perszepolisz megalapítója

Az Óperzsa Birodalom első fővárosa az Akhaimenida-dinasztia idején Paszargadai volt.
Az i. e. 6. században a perzsa telepesek saját várost alapítottak Párszá néven, a Marvdast-síkságon, a Kúh-e Rahmat-hegyvidék lábánál. Később a perzsa királyok monumentális építményeket emeltek a területen. A hegységet abban az időben Kúh-e Mehr (Kohmehr) Mithra hegyének hívták (a 13. századtól kezdve már mint Kúh-e Rahmat, Az irgalmasság hegyeként említik), ami azt jelzi, hogy a korai perzsák szentnek tartották ezt a helyet és Mithrához, az irániak istenéhez, az Iráni föld őrzőjéhez kapcsolták.
I. e. 518 körül I. Dárajavaus kiválasztott egy teraszt a „királyi hegység” lábánál, a síkságtól keletre, hogy palotakomplexummá alakítsa Párszá városának a citadelláját.
A mintegy 125 000 négyzetméter nagyságú sík területen négy csoportból álló komplexumot hoztak létre: szertartás-palotákat, lakónegyedeket, egy kincstárat, valamint egy erődítményláncot. Magát a struktúrát I. Dárajavaus alakíttatta ki, amely később utódai I. Khsajársá és I. Artakhsaszjá perzsa király alatt tovább bővült i. e. 330-ig, amikor Nagy Sándor elfoglalta a várost.
Ez idő tájt a birodalom több adminisztratív központtal is rendelkezett: Szúza, Babilon és Ekbatana. Perszepolisz nem volt állandó szálláshely, csak tavasszal használták. A város bővítését a hegyvidék beépítésével folytatták volna, azonban i. e. 323-ban, a hódító halála után az újjáépítések és bővítések abbamaradtak, Perszepolisz a Szeleukidák alatt szinte megsemmisült, így az i. e. 3. században már a közeli Istakhr város lett az új birodalom központja. Ezt a birodalmi központot vették át kezdetben a Szászánidák is.
Perszepolisz alapításának dareioszi szándékát máig vitatják, ugyanúgy, ahogy az egyes épületek funkcióját is. Ezen kívül néhány kutató úgy gondolja, hogy itt volt Nourúz, a perzsa újévi fesztivál helyszíne. Mások úgy vélik, nincs bizonyíték arra, hogy a Nourúz ünnepét már az Akhaimenida időszakban is megtartották volna. Van, aki szerint Perszepolisz a királyi hatalom szakrális jellegét hangsúlyozza, hogy a birodalom politikai, gazdasági és közigazgatási központja is lehetett, de akadnak olyan nézetek is, hogy az időszámítási módszer helyességének ellenőrzésére használták, obszervatórium jelleggel.
A város környékén számos írást találtak, amelyben I. Dárajavaus legitimitásáról írtak, ez valószínűsítheti, hogy az új városnak politikai és szertartásközpont szerepe is volt. Az azonban bizonyosnak tűnik, hogy a király eredetileg egy erőd építését rendelte itt el, és nem politikai központot akart létrehozni.

### Az építkezés

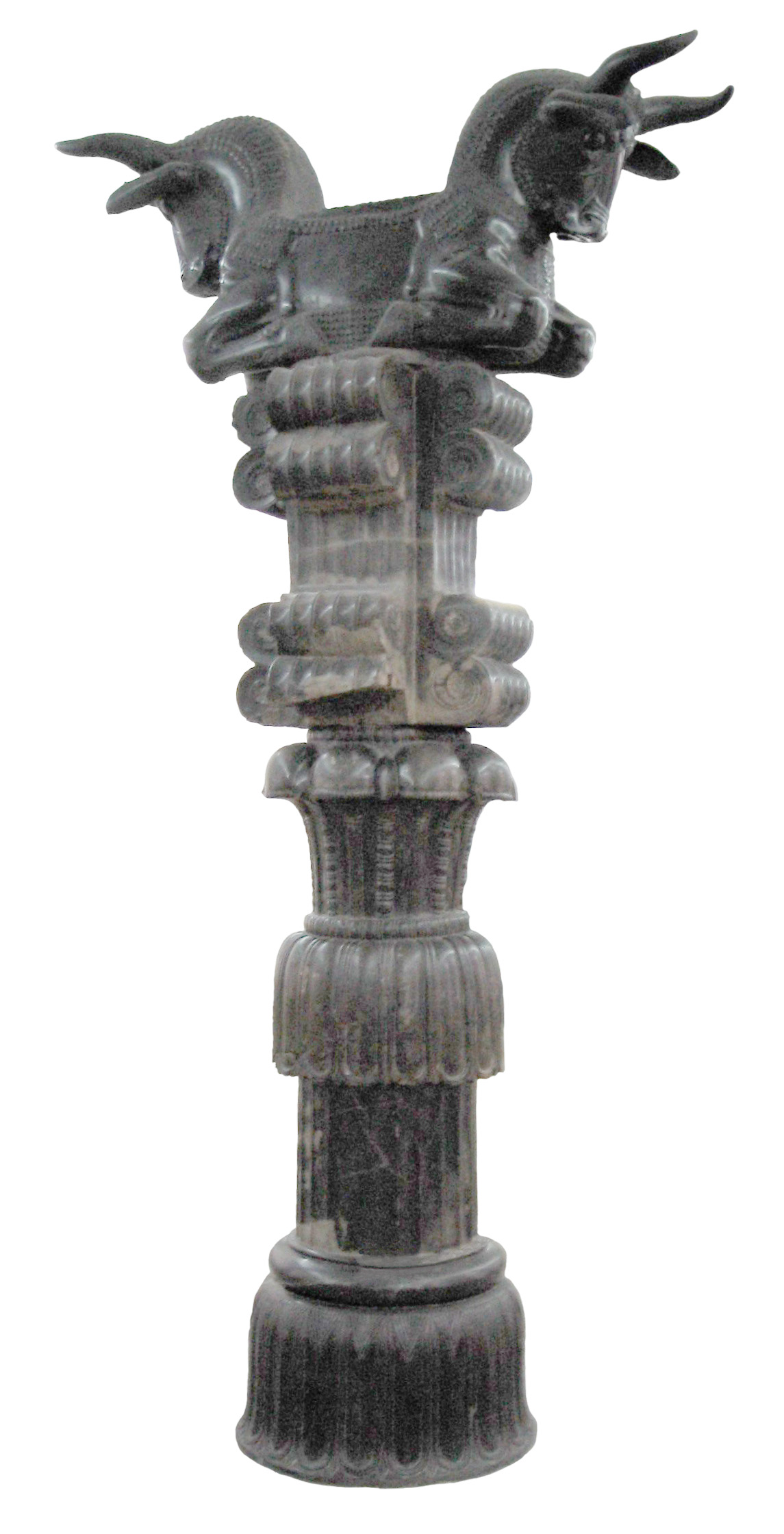
Tipikus szürke mészkő oszlopfő, ma a Teheráni Nemzeti Múzeumban található

Miután II. Kurus folytatta Paszargadai építését és berendezkedett Szúzában, utódja, I. Dárajavaus, indiai hadjárata után, i. e. 520 körül úgy döntött, hogy új fővárost alapít. Úgy gondolta, hogy Perszepolisz felépítésével, akárcsak II. Kurus Paszargadaival, megörökítheti nevét az utókor számára.
Babilóniai írások szerint a város a Perzsa Birodalom sűrűn lakott központja volt, amely kereskedelmi kapcsolatban állt a babilóniai városokkal. Pierre Briant történész az ásatások során arra talált bizonyítékokat, hogy Perszepolisz építésekor a paszargadai és a szúzai építkezéseket beszüntették. Később az új metropoliszra összpontosították az építőmunkát. Az írások alapján az új fővárosnak szimbolizálnia kell a Perzsa Birodalom újjászületését.
I. Dárajavaus perzsa király a komplexum helyét a Kúh-i Rahmat hegy délnyugati részén jelölte ki, amely attól kezdve az Akhaimenida-dinasztia szimbóluma lett. A király ekkor emeltette a palotát (tacsára), az apadánát, a kincstárat és a városfalat, amelyet meg is erősített, amikor még egyedül csak a központi palota készült el. A hatalmas komplexum a paszargadai Kurus-palota mintájára készült, ugyanúgy, mint az azt övező kert. A feljegyzések, amelyek először tesznek említést az építkezésről, i. e. 509-ben íródtak.
Az objektumok építésének befejezése az örökösökre maradt. I. Khsajársá alatt épült a Népek kapuja, Hadis-palota és a tripilon. Khsajársá fia, I. Artakhsaszjá perzsa király i. e. 460-ban bővítette tovább a palotát és befejezte a százoszlopos csarnokot. A többi építmény azonban befejezetlen maradt, mint az a kapu az északi komplexumban, amelyet III. Artakhsaszjá perzsa király alatt kezdtek el építeni. Később az északkeleti hegyek szikláiba két királyi temetőt is vájtak, az egyik sír III. Dárajavaus perzsa király idejéből befejezetlen maradt.
Abban eltér más ókori építmény, például a Colosseum vagy a Parthenon építésétől, hogy Perszepoliszt nem rabszolgák építették, hanem munkások az akkori világ számos országából, például Babilóniából, Ióniából, Asszíriából és Egyiptomból. Tervrajzát ismeretlen építész dolgozta ki, akit Dárajavaus munkafelügyelőként alkalmazott. A király a munkavezetőket és a mestereket Szúzából hozatta át. Minden műalkotásban, így az építészetben is, tükröződnie kellett az udvar hatalmának és erejének. Ez határozza meg Perszepoliszt is. Merítettek mindabból, amit a nagy múltú civilizációk megteremtettek (Babilon, Asszíria, Egyiptom), így valamennyi ősi birodalom kultúrájának stílusjegye megtalálható az épületeken.
Az építkezéseket öt időszakra lehet felosztani:
1. Dárajavaus-időszak (i. e. 518–490): Terasz, apadána, kincstár, városfal
2. Dárajavaus és Khsajársá-időszak (i. e. 490–486): Tacsára (Dárajavaus-palota), Keleti lépcsőház, Népek kapuja, Északi lépcsőház
3. Khsajársá-időszak (i. e. 486–465): Hadis (Khsajársá-palota), Hárem, Tripülon, D palota
4. I. Artakhsaszjá-időszak (i. e. 465–424): Százoszlopos csarnok, Artakhsaszjá-palota, Garnizon
5. II. Artakhsaszjá, III. Artakhsaszjá és III. Dárajavaus-időszak (i. e. 424–330): II. Artakhsaszjá-sír, III. Artakhsaszjá-palota, „32 oszlopos csarnok”, III. Artakhsaszjá-sír, Folyami út, Befejezetlen kapu, Befejezetlen temető

### Elpusztítása

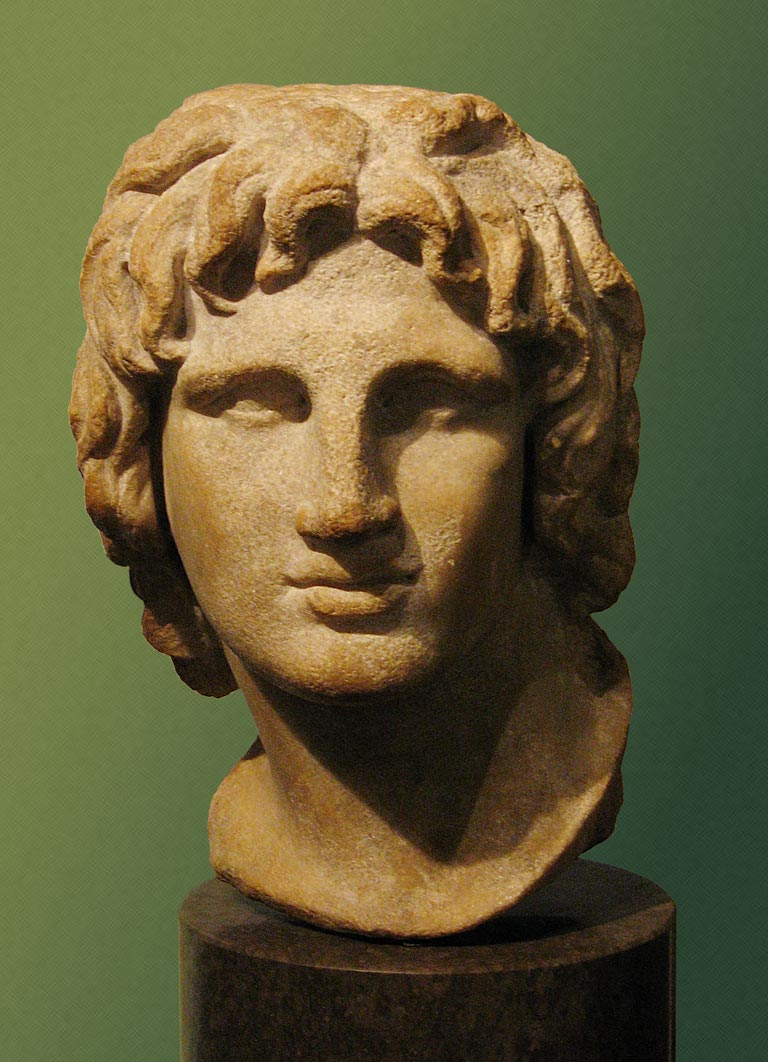
Nagy Sándor

A városnak nem volt kiépített védelmi rendszere, annak ellenére, hogy a Perzsa Birodalom központja volt és magaslati helyzete is lehetőséget adott erre. Kúh-e Ramat volt az egyik gyenge pontja, mivel kelet felé alig emelkedett ki a környező síkságból, ezért ezt az oldalt fallal és tornyokkal erősítették meg.
Perszepolisz lerombolása i. e. 330-ban, Nagy Sándor hadjárata során történt, amikor a makedón uralkodó parancsot adott a komplexum felgyújtására, mivel a görög–perzsa háborúkban Athént is felégette a perzsa hadsereg. Az eseményt Plutarkhosz, Diodórosz ógörög és Quintus Curtius Rufus római történetírók tényként említik. Ezt több modern történész vitatja és véletlen tűzvészt valószínűsít. A régészeti kutatások egy része alátámasztja az ókori történetírók közléseit a tűzvészre vonatkozólag, de a város elpusztításának oka még ismeretlen. Az antik történetírók lejegyezték, hogyan égette fel Nagy Sándor a várost: eszerint a Khsajársá-palotát egy görög prostituált fáklyával gyújtotta fel, ahogy annak idején I. Khsajársá perzsa király is Athént. A hellenisztikus időkből származó írások azt is megemlítik, hogy az uralkodó később megbánta, hogy parancsot adott a város elpusztítására. A modern kori történészek szerint Perszepolisz a régió szimbóluma volt. A várost többször újjáépítették, de eredeti fényében soha nem sikerült helyreállítani. A tűzvész során a művészi fafaragványok és a tetőszerkezet elemei véglegesen megsemmisültek.
A perszepoliszi komplexum később, a 7. században az arabok hódítását szenvedte meg, majd a 13. században a mongolok pusztították a területet.

### A romok első látogatói

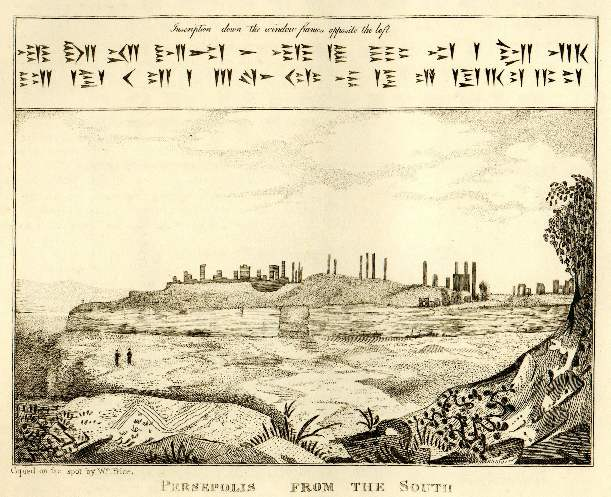
Déli látkép, Jean Chardin megörökítésében (1711)

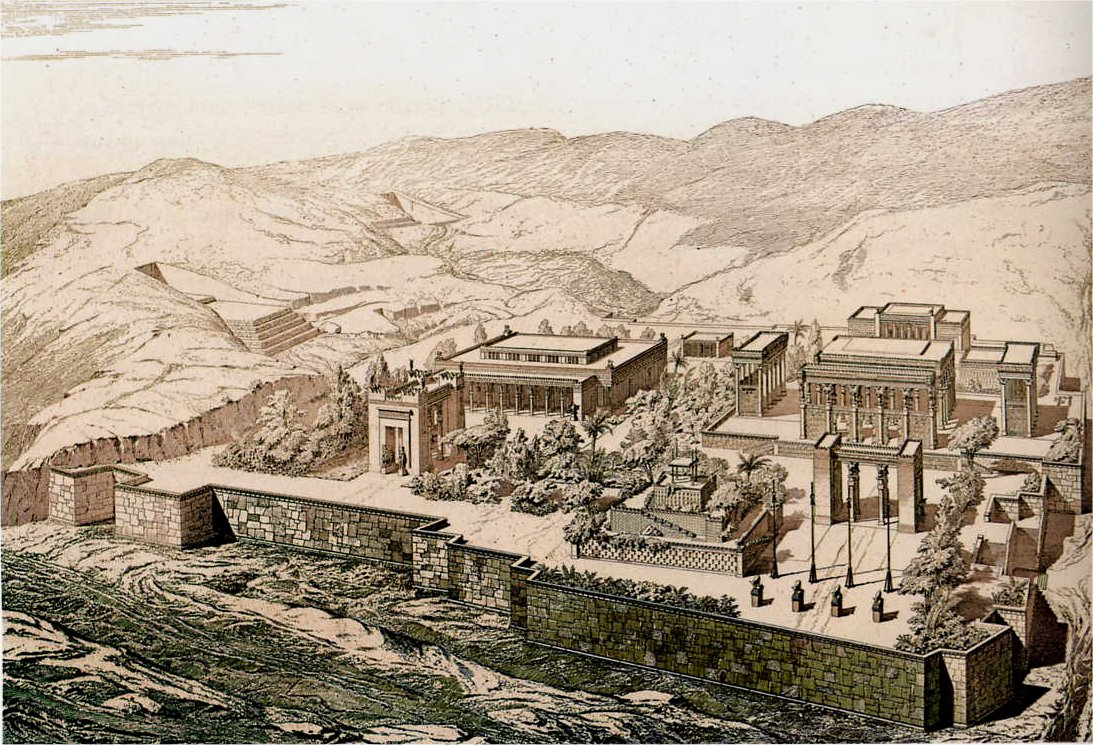
Ahogy Charles Chipiez rekonstruálta (1884)

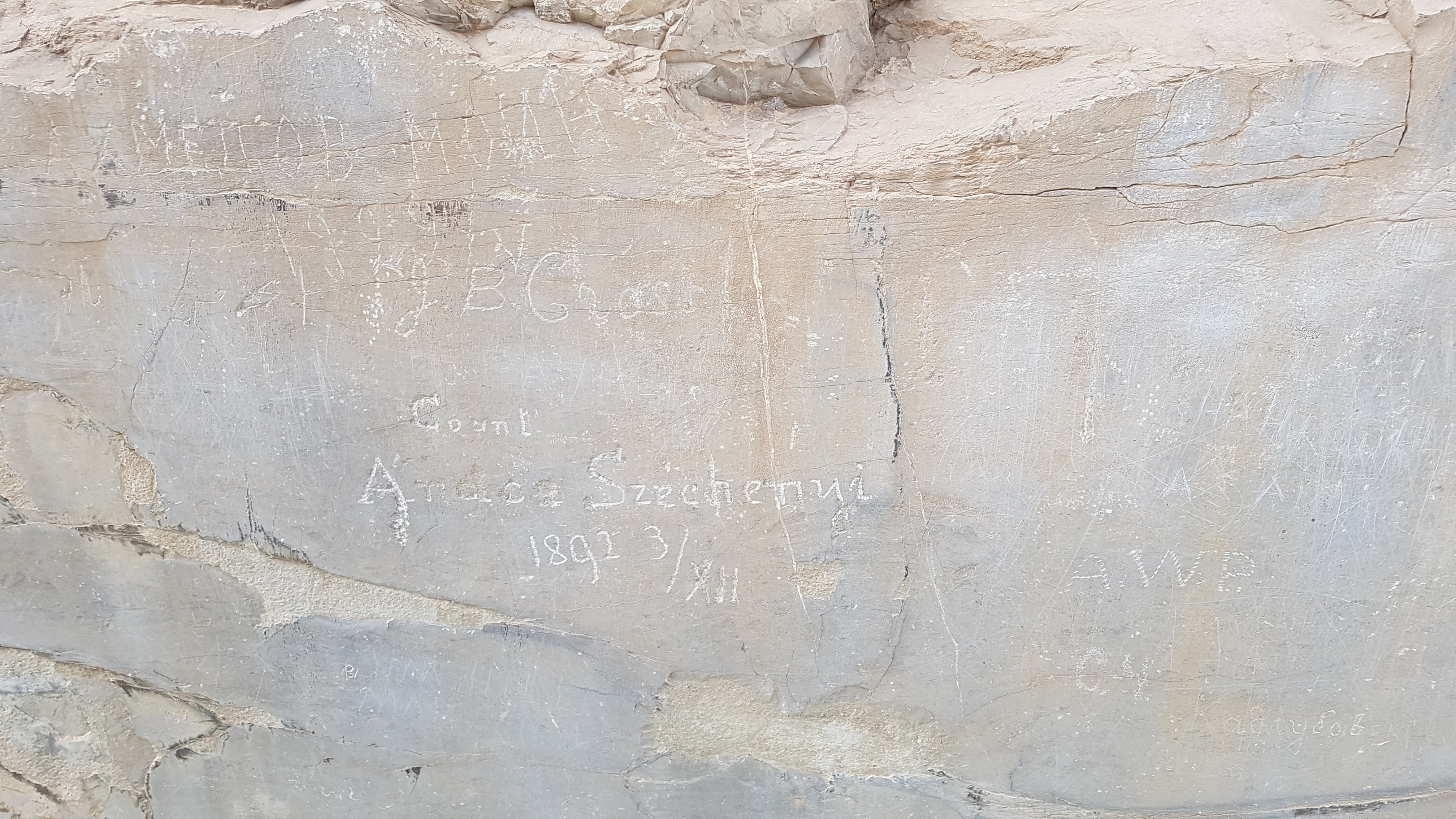
Széchenyi Andor felirata a Khsajársá-kapun 1892-ből

A városról a legrégebbi fennmaradt leírás Diodórosztól származik, aki valószínűleg Nagy Sándor történetíróinak közlései alapján szerezte ismereteit.
A romváros a nyugati utazók egyik fontos látogatóhelye lett a 13. és 18. század között.
- 1318-ban a Raguzai Köztársaság egyik polgára, Szent Odorik misszionárius Kínába vezető útján tekintette meg a romokat. Ő volt az első európai, aki ellátogatott ide.
- 150 évvel később ismét egy raguzai utazó, Giosafat Barbaro is felkereste Perszepoliszt.
- 1602-ben Antonio de Gouvea portugál misszionárius is járt itt, és feljegyezte az ékírásokat.
- Don Garcia de Silva y Figueroa spanyol nagykövet 1619-ben I. Abbász perzsa sahnál járt. A romokat felkeresve több görög írást lefordított, és kapcsolatot talált Perszepolisz és a 40 oszlopos csarnok között.
- 1615–1626 között a római Pietro Della Valle meglátogatott több keleti országot, és ő is említést tett az ékírásokról.
- Sir Dodmore Cotton és Sir Thomas Herbert angol utazók az 1628–1629 években jártak a romoknál.
- 1664 és 1667 között Jean Thévenot és Jean Chardin keresték fel Perszepoliszt. Thévenot „Voyage au Levant” (Levantei utazás) című munkájában hibásan feltételezte, hogy a romok túl kicsik voltak ahhoz, hogy a perzsa királyok palotái legyenek, de Chardin világosan azonosította a komplexumokat. Ez utóbbi így jellemezte a látottakat:

„Nem tudom, mit gondolnak az írásomról és tapasztalataimról, de biztosítom Önöket, hogy amit a két szememmel láttam, ahhoz hasonlót nem fognak látni, olyan nagy és szép. Hány ezer ember hány évig építette ezt? Ez nem csak építészeti remekmű, mint ahogy az egyiptomi piramisok, melyek Horatiusnál nem többek egy nagy halom kőnél. Itt annyi a művészet, rend, szorgalom jele; bátran mondhatjuk, hogy a mű a legnagyobb mesterekhez és szakértő kezek munkájához méltó.”
- 1694-ben Giovanni Francesco Gemelli-Carreri rajzokat készített róla.
- Cornelis de Bruijn holland utazó 1704-ben tanulmányozta a helyszínen Perszepoliszt, majd 1711-ben Reizen over Moskovie, door Persie en Indie címmel jelentette meg könyvét, amit 1718-ban francia nyelven is kiadott Voyages de Corneille le Brun par la Moscovie, en Perse, et aux Indes Orientales címmel.
- A magyar utazók közül Vámbéry Ármin kereste fel a romokat 1862-ben, és bevéste nevét egy ablakmélyedésbe, ahol már ő is a következő magyar feliratot olvasta: „Maróthy István 1838”. Vámbéry pontos és színes leírást adott a romok korabeli kutatási eredményeiről (→wikiforrás[28]). A Khsajársá-kapun egy Széchenyi gróf („Andor Széchenyi 1892 3/XII”) neve is olvasható.[29]

### Kutatások

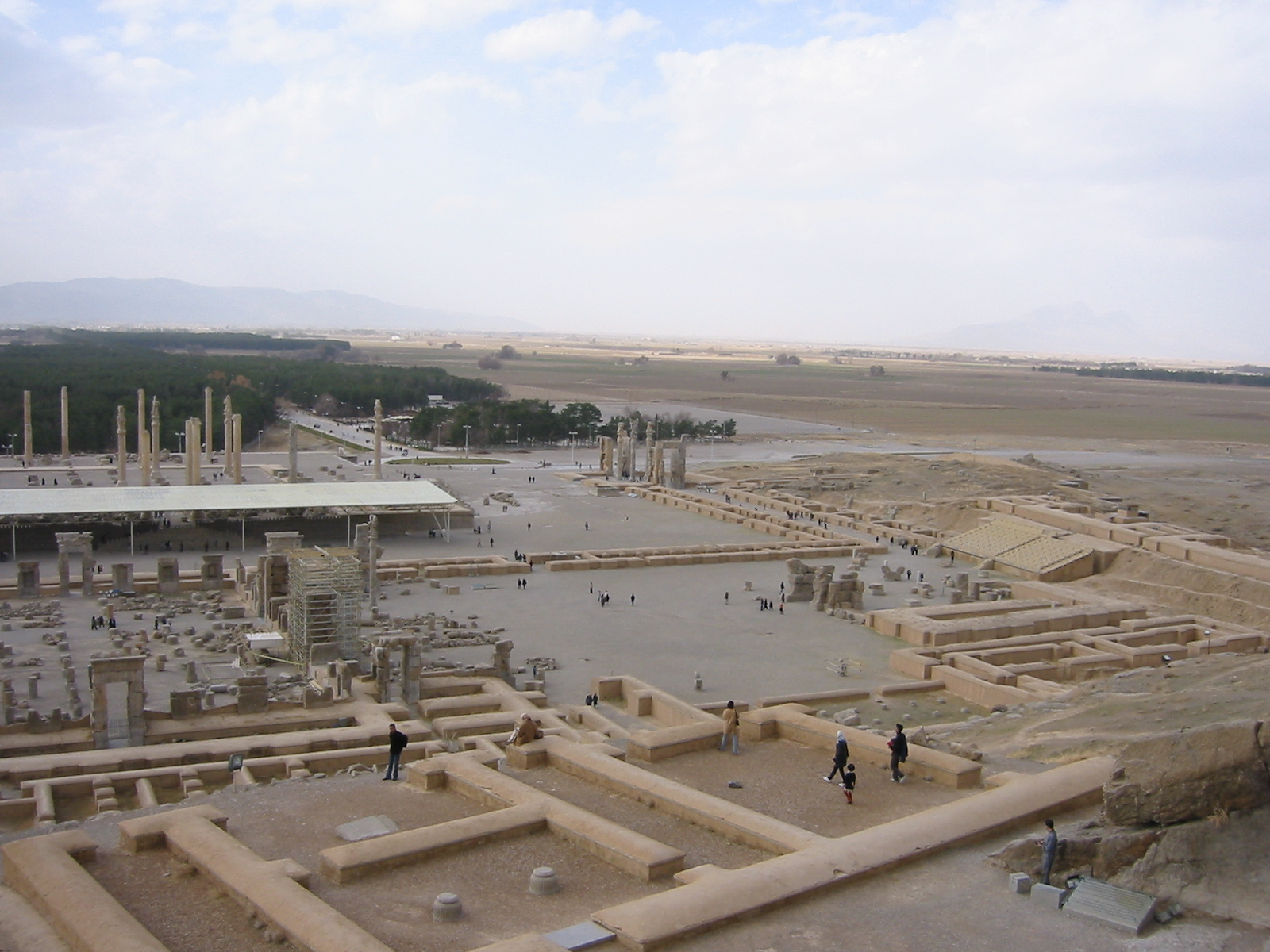
Perszepolisz, Kúh-e Rahmat felől nézve

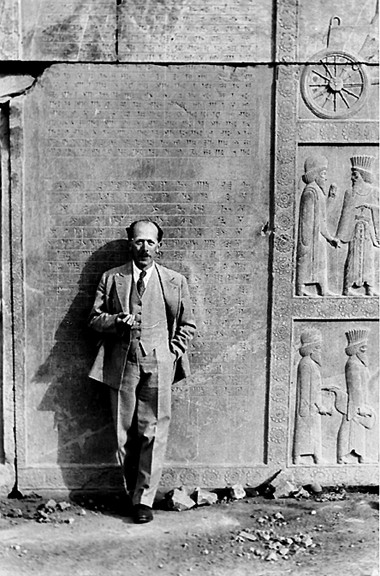
Ernst Herzfeld (1879–1948) iranológus, a legjelentősebb ásatások vezetője Perszepoliszban, 1931–1939 között

Európai utazók Perszepoliszról szóló leírásai és rajzai lehetővé tették O. G. Tychsen, F. Münter és Georg Friedrich Grotefend számára, hogy a 19. század elején megfejtsék az óperzsa ékírást (ez volt a kulcsa a babiloni ékírásos szövegek megfejtésének is), és ezek alapján tulajdonították először a várost az akhaimenida királyoknak. James Morier (1809–1811) és Robert Ker Porter (1818–1821) pótolta és kijavította az elődök kutatásait, ezzel megalapozta a szövegek tudományos igényű feldolgozását, amit Henry Rawlinson (1838–1852) végzett el.
A 19–20. században több tudományos expedíciót is indítottak Perszepoliszba:
- A terület művészeti és történeti feltárása Charles Textier (1840), Eugène Flandin és Pascal Coste (1840) munkáinak köszönhető, akik aprólékosan dokumentálták az építményeket.
- Az első feltárást 1878-ban Motamed-Od Dowleh Farhad Mirza, Fársz tartomány elnöke végezte el a százoszlopos csarnoknál.
- Charles Chipiez és Georges Perrot francia régészek nagy munkálatokba kezdtek nem sokkal Mirza után. Az ásatásokat követően Chipiez elkészítette az első ismert palotamakettet.
- A német Franz Stolze és Friedrich Carl Andreas 1877-ben vagy 1882-ben Fársz tartományban járt, és ásatásokat végzett Perszepoliszban.
- Jane és Marcel Dieulafoy francia archeológusok két expedíciót vezettek Perzsiába: 1881–82-ben, majd 1884–86-ban. Ők állították össze az első fényképes dokumentációt a város egész területéről, ezt később George Perrot, Charles Chipiez és George N. Curzon tudományos alapossággal frissítette fel.[2] Marcel Dieulafoy egyik gondolata a romokról:„Néhány dolog, ami ezzel a nagyszerű épülettel kapcsolatban megéled az elmémben. Nézem a kaput a fényezett márvány oszlopaival, a bikákat, akiknek a szarvait, lábait, szemeit és gallérját arannyal vonták be; a cédrus sugárzik, aranyban és ezüstben fénylenek a faldíszítéseiben levő téglák és mozaikok, türkizkék zománcok, nagy függönyök és a padlón szőnyegek... Néha azon töprengek, hogy egyiptomi vagy görög templomokban volt-e olyan erős hatásuk a perzsa palotáknak.”[22]
- 1931 és 1939 között Ernst Herzfeld és Frederich Erich Schmidt német régészek a Chicagói Egyetem megbízásából kutattak a városban.
- Az 1940-es években, a francia André Godard és később az iráni A. Sami régészek az Iráni Archeológiai Szolgálat (IAS) segítségével végeztek ásatást.
- Később az IAS vezetője Ali Tajvidi lett, aki együttműködve az olasz Keleti Intézet munkatársával, Giuseppe és Ann Britt Tiliával, két új palotát, I. Artakhsaszjá és II. Artakhsaszjá palotáját ásta ki a föld alól.

Több objektumot még mindig nem ismerünk.

### A modern időkben
1971-ben, a monarchia megszűnése előtt nyolc évvel Perszepolisz mellett rendezték a monarchia fennállásának 2500. évfordulóját, az ún. perszepoliszi parti-t. A ceremónián mintegy kétszáz állami vezető (köztük Losonczi Pál) vett részt. Az ünnepség célja az volt, hogy Irán uralkodója, Reza Pahlavi sah a világ előtt igazolja legimitását, ugyanis hatalomra kerülését puccsal érte el. A rendezvény több millió amerikai dollárba került, ami a nép elégedetlenségét váltotta ki, mivel nagy volt abban az időben a szegénység és korrupció Iránban és az olajbevételekből származó pénzeket felesleges célokra fordították. Újabb kutatások során kiderült, hogy az ünnepség miatt csatornák és kertek sérültek meg a romoknál.
Ma Perszepoliszt a természeti körülmények és az emberi jelenlét fenyegetik. A helyet közvetlenül nem érinti a városi élet, azonban a 70 kilométerre levő Siráz hatással van a romokra. Több programot is készítettek, hogy megóvják a műemlékeket, ezért korlátozták a látogatók számát, illetve az apadánát tetővel fedték le. A romok egyik veszélyforrása egy mesterséges tó, a másik a Paszargadaitól 43 kilométerre levő gátrendszer. A gátat 2007. április 19-én kezdték el építeni, és a romoktól néhány kilométerre egy vasúti vonalat is létrehoztak.
1979-ben Perszepoliszt az UNESCO a világörökség részévé nyilvánította az I., III. és VI. kritériumok alapján.

## Művészet a városban

### Építészet

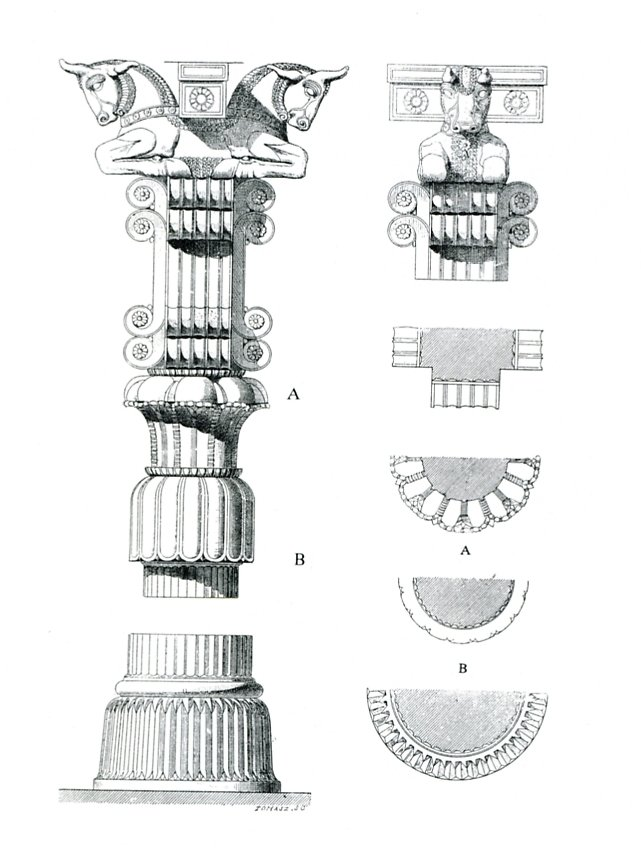
az apadána egyik oszlopa, Eugene Flandin rajza (1840)

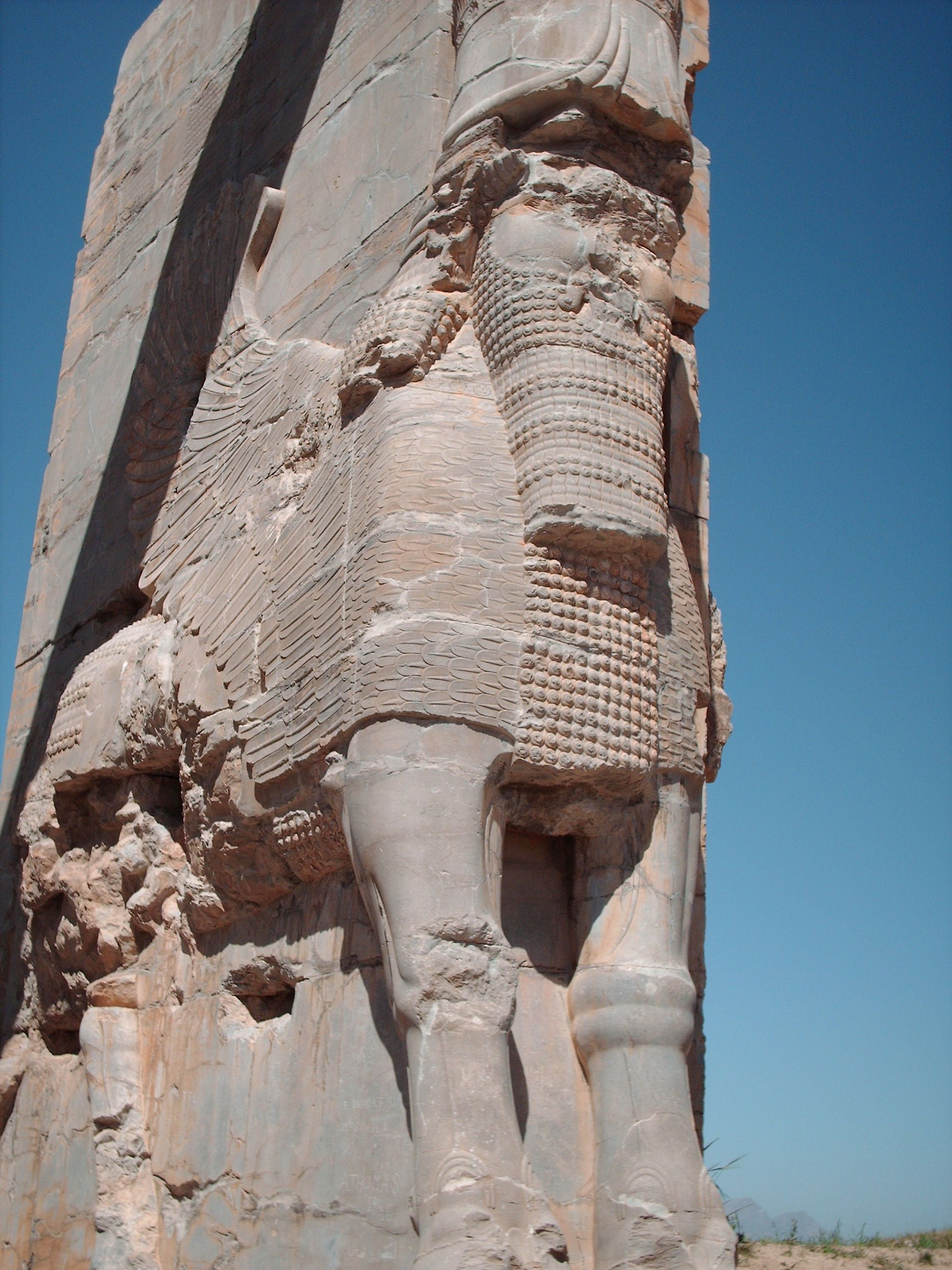
Lamasszusz, az asszír művészet öröksége a perszepoliszi „Népek kapuja” bejáratánál

A korai, törzsi alapon szervezett perzsa államalakulatban nem volt egységes, kialakult építészeti stílus, ekkor a területre még a félnomád életmód volt a jellemző. I. e. 550-ben II. Kurus perzsa király megalapította az Óperzsa Birodalmat és több nagyszabású építkezést kezdeményezett. Kezdetekben az Akhaimenidák építészete a korábbi nemzetek motívumaira épült, azonban hamarosan önálló stílus alakult ki. Az első perzsa város, Paszargadai építészete még nomád stíluselemeket tartalmaz, de ötven évvel később, Perszepolisz építésénél ez már kevésbé jellemző. A komplexum terve szigorúan egymásra merőleges építészeti egységekből áll, a termekben levő oszlopok számát hossz, illetve kereszt irányban 1:1 és 1:2 arányban határozták meg. A különféle tárgyakat védett teraszokon helyezték el. A komplexumban két nagyobb tér található, amelyen jelentősebb forgalom haladt át.
A város építészeti különlegességét a különböző népek stílusának keveredése adja. Ennek ellenére egységes perzsa jegyek ismerhetők fel a város arculatán, jelezve, hogy a művészek nem csak vegyítették ezeket a stíluselemeket, hanem egyúttal önálló alkotássá is fejlesztették. A munkások az ország minden területéről érkeztek és beleszőtték munkájukba szimbolikájukat és szertartásaikat.
Az ókori egyiptomi elemek felismerhetők a tetőkoszorúk kialakításában és a bejárati paneleknél. Mezopotámiaia elemek két palotán ismerhetők fel, amelyek közül az egyik egy magánház. A rózsaablakok és a mellettük lévő reliefek, a lépcsős falakkal a zikkuratok mintáját követte. Az építmények összhatása a babiloni művészetet idézi, a sűrűn előforduló bikaábrázolások pedig az asszír építészetből származnak. Iónia elfoglalása után a ión oszlopok is megjelentek, amelyek az oszlopos csarnokokban láthatók. Ión és lüdiai építészek Paszargadai és Szúza építkezésénél is jelen voltak, amit egy perszepoliszi falfirka és szúzai írások is bizonyítanak. Az ókori világ hét csodájának egyike, az epheszoszi Artemisz-templom Perszepolisz mintájára épült. Az a tervezési koncepció, hogy a palotakomplexum központját egy oszlopokkal kialakított nagyterem alkotja, már a birodalom megalakulása előtt is jelen volt a térségben. Az oszlopok különböznek az akkori világban megszokott megoldásoktól, Görögországban és Egyiptomban tömzsi, kicsi oszlopok és szűkös terek voltak, itt karcsúak, és széles tetőelemeket tartottak.
A szerkezeti rendszereket Perszepoliszban kizárólag álló oszlopok és a rajtuk fekvő áthidaló gerendák jellemzik, amelyeknél az építészet tektonikai szempontjai érvényesülnek, nincs nyoma kupoláknak, illetve boltozatoknak. Az oszlopok többsége fából készült, ezért mára már nem maradtak meg, azonban a kőlábazatok, amiken álltak, még ma is láthatóak. Azoknál a termeknél, ahol a magasság miatt nem tudtak faoszlopokat használni, egyforma stílusú kőoszlopokat helyeztek el. Az oszlopok kialakításának többsége hettita hatásra utal, azonban a magasságuk és a vastagságuk aránya inkább az ión kultúrára jellemző. Az oszlopfő egyharmada az oszlop magasságának, és ugyanez jellemző az egyiptomi építészetre is. Az oszlopokon látható ember- és állatalakok az asszír építészet jellemzői, de a perzsák ezt saját kultúrájukkal ötvözték.
Ahogy az Akhaimenidák palotáit, Perszepolisz épületeit is téglából épített falak jellemezték, annak ellenére, hogy a környéken rengeteg kő állt rendelkezésre. Kőtömbökből, a területet teljes egészében körülvevő fal készült, melyből ma már csak az alap látható.
Az építkezések sora két évszázadig tartott, és elmondható, hogy teljes egészében az egyedülálló akhaimenida művészet jegyeit hordozza. A későbbi akhaimenida uralkodók nem sokban tértek el a küroszi és dareioszi stílusoktól, csak a legújabb királysírok mutatnak ettől eltéréseket: II. Artakhsaszjá és III. Artakhsaszjá sírjai. Ezeket Naks-e Rosztem hegyén a sziklákba vájták, és a sírkövek főbb jegyei megegyeznek a korábbi uralkodók sírjaiéval.

### Szobrászat

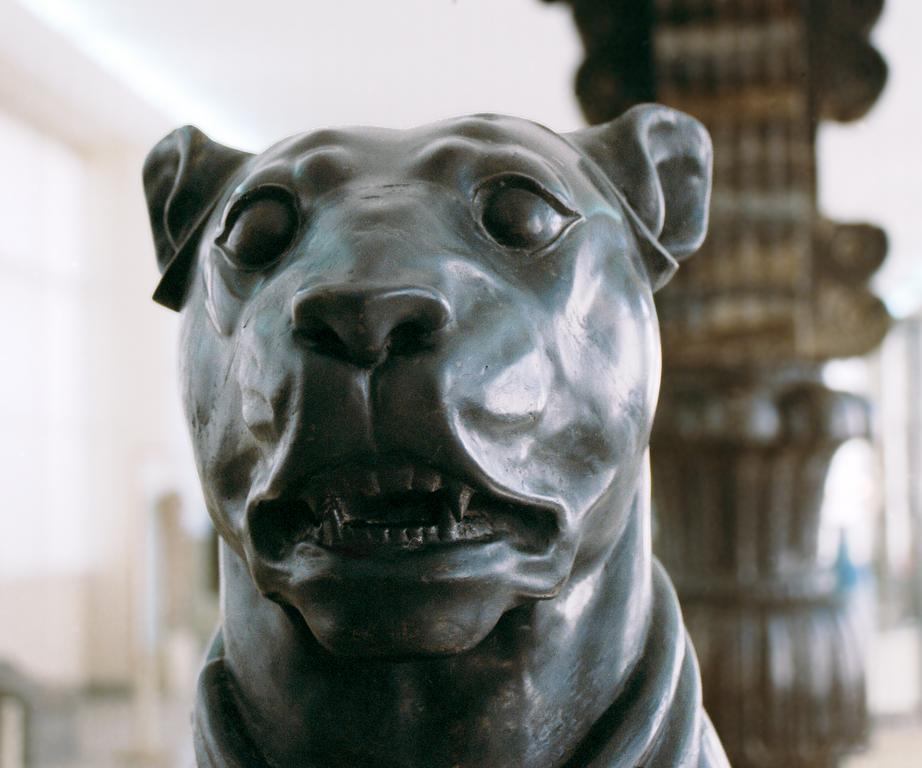
Masztiff faragvány

Az Akhaimenidák idejéből a legismertebb szobrok Perszepolisz területén találhatók. Számos relief látható a lépcsősorokon, a palotákon és a királyi termekben. A perzsa szobrászat az egyiptomi, görög és asszír szobrászat hagyományaira épült, precízítás és részletesség jellemezte. A szobrok a térség jegyeit viselik. Ebben az időben az uralkodók és katonák alkották a társadalmi ranglétra csúcsát, ezért őket sok helyen ábrázolták. Az emberalakok mellett mitológiai állatok – griff, bika, oroszlán – is megjelentek a szobrok témáiként. Hérodotosz és Plutarkhosz is megemlékeztek a királyi családot ábrázoló pompás szobordíszítményekről.

### Festészet
A városban nehéz olyan területet találni, ahol a festészet jellegét tanulmányozni lehet, mivel a festékréteget alkotó pigmentek idővel eltűnnek. A romok között azonban nyomokban találtak pigmenttesteket, így megállapították, hogy a város színes volt fénykorában. Különböző színeket használtak a falak díszítésére, a reliefeknél, az oszlopoknál, az ajtóknál, a padlóknál, a lépcsőknél és a szobroknál. Téglákat vontak be festékanyagokkal, vörösre festették a padlót, a vakolatot zöld gipsszel vonták be, az oszlopok és az épületek több színben pompáztak. I. Dárajavaus és Artüsztóné szobrán (ő volt Dárajavaus egyik felesége) vörös pigmentmaradványokat találtak, ezeket ma Teheránban, a Nemzeti Múzeumban tárolják.

## A város építésének technológiája

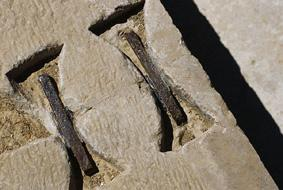
Illesztések

Perszepoliszban több innovatív technikát alkalmaztak az építőmérnökök. A legújabb paszargadai ásatások során technológiailag is vizsgálták a romokat. Paszargadai 30 évvel Perszepolisz előtt épült, és a kutatók szerint a Richter-skála szerinti 7-es erősségű földrengést is kibírta. Azt vizsgálják, hogy milyen alapokra építették a két várost, hogy azokat az ismereteket a jelenkorban hasznosíthassák. A kőblokkok közötti fém illesztések lehetővé tették, hogy az alaptól elszigetelve egyre vékonyabb és magasabb elemeket építhessenek.
I. Dárajavaus perzsa király építészei az epheszoszi Artemisz-templom oszlopaihoz képest az itteni oszlopok magasságát 1,5 méterrel megemelték, valamint, Artemisz templomának 5,9 méterével szemben, az oszlopok közötti távolságot is 8,65 méterre növelték. Ezek a nagy távolságok az oszlopok között, valamint a kőoszlopok és a mennyezet fa gerendázatának együttese biztosította az apadána tágas és ünnepélyes megjelenését, szemben a csak kőből készült szerkezetekével.
A mérnökök a vízellátás gondját is megoldották. Mivel nem volt víz a közelben, az udvart víztározóból látták el. A hegyekbe mélyedéseket fúrtak, és így meg tudták őrizni a friss vizet, illetve szabályozni tudták a víznyomást. A csöveket az építkezések megkezdése előtt fektették le a földbe, ezért jó állapotban maradtak meg. A terasz déli oldalán vezették el a szennyvizet, amelyet a Perszepolisz alatt meghúzódó város lakossága öntözésre használt. Perszepoliszban nem találtak mellékhelyiségre utaló romokat.

## Főbb építmények

### Terasz

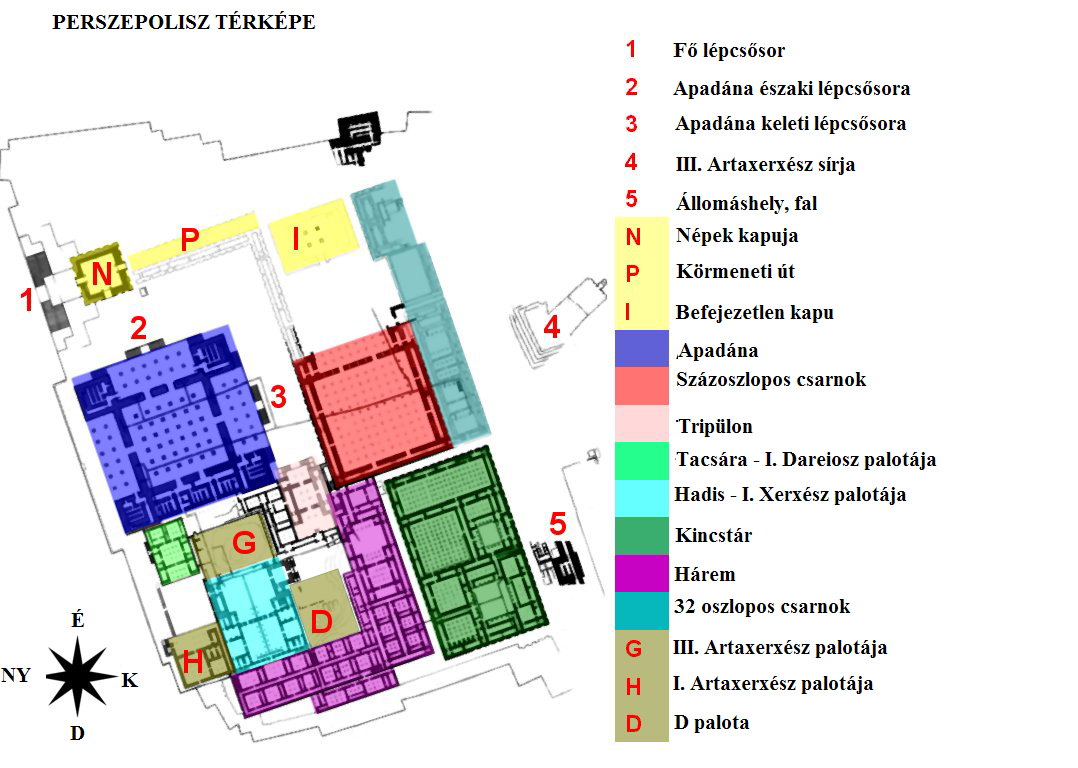
Perszepolisz térképe

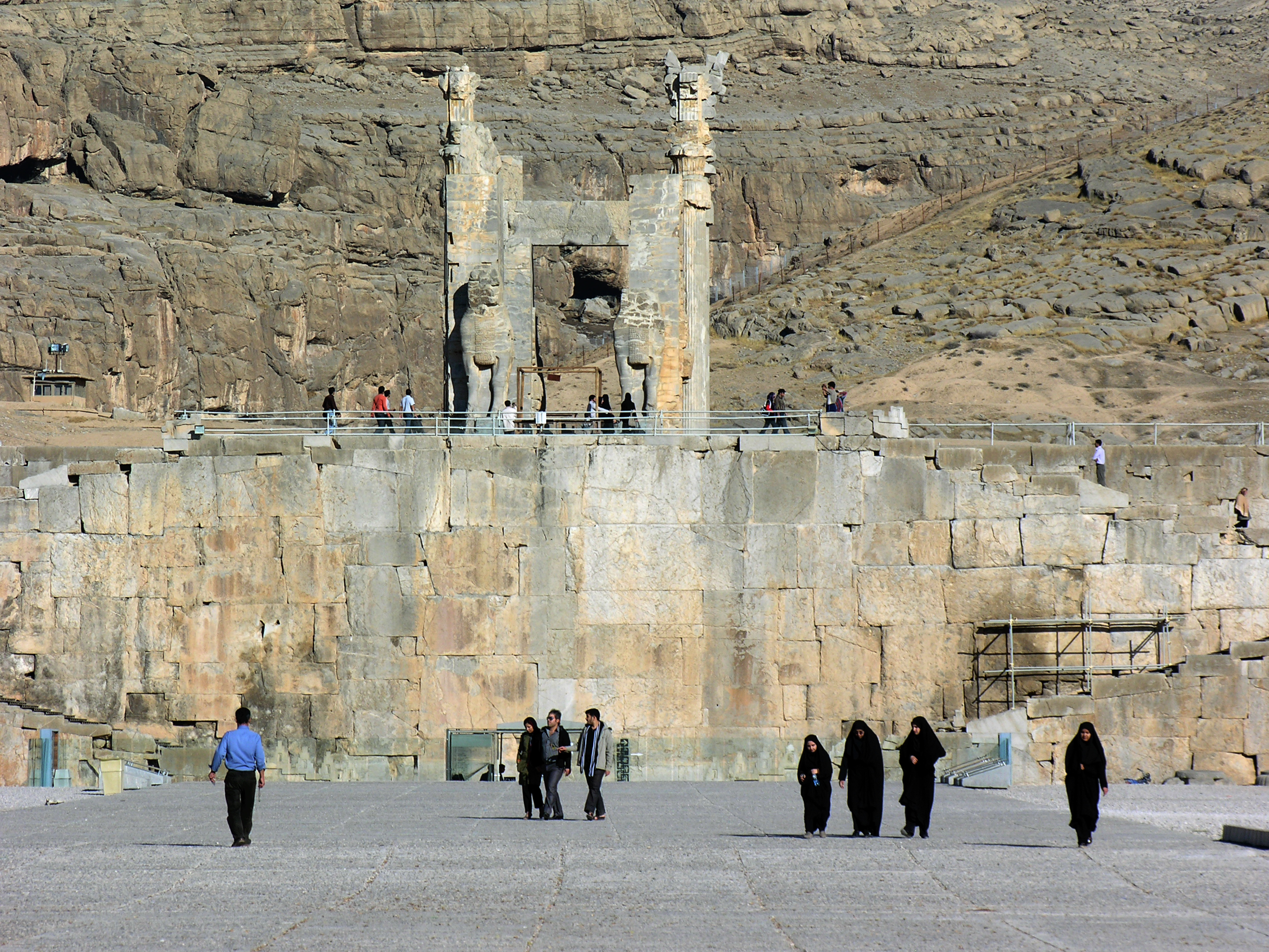
Feljárat a teraszra. A háttérben a Népek kapuja, mögötte a Kúh-e Rahmat

A palota terasza 450×300 méter, 14 méter magas, 4, egyenként 2 méteres szinttel. A bejáratnál található a küldöttek szintje, mögötte van a nemeseké. A legalacsonyabb szint a hivatal és a jog szintje. A királyi szint a legmagasabb, amelyet a komplexum egész területéről látni lehet. A szerkezet alapja szürke mészkő, és az alaprajz szigorúan egymásra merőleges elemekből épül fel.
A terasz keleti oldalán található a Kúh-i Rahmat, ahol több, kőből készült királysír található, amelyek szinte uralják a tájat. A terasz bizonyos részein még látható a városfal, amelyek helyenként 5–14 méter magasságúak. A falak nagy kőblokkokból épültek, ez adja a szilárdságát. Ezt a technikát először Paszargadai építésénél alkalmazták a perzsák. A terület nyugati részén található a komplexum főbejárata.
A talaj egyenlőtlenségeit kővel és földdel töltötték fel. Az építés első fázisa a vízellátás biztosítása volt, ezért a sziklákba csatornákat vájtak. A kőblokkok kivágásakor különleges eszközöket használtak, amelyekkel úgy vágták ki a köveket, hogy azokat fagerendákon is el tudták szállítani. Függőleges, kéményszerű vízelvezető aknákat is építettek, amelyeket belül vastag téglafalakkal béleltek, majd bitumennel borították be. Ez gyűjtötte össze, majd vezette el az esővizet a földalatti csatornákon keresztül a síkságra. Ennek a bonyolult vízelvezető rendszernek máig megmaradt részei továbbra is kiválóan működnek.
A fal déli részén Perszepolisz legnagyobb felirata olvasható. A 8 méter hosszú, 2 méter széles, háromnyelvű feliratot I. Dárajavaus perzsa király készíttette. Az óperzsa, elámi, és akkád szövegek eltérnek egymástól. Az óperzsa szöveg a következő:
Kinyilvánítja Dareiosz király: Ez az ország, Perzsia, melyet Ahuramazda adott nékem, szép, jó lovai vannak, jó emberei, kik Ahuramazdá és Dareiosz, a Király, akaratából nem félnek semmitől.
Kinyilvánítja Dareiosz király: Segítsen engem Ahuramazdá a királyi ház isteneivel; és óvja meg Ahuramazdá ezt az országot ellenségtől, éhínségtől, Ármánytól. Ne jöjjön ellenség erre az országra, sem éhínség, sem Ármány. Ezt kérem én Ahuramazdától és a királyi ház isteneitől! Ezt adja meg nekem Ahuramazdá és a királyi ház istenei!

Én vagyok Dareiosz, a Nagy Király, Királyok Királya, sok ország királya, Hüsztaszpész fia, az Akhaimenida.
Kinyilvánítja Dareiosz király: Ezek azok a tartományok, melyek Ahuramazdá akaratából birtokomba kerültek, Perzsián kívül felettük uralkodtam, féltek engem s adót hoztak nekem: Élám, Média, Babilon, Arábia, Asszíria, Egyiptom, Armenia, Kappadókia, Szardeisz, az iónok, akik a szárazföldön laknak és akik a tengeren túl laknak, Szagartia, Párthia, Drangiána, Ária, Baktria, Szogdiána, Khoraszmia, Szattagüdia, Arakhószia, India, Gandhára, a szkíták földje, Maka.
Ezek a feljegyzések a komplexumba vezető bejárat előtt találhatók, a lépcsősor és a népek kapuja előtt.

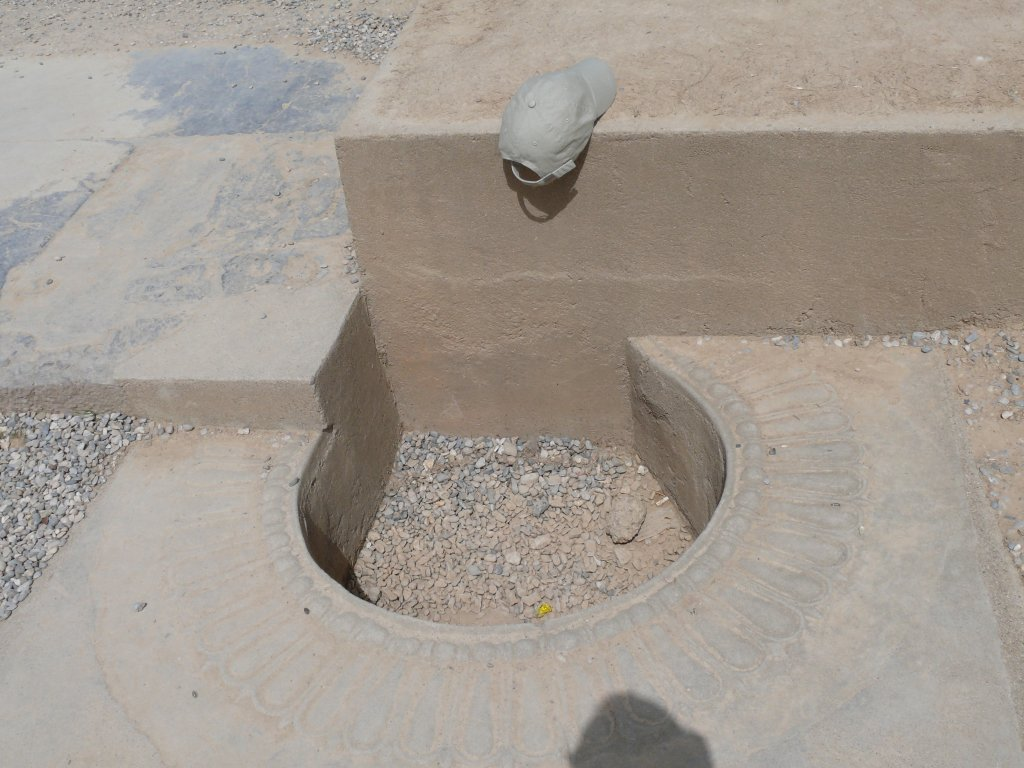
Ajtócsap foglalata

Az elrendezés azt feltételezi, hogy a létesítményt a körzet védelemére is felhasználták. A komplexumban több torony is volt, ezek a külső falak találkozási pontjain találhatók, hogy az őröknek jó rálátása legyen a vidékre.
A teraszon több impozáns épület is van, amely a közeli dombokról származó szürke mészkőből készült. A mészkövet az oszlopok kialakítására használták, és a mai napig megmaradtak. Az épületeket oszlopsorokkal kötötték össze, amelyek összesen 16, 36, 99 vagy 100 oszlopból álltak, különböző elrendezésben, például 20×5, 10×10 stb. Néhány épületet nem fejeztek be, erre utal, hogy a közelben több helyen építési törmeléket találtak. 2005-ben olyan eszközökre is bukkantak, amelyeket festékek tárolására használtak.

### Fő lépcsősor

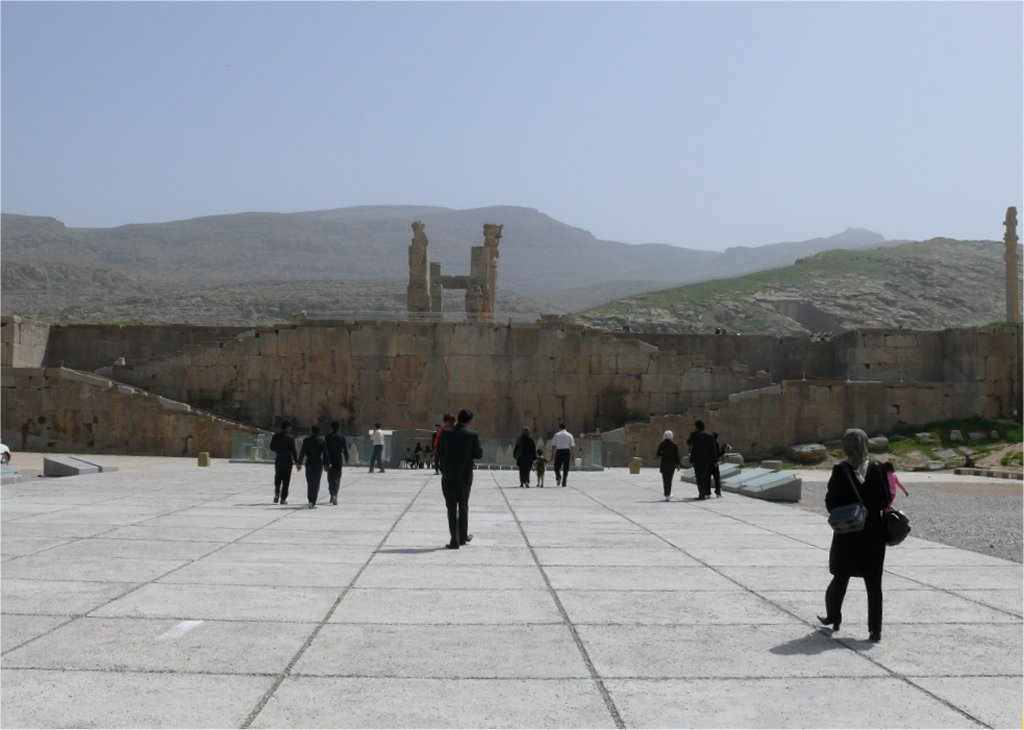
Fő lépcsősor

A terasz nyugati lábánál egy hatalmas lépcsősor vezet fel a terasz északi részébe. A lépcsősor a fallal párhuzamos, tulajdonképpen két megtört építmény, amely egyszer fordul és találkozik a terasz tetején. Ehhez I. Xerxész építtetett délen egy másik lépcsősort és kizárólag ezen keresztül közelíthető meg a komplexum. Valószínűleg azonban volt egy keleti megközelítési lehetőség is, mivel ez a rész alacsonyabban helyezkedik el a többinél. A lépcsősort kemény kőblokkokból építették és fémekkel fogták össze. Száztizenegy, 6,9 méter széles lépcsőfokból áll, melyek egyenként 10 centiméter magasak és 31 centiméter mélyek. Az alacsony lépcsőfokok miatt a lovasoknak könnyebb volt haladni rajta. A lépcsősor felső végén, a Népek kapuja előtt valószínűleg egy fakapu is állt.

### Népek kapuja

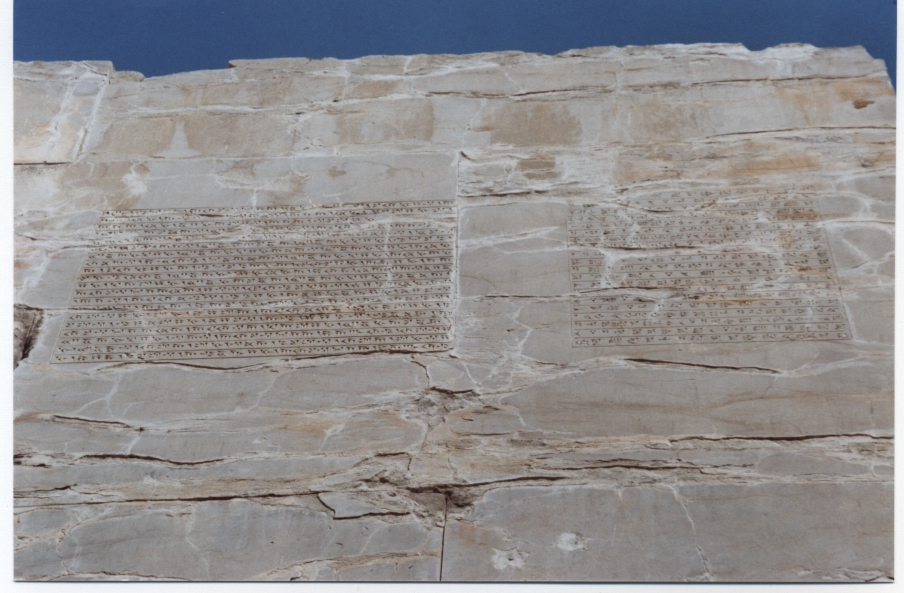
Xerxész király felirata

A Népek kapuja vagy a Xerxész-kapu a kis teremmel i. e. 475-ben épült, I. Xerxész uralkodása alatt. A nyugati bejáratnál mindkét oldalon két hatalmas bikaszobor van, amelyek magassága 5,5 méter, és stílusuk az asszír építészet jegyeit mutatja. Ez a bejárat a 24,7 m²-es központi teremhez vezet, amelyben márványpadok találhatók. A terem tetejét négy, egyenként 18,3 méter magas, pálmalevél motívummal díszített oszloppal támasztottak alá. Ezekből csak kettő maradt meg, a harmadikat az Iráni Archeológiai Intézet állította helyre az 1971-es ünnepségre. A teremből két kijárat nyílik, a déli az apadána felé, a keleti a körmeneti útra. Az utat emberarcú szárnyas bikák (lammasszusz) őrizték, amelyek maradványai ma is láthatók. Ezek pontos másolatai az asszír paloták bejárati díszeinek. A bika a perzsáknál a termékenység és az erő jelképe volt. Ilyen elemeket a tripülonnál és a befejezetlen kapunál is lehet találni. A termet fából készült ajtókon keresztül lehetett megközelíteni, amelyeket fémmel kapcsoltak össze.
Az ékírásos feliratok a nyugati oldali szobor felett három nyelven írják le a király gondolatait: óperzsa, akkád és elámi nyelven.
Nagy Isten Ahuramazdá, aki ezt a földet teremtette, aki amott az eget teremtette, aki az embert teremtette, aki boldogságot teremtett az embernek, aki Xerxészt királlyá tette, sokak királyává, sokak urává!

Xerxész vagyok, a nagy király, a királyok királya, minden nemzet és ember királya, a király ezen a nagy földön, itt és messze távol, Dareiosz fia az Akhamenida.

Xerxes király kinyilvánítja: Ahuramazdá kegyelméből a Népek Kapuját Én építettem. Még sok más szépség is épült Perszepoliszban, amit én építettem, és apám épített. Bármi is épült és gyönyörűnek látszik, minden Ahura Mazda javára épült.

Ez az írás tudósít arról, hogy a birodalomban több nép is él. Az emberfejű bika alatt is található felirat.
Az északi falnál egy kisebb tűzoltár áll, a keleti faltól pedig egy hosszabb út indul a trónteremhez.

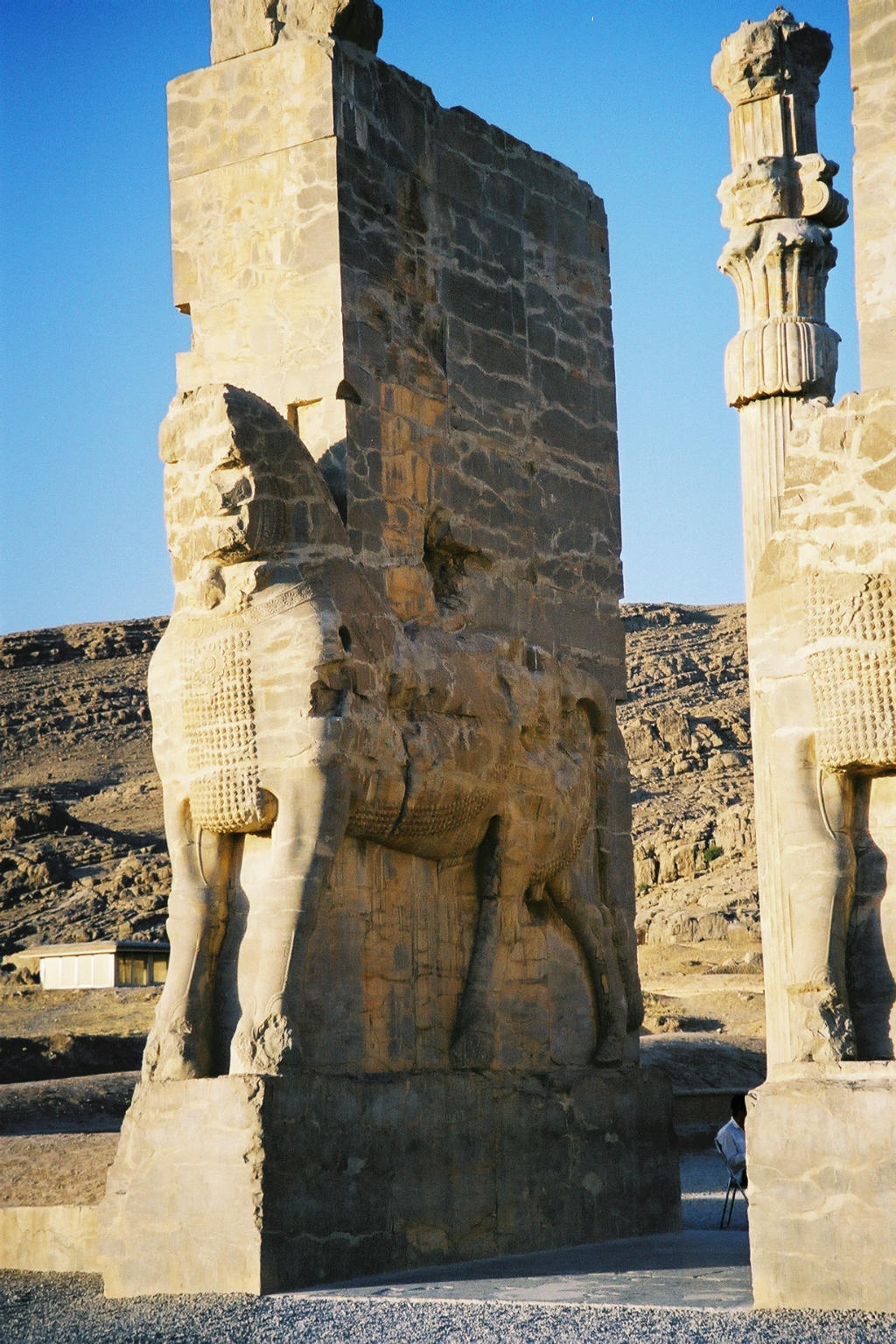
Bikaszobor a kaputól keletre
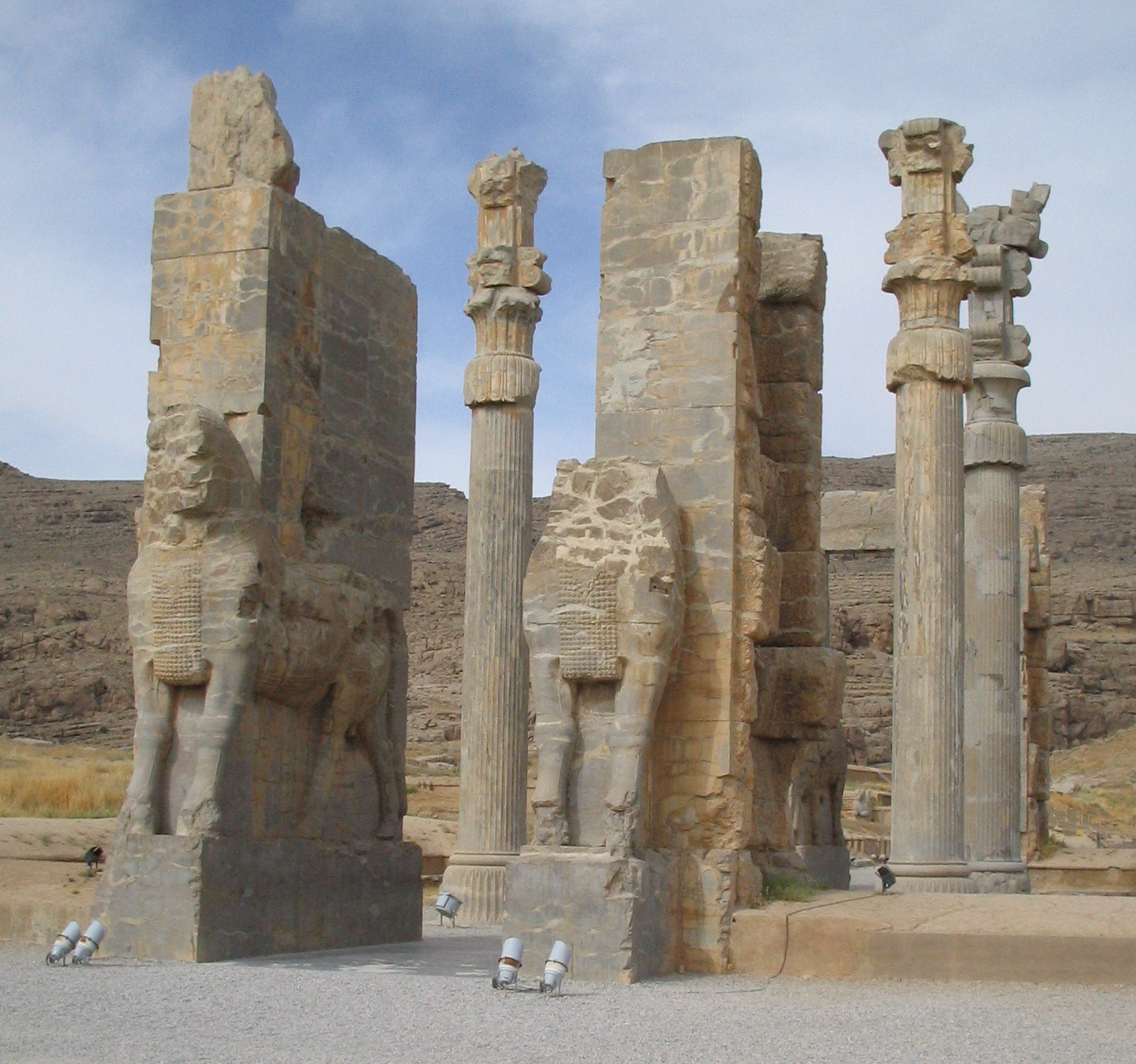
Keleti látkép
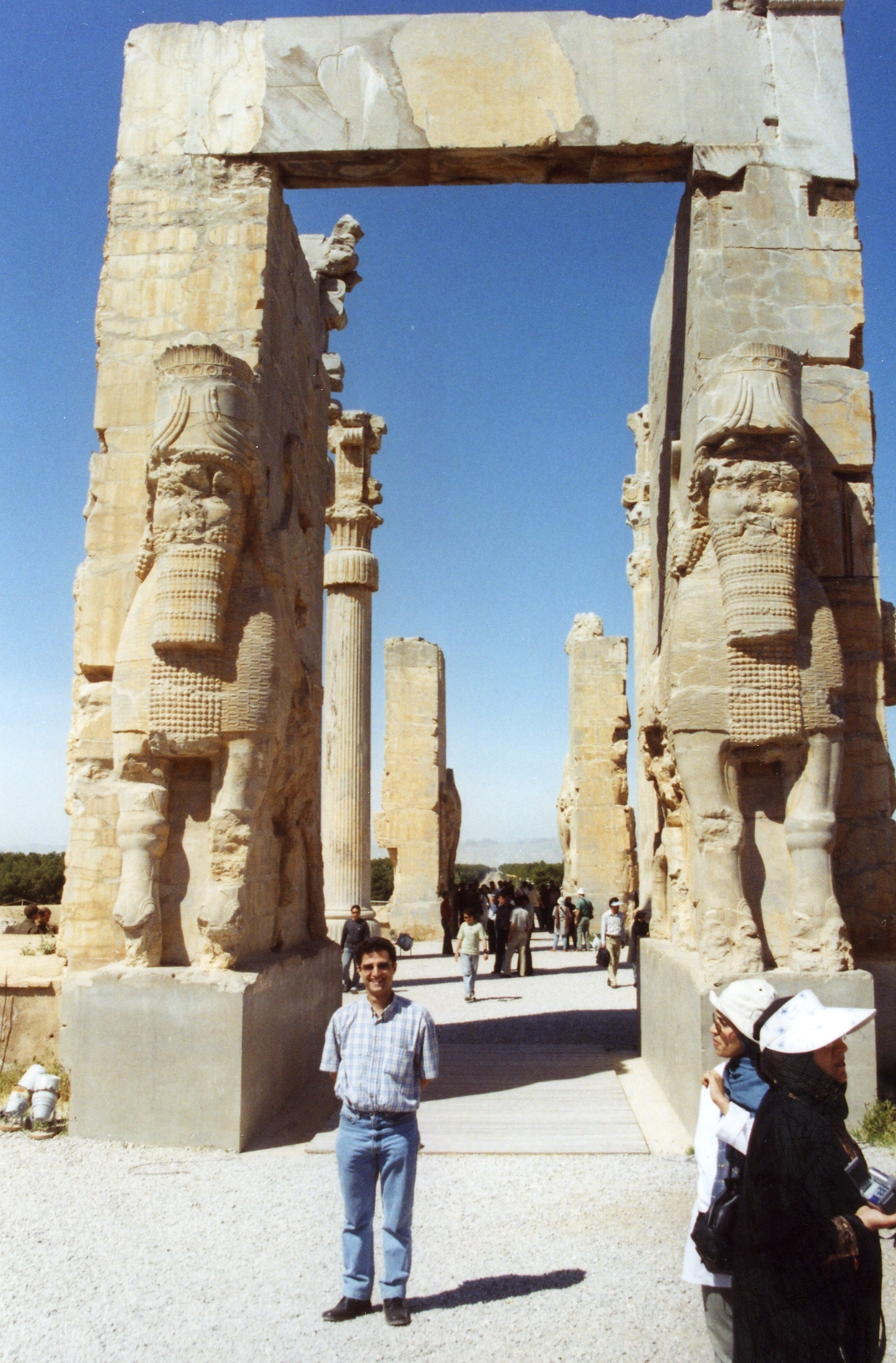
Északi látkép

### Körmeneti út és a befejezetlen kapu
A terasz északi oldalán található a körmeneti út, amely egy befejezetlen kapuhoz vezet. Ennek építése Nagy Sándor pusztítása miatt maradt félbe. A kapu a terasz északnyugati sarkán épült négy oszloppal, és abba a kertbe vezet, amely a százoszlopos csarnoknál nyílik. A körmeneti utat dupla fal határolja mindkét oldalról. Mára már csak falak alapjai maradtak meg, de vélhetően eredetileg több méter magasak voltak.

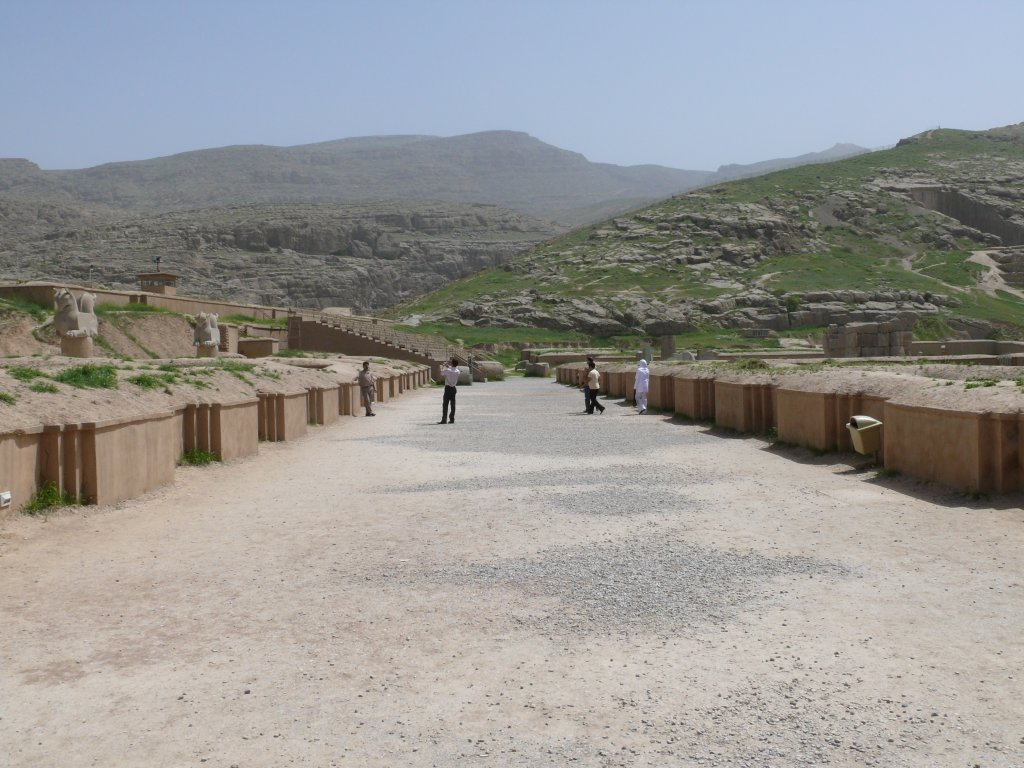
Körmeneti út nyugatról nézve
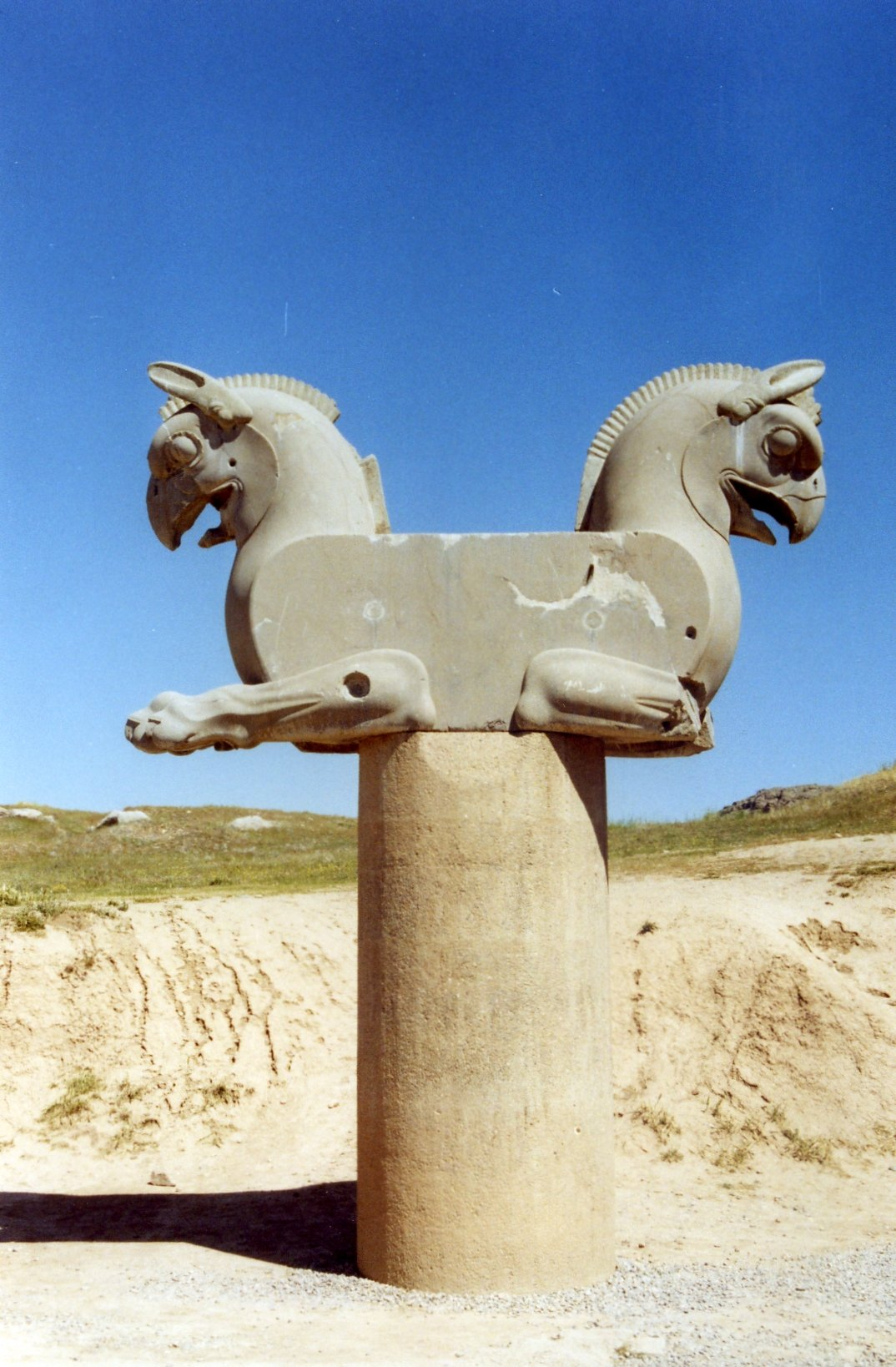
Griffprotomés oszlopfő
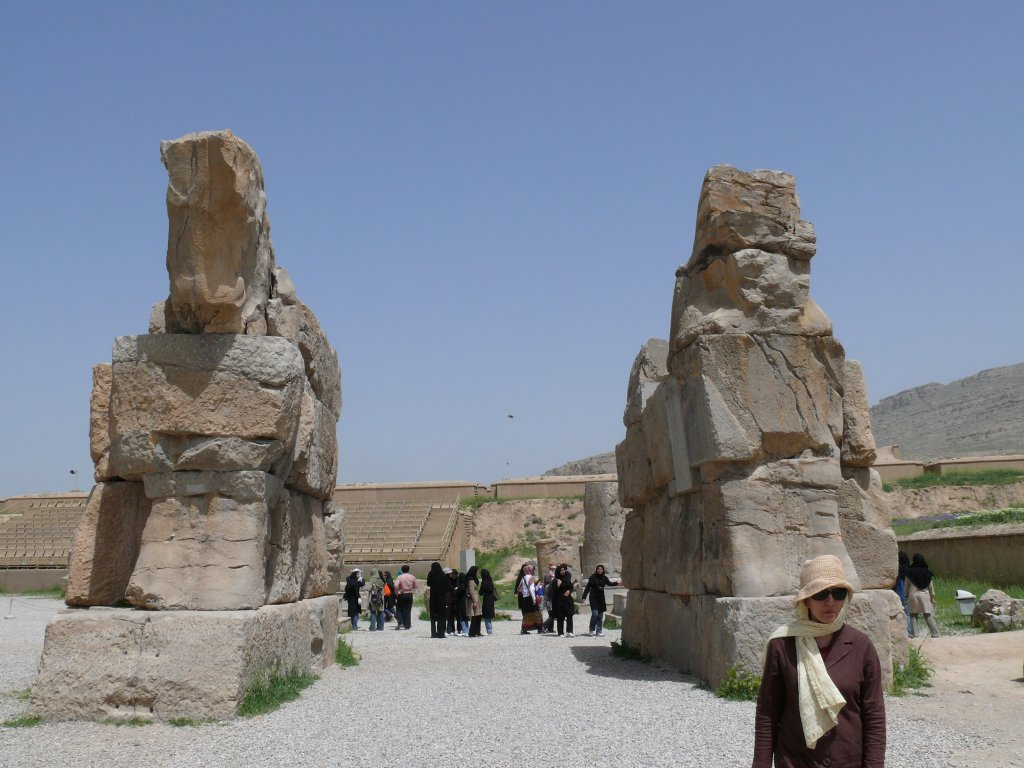
Befejezetlen kapu délről nézve
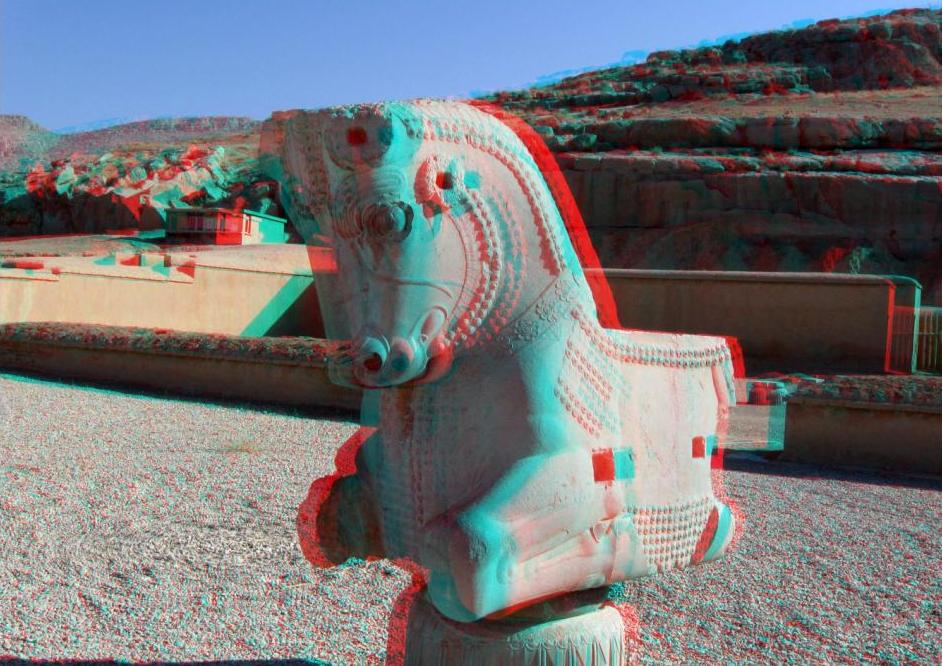
Bikafejes oszlopfő
( 3D kép)

### Az apadána

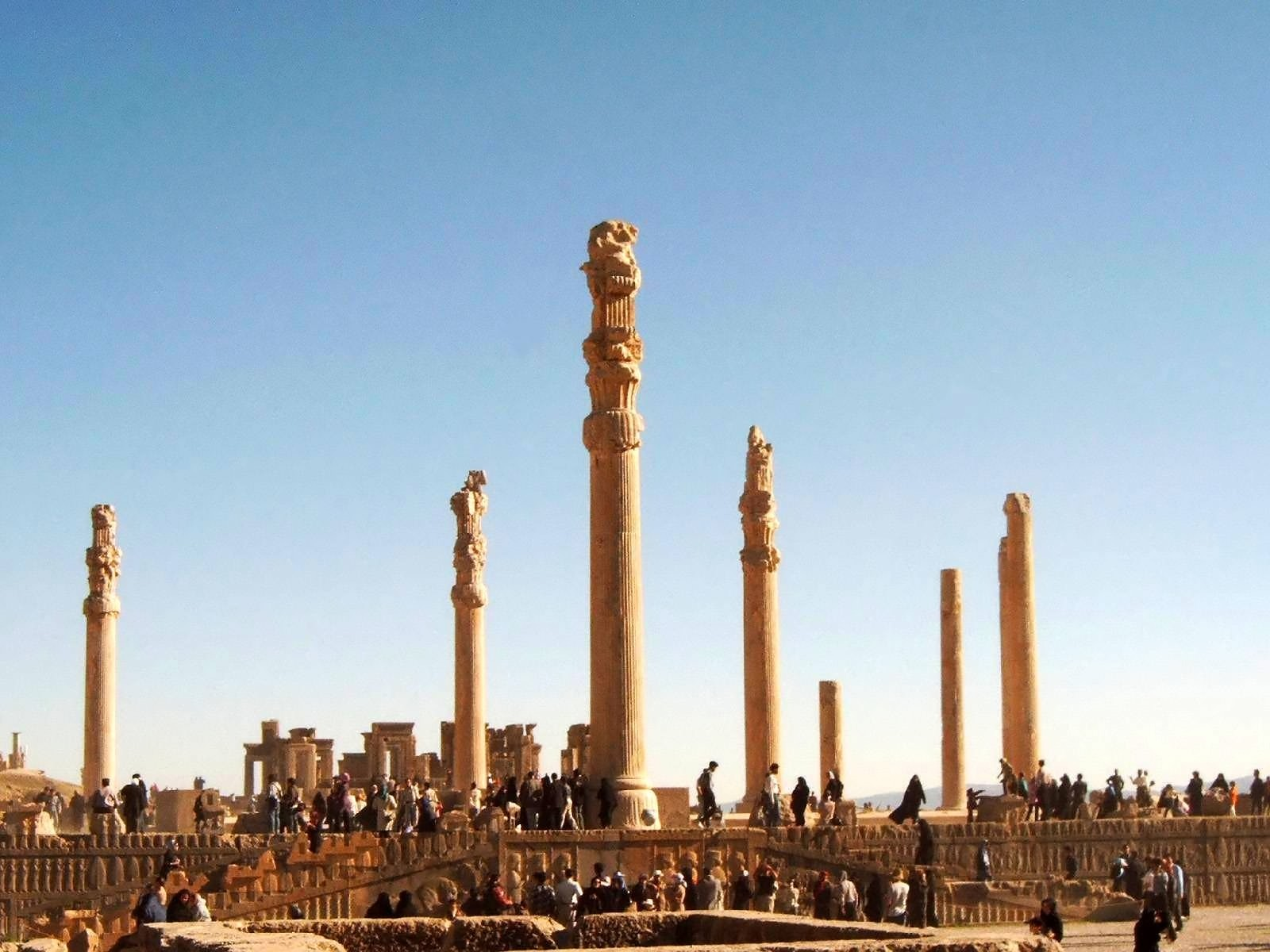
Az apadána romjai

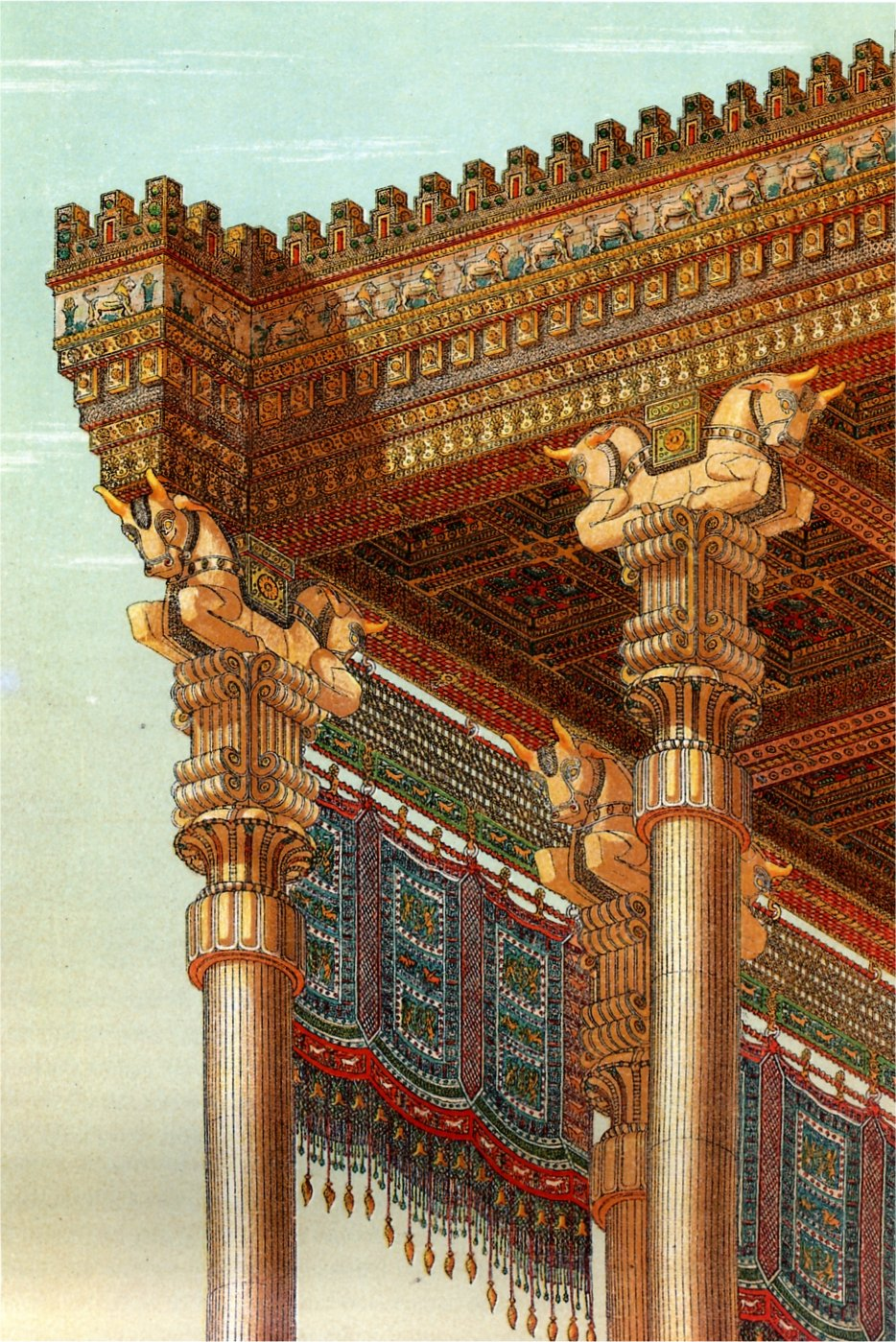
Az apadána teteje, Charles Chipiez (1884) rekonstrukciója

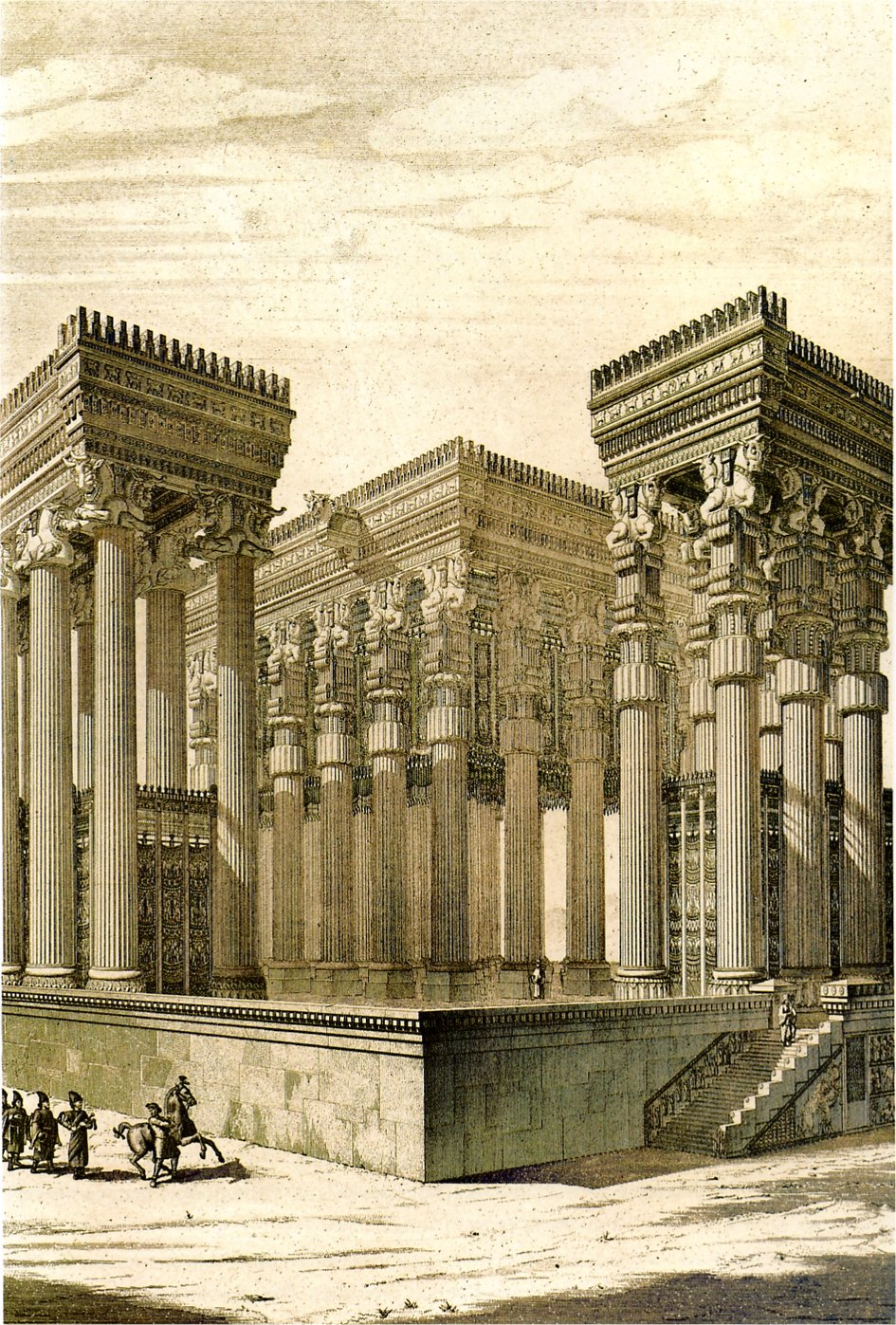
Az apadána rekonstrukciója, Charles Chipiez (1884)

A szó jelentése: oszlopcsarnok. Xerxész kapuján áthaladva ide érünk. Az épület a terasz nyugati oldalán található. Két nagy lépcsősoron keresztül lehet megközelíteni északról, illetve keletről. Ez volt a királyi fogadócsarnok és a tulajdonképpeni trónterem. Az épület közvetlen prototípusa valószínűleg a szúzai I. Dárajavaus palota apadánája volt, azonban arra nincs bizonyíték, hogy az hamarabb kész lett volna, mint a perszepoliszi. Mindkét apadána terve és szerkezete nagyon hasonló egymáshoz.
Az alapját mintegy három méterrel magasabbra helyezték, mint a környező terület, a teljes magassága tetővel együtt 22 méter volt. Ezzel is hangsúlyozták az épület különleges jelentőségét. Két kettős, egymásba fordított lépcsősor biztosította a feljáratot az apadána szintjére.
Az apadánát I. Dárajavaus perzsa király idején építették, a munkálatokat – az egyik sarokkőre vésett írásos feljegyzés szerint – i. e. 515-ben kezdték meg. Ebben a feljegyzésben szerepelnek azok a népek is, amelyek a birodalomhoz tartoztak. Az apadána építése I. Xerxész idején ért véget.
A palota kezdeti alaprajza nagyon egyszerű volt, később azonban, amikor a Népek kapuját építették, az északi lépcsősort fejleszteni kellett.
A központi zárt egység, a tulajdonképpeni palotabelső alaprajza 60,5×60,5 méter, amelyben 36 hatalmas oszlopot emeltek, 6×6-os elrendezésben. A három bejárati csarnok egyenként 12 oszlopával együtt, amelyek keleti, északi és a nyugati oldalon határolták a libanoni cédrusból készült tetőt, összesen 72 oszlop tartotta. Ezekből 1977-ben csak 13 állt, ekkor az oszlopcsarnok északkeleti részén még egyet helyreállítottak. 1619-ben az utazók még húsz oszlopot örökítettek meg leírásaikban. A perzsa oszlopok a ión oszlopok hatását tükrözik, amit igazol az oszlopok magasságának és szélességének aránya is. A kőblokkokat valószínűleg rámpákkal és fatámasztékok segítségével emelték fel a kívánt magasságra. E műszaki jellemzők miatt az apadána volt a legnagyobb és legösszetettebb épület Perszepoliszban.
A mennyezetet másodlagos gerendák tartották, amelyek az oszlopokból ágaztak ki. Az oszlopfőket bika-, illetve oroszlán-faragványokkal díszítették. A főgerendát is ezek a másodlagos tartóelemek támasztották alá. A mennyezetnél, az oszlopsorhoz képest kb. 1 méteres kiszögellés figyelhető meg. A főoszlopokat szarvasbikák szobrába építették bele, ennek nemcsak dekoratív szerepe volt, hanem a stabilizációt is szolgálta. A tetőt lapos, több réteg döngölt agyagból készítették. A gerendák ébenfából és tölgyfából készültek, de használtak libanoni cédrust is. Ez a technika a könnyű cédrustetőkkel 8,65 méteres fesztávot enged meg. Ehhez hasonlót az egyiptomi, karnaki templomban találtak a tudósok.
A termeket gazdagon díszített falakkal, reliefekkel, oszlopokkal építették, az ásatások során több helyen pigmentnyomokat találtak. Az oroszlánszobroknál például vörös pigmenttesteket mutattak ki. A padlót kerámialapokkal burkolták, a falakat arannyal festették ki és több oroszlán, bika és virágképet is találtak. A hatalmas, 15 méter magas központi bejárati ajtók tömör fából készültek és aranyreliefek, elefántszarvak és fémek díszítették. Az északi bejáratnál bikaszobrok voltak, a keleti és a nyugati ajtóknál pedig más állatok is. Két kisebb déli ajtó vezetett a belső kamrákhoz. Az előterek más palotákhoz is kapcsolódtak. Tizenhét nagy ablak (hat a nyugati és a keleti falnál, öt az északi falnál) biztosította, hogy elég fény világítsa be a belső nagytermet.
Mint minden akkori építménynél, ennek az oldalfalai is napon szárított agyagtéglákból épültek 5,32 méter vastagságban, de a falak az idők folyamán teljesen szétmállottak. A falak belső felületét mész, gipsz és agyaghabarcs keverékével vonták be (ez volt a szokásos bevonata a perszepoliszi palotáknak). A padlózat és a tetőt tartó oszlopok kőből voltak. A kőoszlopok tetejét bika-, vagy szarvval kiegészített oroszlánfejek díszítették.
David Stronach régész megerősítette, hogy az apadánának két fő funkciója volt. A terület olyan nagy, hogy akár 10 000 ember is helyet kaphatott benne, akik a királyi ceremóniákra érkeztek. Másrészt a hatalmas térben katonai parádékat, hadgyakorlatokat, ünnepségeket is rendezhettek. A szúzai Dárajavaus-palotában az ásatások során egy trónt és az alagsorba vezető lépcsősort is találtak. Mindkét épületben királyi szoba is volt.
Perszepolisz pusztulásakor, a tűzvész során, az apadána teteje beomlott, így az épület belseje viszonylag épen megmaradt. Az apadána és a százoszlopos csarnok között egy hatalmas oroszlánfej látható. Az apadánában talált egyéb tárgyakat különböző múzeumokban őrzik.
A négy sarokfalnál Dárajavaus elhelyezett négy kődobozt, amelyekbe az abban az időben használatos lüd és görög érméket rakott. A ládákból kettőt Friedrich Krefter megtalált az 1933-as az ásatások során. Mindkét láda tartalmazott néhány arany és ezüst plakettet is (33×33×1,6 centiméter) háromnyelvű felirattal, amelyeken Dárajavaus az épület alapítását kívánta dokumentálni. A táblácskákon a király bemutatta önmagát, és kinyilvánította birodalmának határait: „A Szogdián túli szkíták, onnan Etiópia, India, onnan Szardeisz”.
Az északi, keleti és nyugati oldalon találhatók a bejáratok, egyenként 12 oszlopos tornáccal. A déli rész kis szobákból állt, amelyek őrszobák, illetve tárolóhelyiségek lehettek. Ezekből közvetlenül el lehetett jutni Dárajavaus palotájába, az úgynevezett Tacsárába. Az apadána sarkain négyszögletes tornyok álltak, amelyekből az őrök figyelemmel kísérhették az épület környezetét.

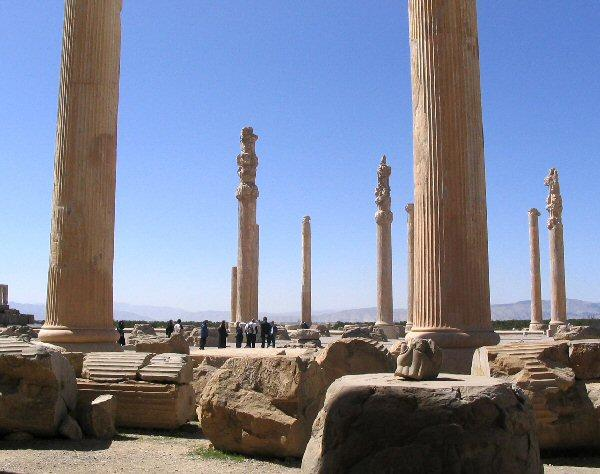
Perzsa oszlop
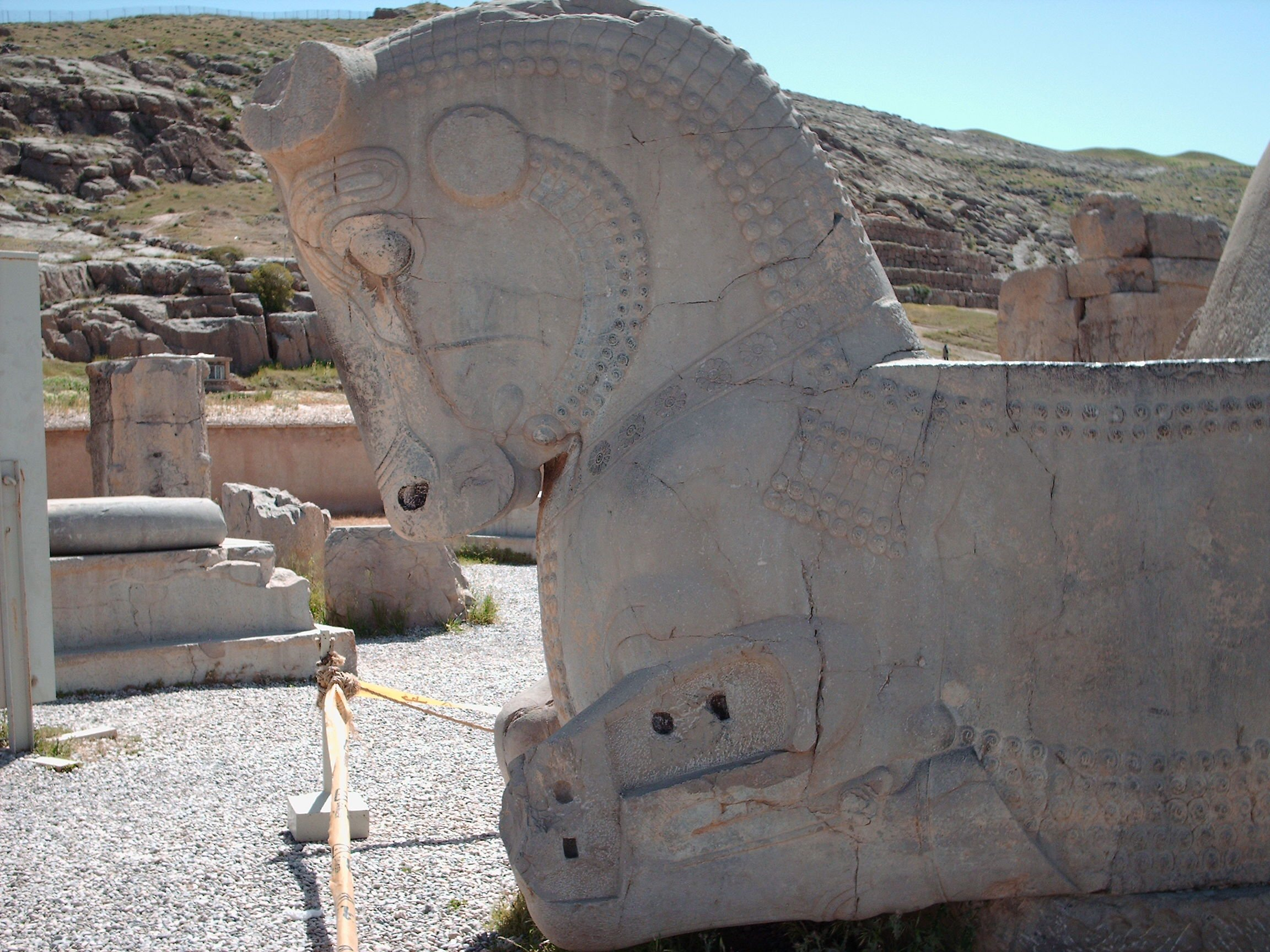
Bika
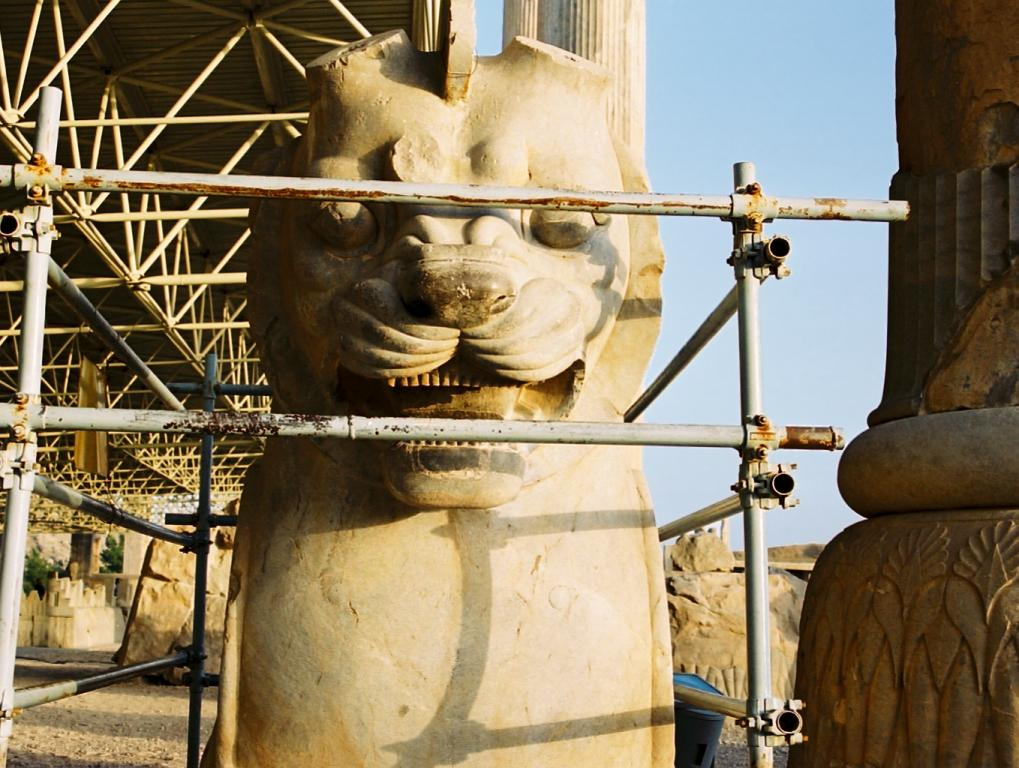
Oroszlánszobrok az apadána előtt
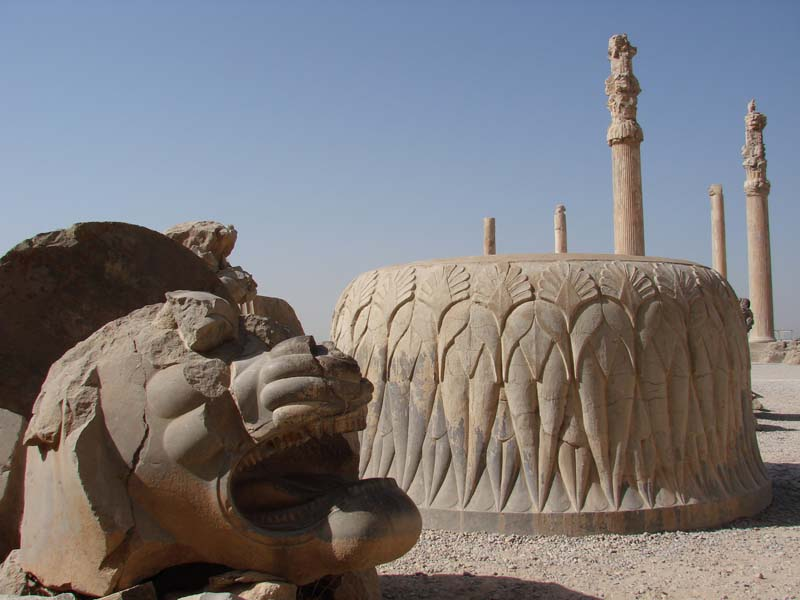
Oroszlánfej

#### Keleti lépcsősor

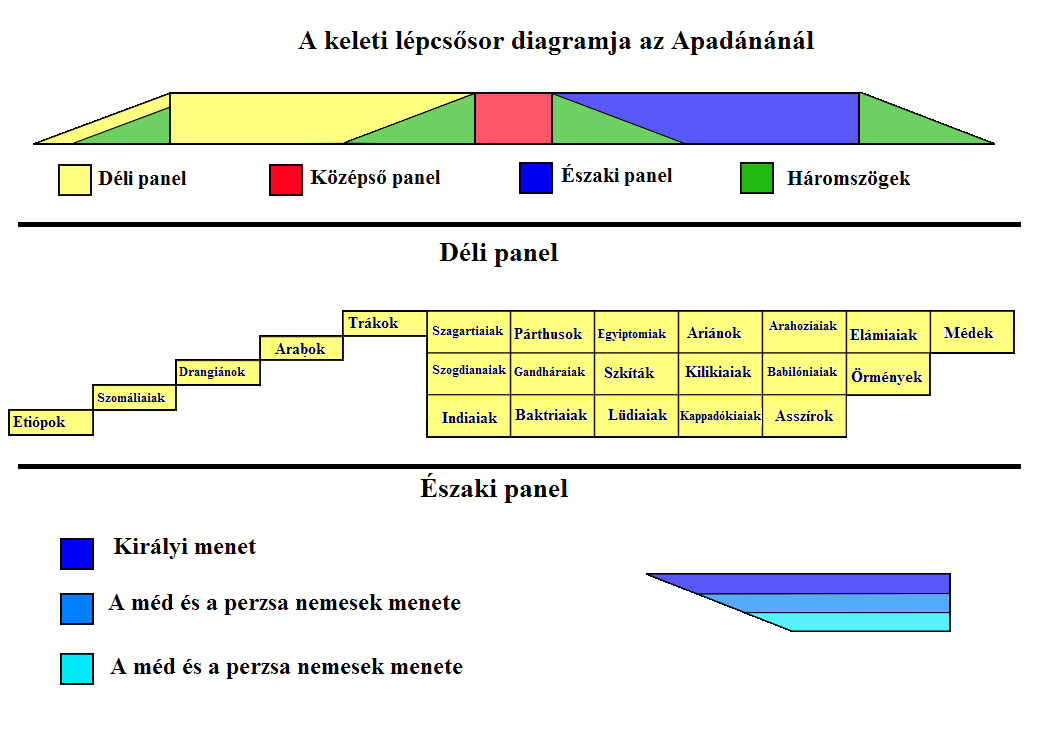
A keleti lépcsősor

Annak ellenére, hogy az apadána teteje leégett, a hatalmas lépcsősor épen megmaradt. Három panelre osztható: északi, középső és déli panel, illetve a lépcső és a mellvéd alkotta háromszögek a lépcsők alatt. Az északi panel a médeket és a perzsákat, a déli panel a birodalom határain kívülről érkező népek delegáltjait mutatja be. A lépcső oldalán a termékenység több szimbóluma, például virágok szirma, fák és magok láthatók. Fenyő- és pálmafa jelképek díszítették a királyi kerteket is.
Reliefek és írások maradtak fenn arról, hogyan építette I. Dárajavaus perzsa király a palotát és hogyan fejezte be azt fia, Xerxész. Megmaradt egy olyan felirat is, amin a király isten segítségével megóvja a népét az éhségtől, járványoktól és konfliktusoktól. A kőbe vésett reliefek nagy részletességgel mutatják be a karaktereket, a ruhákat, a szakállat, a göndör hajviseletet, az állatokat és a különböző használati eszközöket. Ezek az ábrázolások eredetileg színesek voltak, mára azonban erről csak néhány pigmentdarab árulkodik.
A relief típusú kőfaragás, az asszír építészettől eltérően, ahol csak belső terek díszítésénél alkalmazták, itt a külső építészeti elemek díszítésénél is szerepet kapott, melyet később a görögök is átvettek. Némely kutató úgy véli, hogy az építőmunkások és a művészek követték a király tanácsadóinak az utasításait, bár némely helyen improvizáltak is.
A mellvéd és a lépcsők alkotta háromszögek és a középső panel
A háromszögeket a perzsa újév (Nourúz) szimbólumaival töltötték meg, ilyen például, amikor az oroszlán felfalja a bikát. A napéjegyenlőség ábrázolása bemutatja az eget, ahol az oroszlán még a csúcson volt, amíg a bika eltűnt a déli horizonton. A perzsa újév a tél végén kezdődött és a mezőgazdasági munkák megkezdését jelezte.
A középső panel zoroasztránus valláshoz kapcsolódó jelenete az a relief, ahol Ahura Mazdát két griff és négy testőr (méd, perzsa) őrzik. A perzsák a bal kezükben pajzsot tartanak, míg jobbjukban kopját. A médek kis kabátot, nadrágot és sapkát viselnek, a hajuk göndör vagy lófarokba van kötve.
Északi panel
Az északi panel három részből áll és a perzsa újév ünnepségeit mutatja be. A felső relief a közepétől az északi vége felé a királyi elit gárdát („halhatatlanok”) és a királyi menetet ábrázolja. A halhatatlanok sapkát viselnek és nyilakat, dárdákat hordoznak. Bemutatja azt a királyi trónt is a két bambusszal, mely faragott fából készült, lábai pedig állati lábakat mintáznak. A reliefek a király lovait is ábrázolják, a részletesen kifaragott istállókkal. Két kocsi is látható, amit elámi kocsisok hajtanak. A kocsik kerekein 12 küllő van, amelyek a 12 hónapot szimbolizálják. A relief alsó és középső részén ismét megjelenik a királyi gárda, akiket méd nemesek követnek. Ők virágot és magokat visznek, utalva a termékenységre. Az alakok státuszuk szerinti ruhákban menetelnek. Néhányan beszélnek és mosolyognak, néhányuk összekapaszkodik vagy megfogják egymás vállát, ezzel jelezve az egységet. A domborművek katonákat is ábrázolnak, akik dárdákkal, kopjákkal és íjakkal vonulnak végig a lépcsőn.

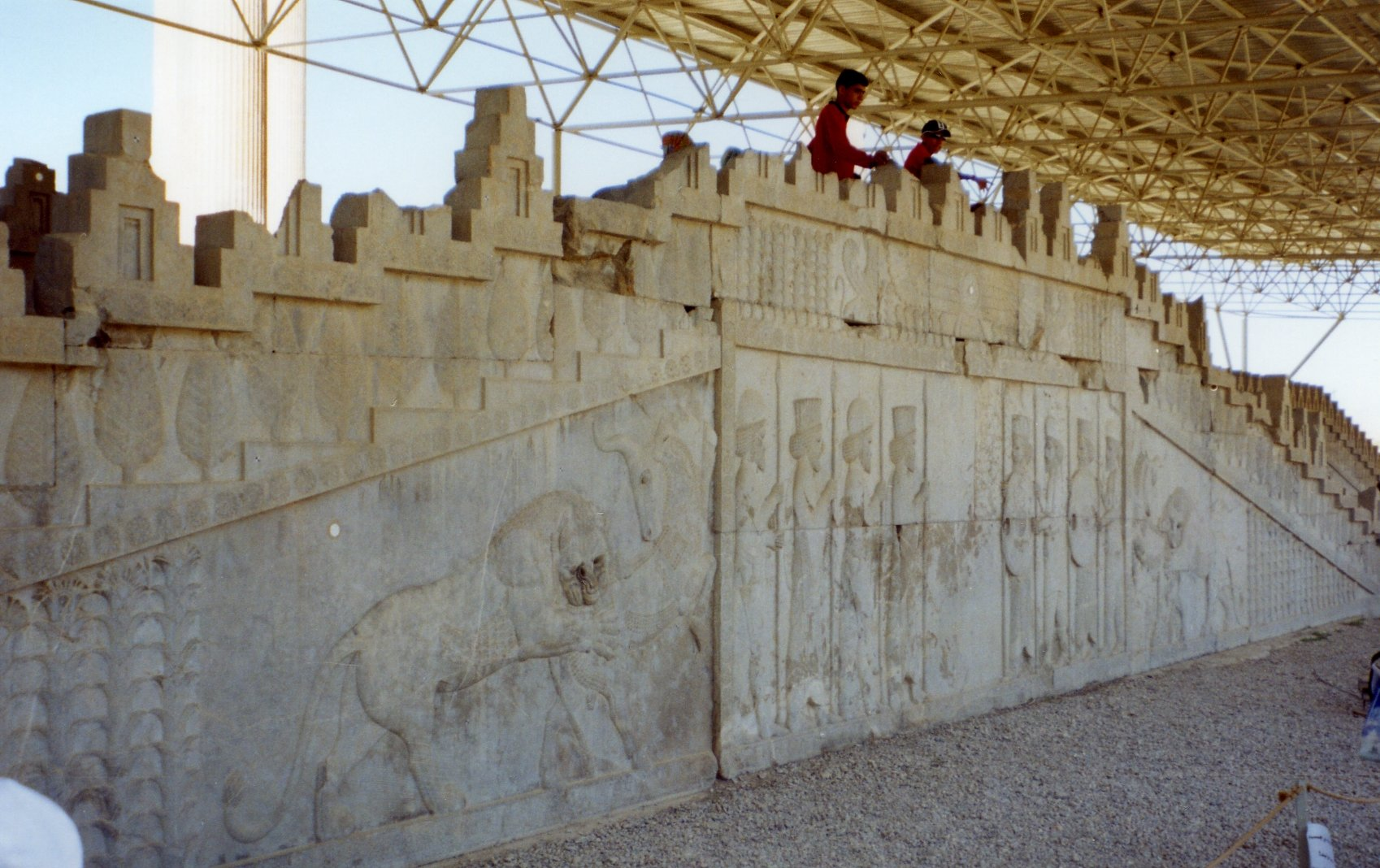
Középső panel a keleti lépcsősoron
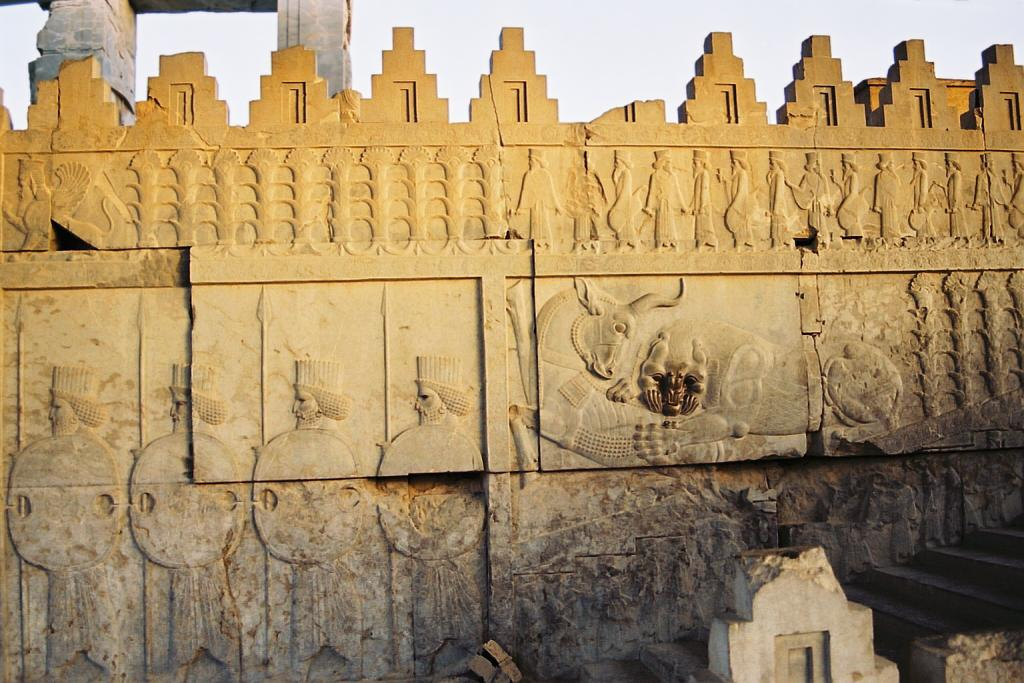
Reliefek a lépcsősor felett
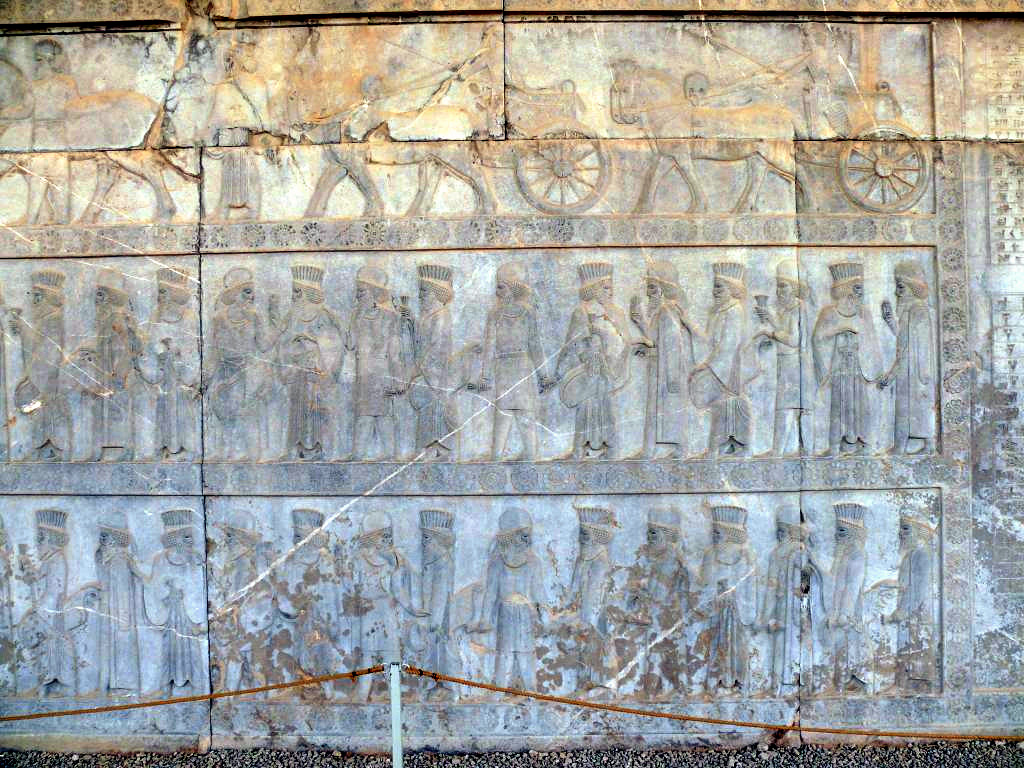
Északi panel
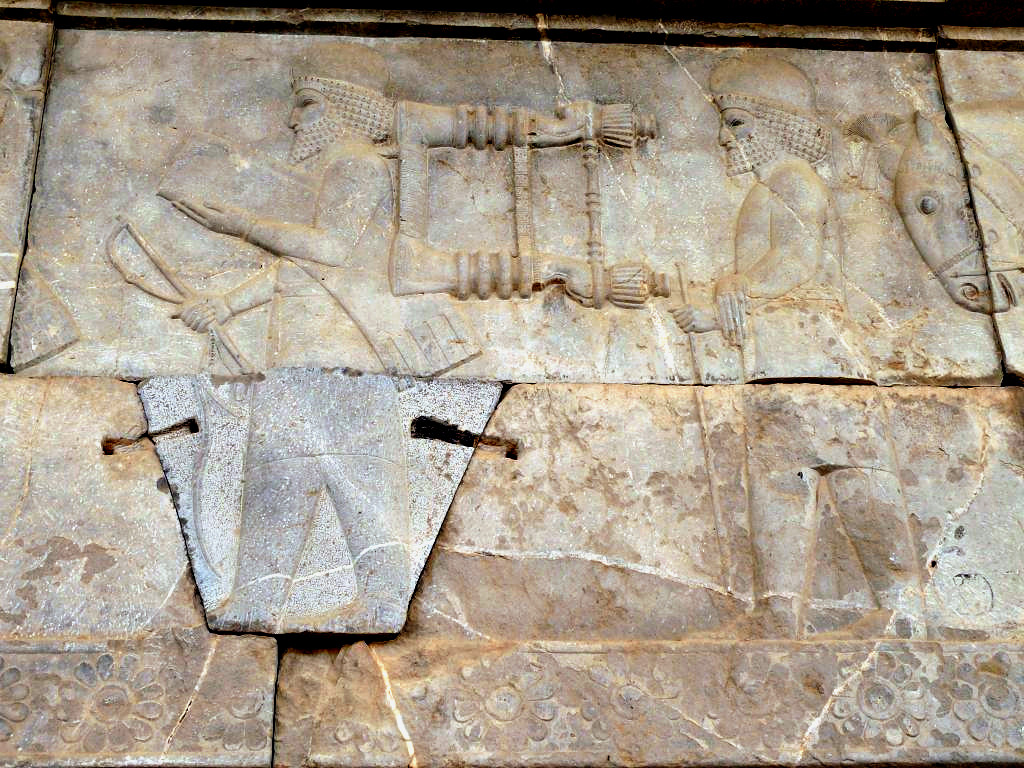
Királyi trón

Déli panel

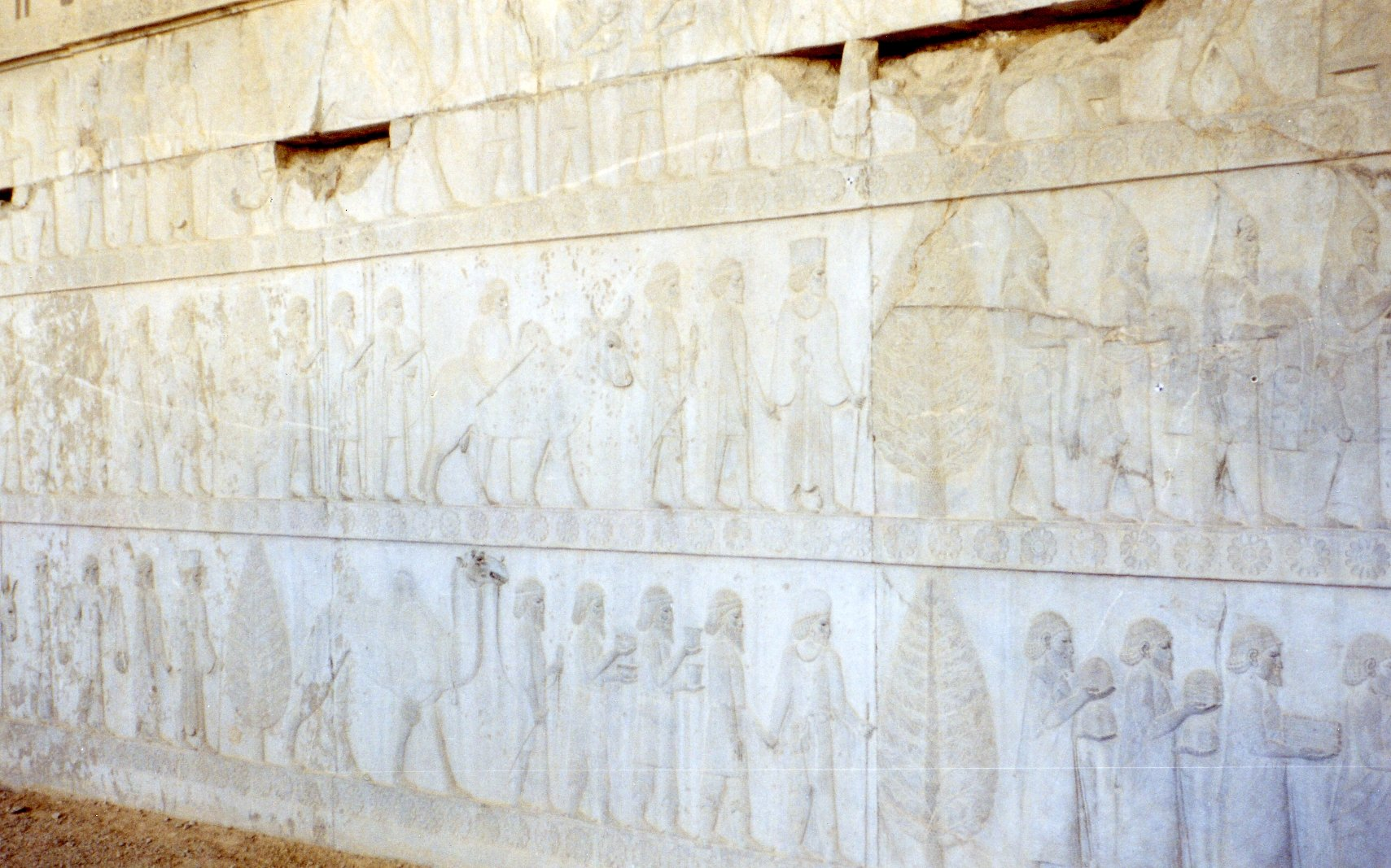
A delegáltak reliefje

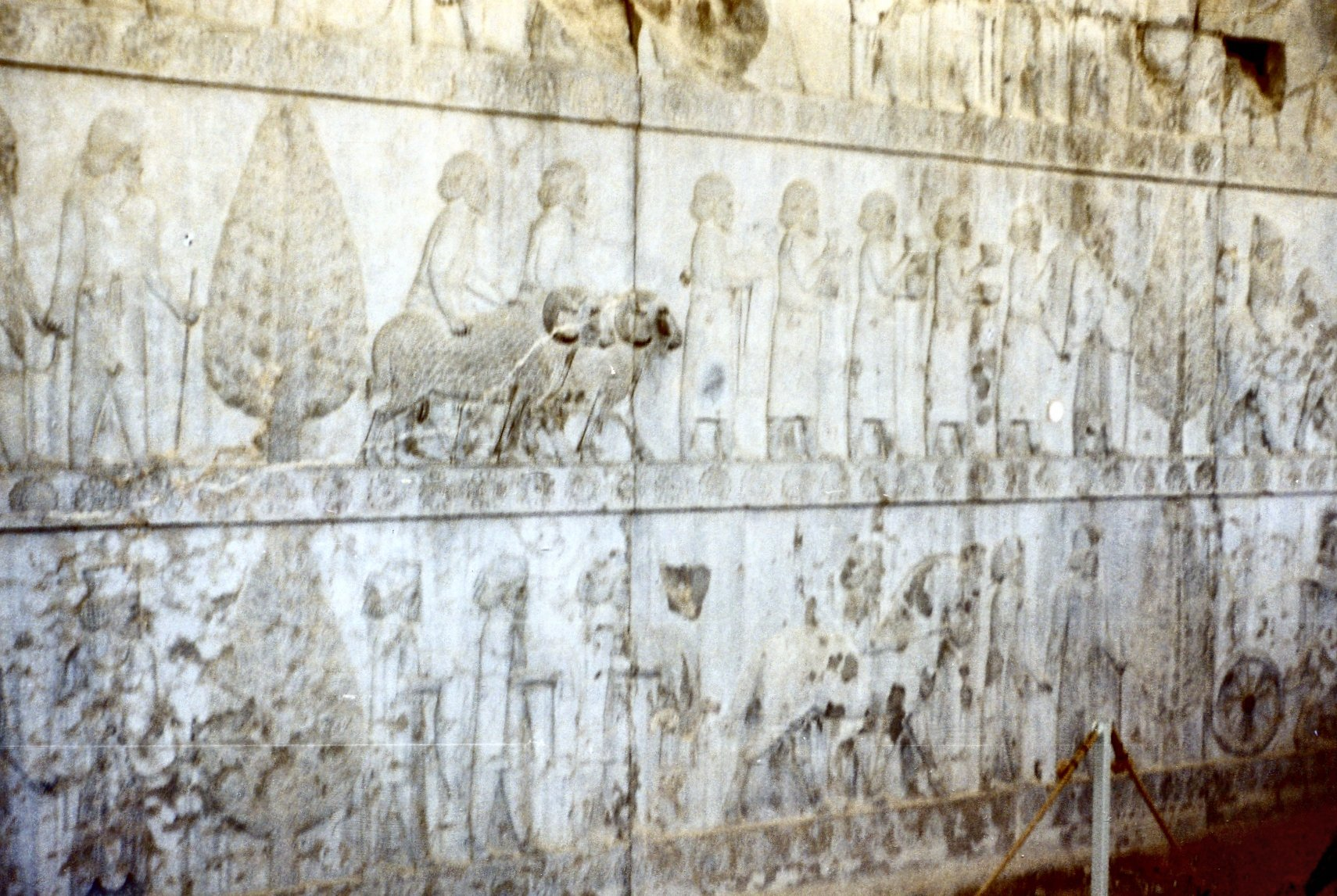
Kilikiai küldöttség

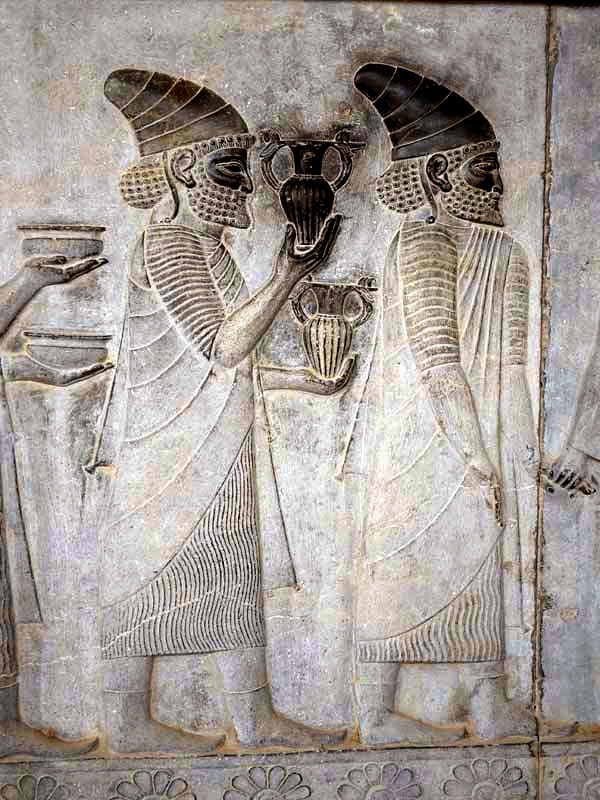
Lüdiai küldöttség

A déli panelen látható az Óperzsa Birodalom 23 nemzetének a delegációja. Mindegyik delegációt külön tábla mutatja be, amelyek felületesen szemlélve egyformának tűnnek, azonban részleteiben eltéréseket mutatnak. A parádén mintegy 250 ember, állat és 40 kocsi látható. Az táblák egyenként 90 centiméter magasak, a teljes sorozat 145 méter hosszú. Dutz szerint a reliefek nem voltak összhangban az egyes delegáltak fontosságával, például a médek szerepelnek az első helyen, míg az etiópok az utolsón. Hérodotosz szerint a perzsák jobban tisztelték a szomszédos népeket. Több nemzetet az adminisztratív iratokban rögzített népviseletük, kinézetük, ajándékaik alapján azonosítottak. Ennek ellenére több relief eredete továbbra is homályban maradt. A nemzetek delegáltjai jelképezik a birodalom nagyságát és sokszínűségét.
A delegáltak és az általuk hozott ajándékok listája Dutz, Stierlin és Briant alapján:
1. Médek: Média II. Kurus idején lett a birodalom része, és a perzsákat kivéve ez a legfontosabb küldöttség, melynek tagjai egyedi népviseletet, karkötőket, kardokat hordanak. Ajándékuk: vázák és fazekak, serleg.
2. Elámiak: Ez a nép is a kezdetek óta a birodalom tagja, és szorosan kapcsolódnak a perzsákhoz. A delegáció tagjai előtt két oroszlán megy. Ajándékuk: kardok, íjak.
3. Örmények: A delegáció tagjai kétfogantyús kupát visznek a kezükben. Ajándékuk: ló.
4. Arakhósziaiak: A küldöttség tagjai a Beludzsisztánra jellemző népviseletben vannak. Ajándékuk: bőr és teve.
5. Babilóniaiak: Ajándékuk: különböző dobozok, tálak, bikák.
6. Asszírok és föníciaiak (vagy lüdiaiak): A küldöttség eredete vitatott a nép- és hajviselete alapján, mely a zsidó ortodox papok viseletéhez hasonlít. Ajándékuk: ezüst- és aranyvázák, szárnyas bikákkal faragott edények, griffmadarakat ábrázoló karkötők, illetve kis termetű lovak.
7. Árják: A küldöttség tagjai Herát vagy Mashad környékéről érkeztek. Ajándékuk: teve és vázák.
8. Kilikiaiak vagy asszírok: A delegáció Kis-Ázsiából érkezett, az őket bemutató relief nagyon részletes, kivehető a ruhákon csipke, öv és kalap. Ajándékuk: ruha, bőr, csésze és vázák.
9. Kappadókiaiak: A réteges ruházat jellemző rájuk, hasonlóan az örményekhez, a médekhez és a szagartiaiakhoz, valamint övet hordanak. Ajándékuk: ló és ruha.
10. Egyiptomiak: Ennek a reliefnek a teteje megsérült az apadána pusztulásakor, de az alsó része épségben megmaradt, így a tudósok a viselet alapján meg tudták határozni, melyik nemzetről van szó.
11. Szkíták: A népcsoport a mai Ukrajna és a Kaukázus, illetve Közép-Ázsia sztyeppéin élt. A küldöttség szkíta kalapot visel. Ajándékuk: ló, ruha, karkötők.
12. Lüdiaiak vagy iónok: Szardeisz lüdiai város környékéről érkeztek, ezt a viseletük alapján határozták meg. Ajándékuk: korsók, dobozok.
13. Párthusok: Ez a nép az Óperzsa Birodalomtól északkeletre (ma Türkmenisztán területe), egy vazallusállamban élt. A delegáció tagjai turbánt viseltek. Ajándékuk: teve és váza.
14. Gandháraiak: Ez nép az Indus folyó vidékéről – Lahor és Kabul környéke – származik. Ajándékuk: hús.
15. Baktriaiak: A népcsoport a mai Afganisztán északi részén élt. Ajándékuk: teve, ruha és váza.
16. Szagartiaiak: A ruházatuk hasonló a médekéhez. A nép a mai Irán keleti részénél élt.
17. Szogdiaiak: Ez a nép a mai Üzbegisztán területén élt, a szkíták egyik ága. Ajándékuk: lovak, tőrök, karkötők.
18. Indiaiak: A népcsoport az Indus alsó részéről származik. A ruházatukra jellemző a csípő körüli öv, és szandálban jártak. Ajándékuk: szamár, fejsze, kosár.
19. Trákok vagy szkíták: A nép Trákiában élt, amelynek nagyobbik része ma Törökország európai területe. Öltözetükre jellemző a hosszú nadrág, a kalap, ahogy a szkítáknál is. Ajándékuk: ló.
20. Arabok: Az arabok ingekben, szandálban érkeztek. Ajándékuk: teve, ruha.
21. Drangiánaiak: A szakértők között nincs megállapodás abban, hogy hol élt ez a nép. Némelyek azt gondolják, hogy ezek a baktriaiak (Afganisztán), mások azt tartják, hogy Kermán régiójából érkeztek (Kelet-Irán). A hajviseletüket Kandahár környékén a mai napig hordják az emberek. Ajándékuk: bikák.
22. Szomáliaiak vagy líbiaiak: Ennek a népnek az eredetét még vitatják. Morfológiai jellemzőik miatt egyesek a líbiaiakra gondolnak, annak ellenére, hogy az ajándékaik, az antilopok délebbről származnak. A képviselőik hegyi kecskéket terelnek és kis kosarakat visznek magukkal.
23. Núbiaiak vagy etiópok: A nép képviselői feketék. Ajándékuk: elefántagyar.

#### Északi lépcsősor

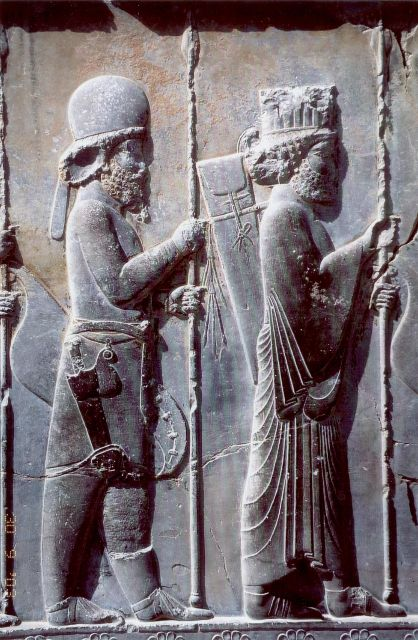
Részlet a reliefből

Az északi lépcsősort I. Xerxész készíttette, hogy könnyebben meg lehessen közelíteni a Népek kapuját az apadánáról. Az északi oszlopcsarnok összhangja a Népek kapujával, és az oszlopok azonos jellege azt mutatják, hogy az északi oszlopcsarnok volt az első és legfontosabb bejárata az apadánának.
A főtábla I. Dárajavaus perzsa király, Xerxész és egy hivatalnok képét mutatja. A bejáratnál a háromnyelvű tábla nem említi az épület nevét.

### Tacsára – I. Dárajavaus palotája

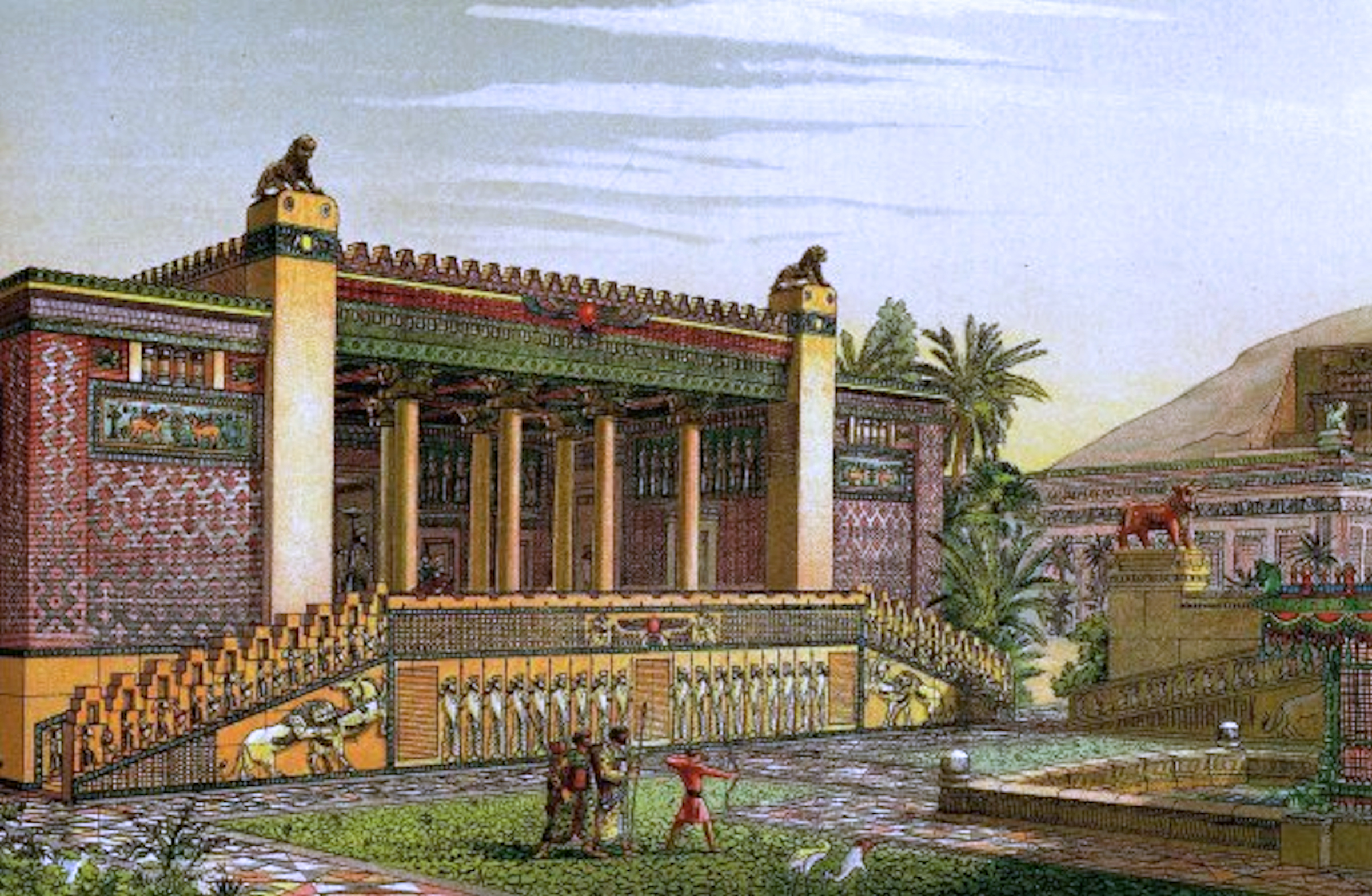
A tacsára rekonstrukciója, Charles Chipiez (1884)

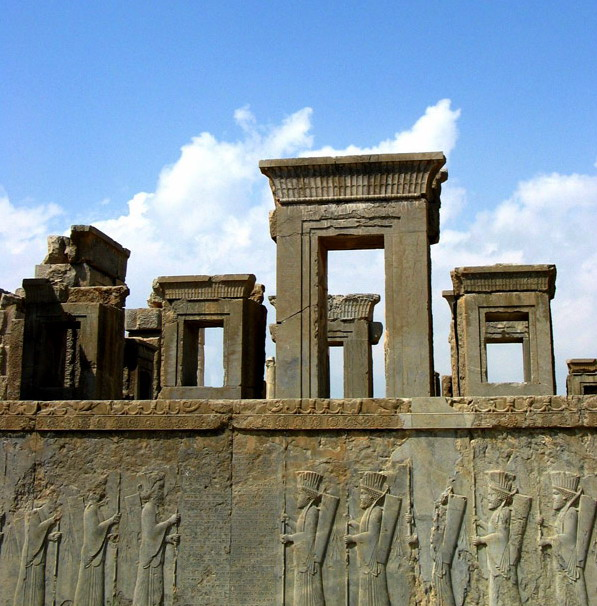
Tacsára

I. Dárajavaus perzsa király palotája az Apadánától délre található, és a „tacsára” nevet a bejáratnál lévő írásban olvashatjuk, jelentése „téli palota”. Az apadána befejezése után I. Dárajavaus úgy döntött, hogy magának is felépít egy lakhelyet. Ide az Apadánából lehet eljutni. Nem csak az alaprajza, de a mérete is eltér a szúzai tacsárától, sokkal kisebb nála. Perszepoliszban két méterrel magasabban helyezkedik el, mint az apadána, és viszonylag jó állapotban fennmaradt.
A palotát csak délről lehet megközelíteni, mivel északon maga a hegység nyújt védelmet az épület számára. I. Dárajavaus kezdte el építeni, de mivel i. e. 486-ban meghalt, építését fia, Xerxész folytatta és fejezte be.
Eredetileg a palota délkeleti oldalán egy kétoldalú lépcsősor helyezkedett el, majd 150 évvel később III. Artakhsaszjá egy újabb lépcsősort építtetett a délnyugati oldalon is. A katonák ruházata az új lépcsősor reliefein már utal az öltözetek fejlődésére is, más ruházatban ábrázolták őket, mint az apadána épülettömbjén.
A lépcsősor déli oldalán található a tavaszi napéjegyenlőség, a nourúz ünnep szimbóluma, amelyben egy oroszlán küzd egy bikával. Alatta egy reliefet láthatunk, amelyen a médek és az arakhósziaiak ennivalót és innivalót visznek állatoknak, azonban lehetséges, hogy ezek állatáldozatok. A középső tábla két csoportot mutat, egyenként kilenc őrrel, a másik három relief II. Xerxész háromnyelvű írásait tartalmazza, illetve Ahura Mazda szimbólumát, korongokat szfinxekkel.
A délnyugati bejáraton keresztül egy nagy terembe lehet eljutni, ahol több reliefen őrök láthatók. Innen ajtó vezet a főterembe, mely a palota központi terme. Padlóját tükörfényesre csiszolták, ezért „Tükörterem” néven vált ismertté. A teremben eredetileg 12 oszlop állt, háromszor négyes sorban.
A falakon található ábrázolásokon a belépő vagy távozó király, illetve az oroszlánnal, bikával, vagy valamilyen mitológiai szörnnyel viaskodó uralkodó látható. Ezek a motívumok a Százoszlopos csarnokban és a háremben is megjelennek, és a király hősiességét jelképezik. A palotában található fürdő is, körülötte reliefek, amelyeken a királyt mutatják valamilyen ceremónia előkészülete alatt, ahol két udvarnok követi, akik napernyőt és egyéb dolgokat visznek utána.
A kiépített vízhálózat lehetővé tette, hogy a palota építése előtt lefektethessék a csővezetékeket és megépíthessék a fürdőt. A palota bejáratánál feliratokat találtak az iszlám időkből. A délkeleti oldalon található egy tornác négy oszloppal, melynek szintje lejjebb volt, és lépcsősoron lehetett átjutni a többi királyi palotába. Az ablakok felett háromnyelvű ékírásos feliratok olvashatók, amelyeken a tacsára építésének történetét jegyezték le.
A csarnok egy nagyobb udvarra nyílik, amelynek egyik sarkában eddig azonosítatlan palota romjai állnak. Az udvar keleti oldalától egy lépcsősor vezet a Hadishoz.

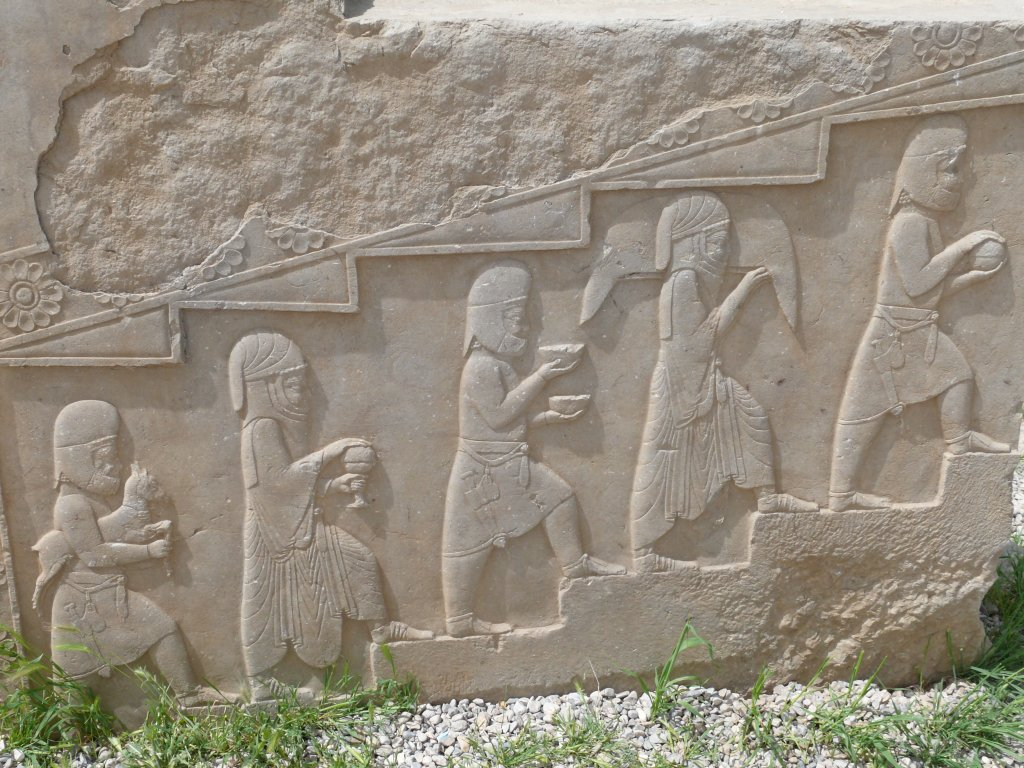
Arakhósziaiak vagy árják
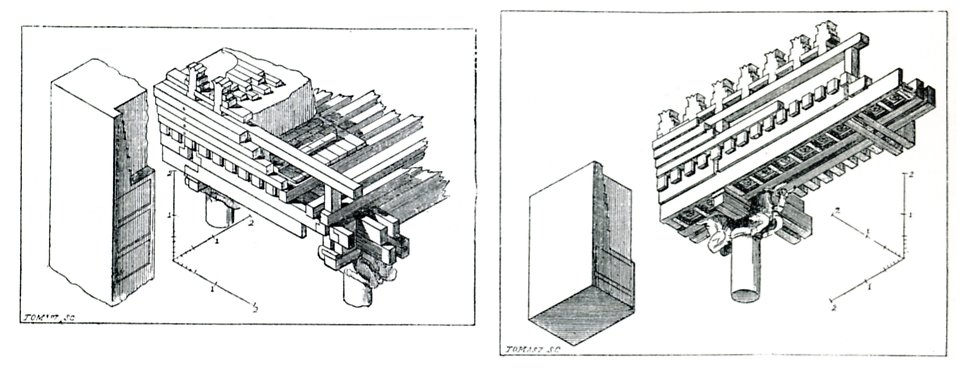
A tacsára teteje, Charles Chipiez (1884)
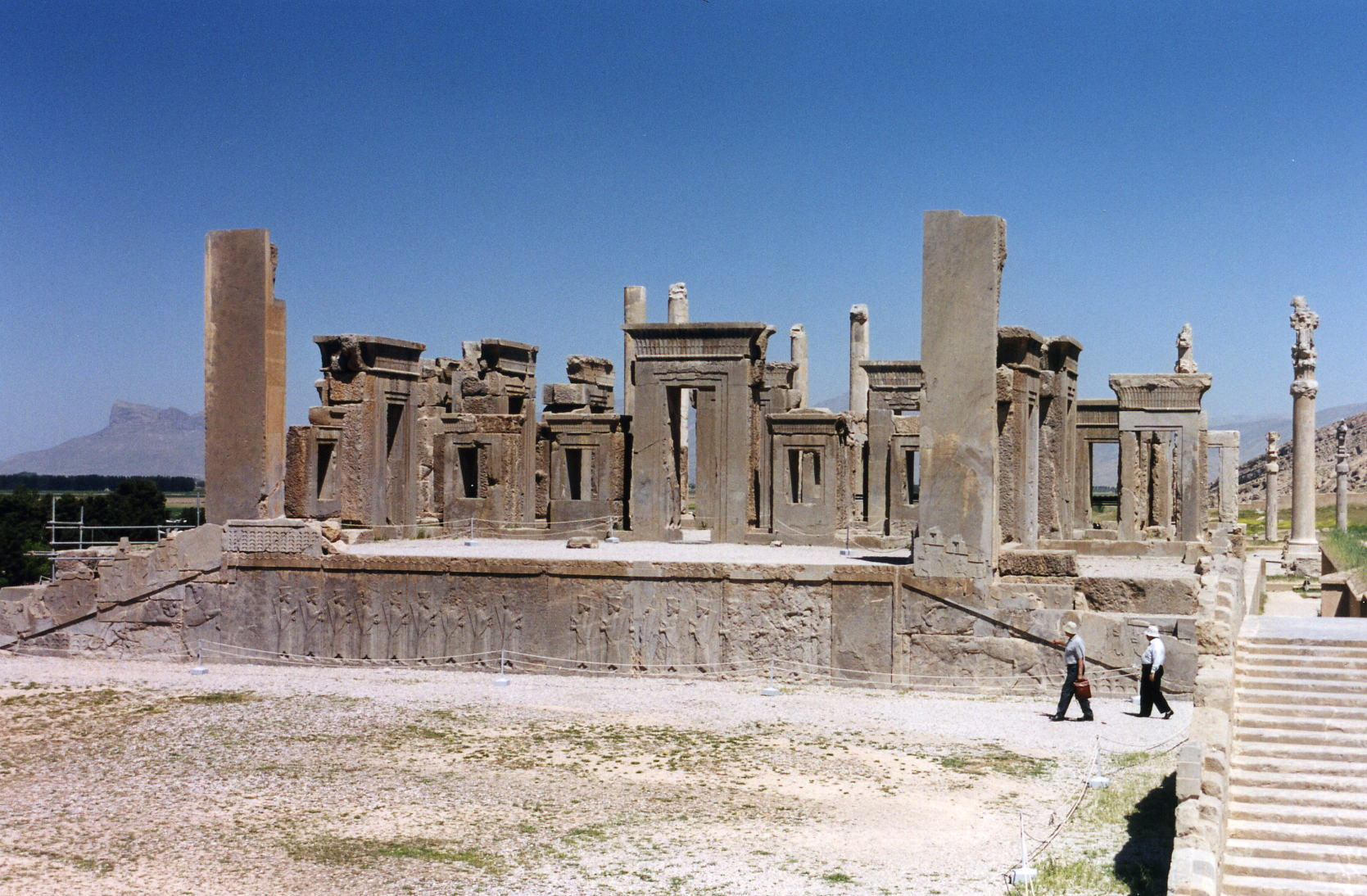
A tacsára déli lépcsősora (az apadána a háttérben)

### Tripülon

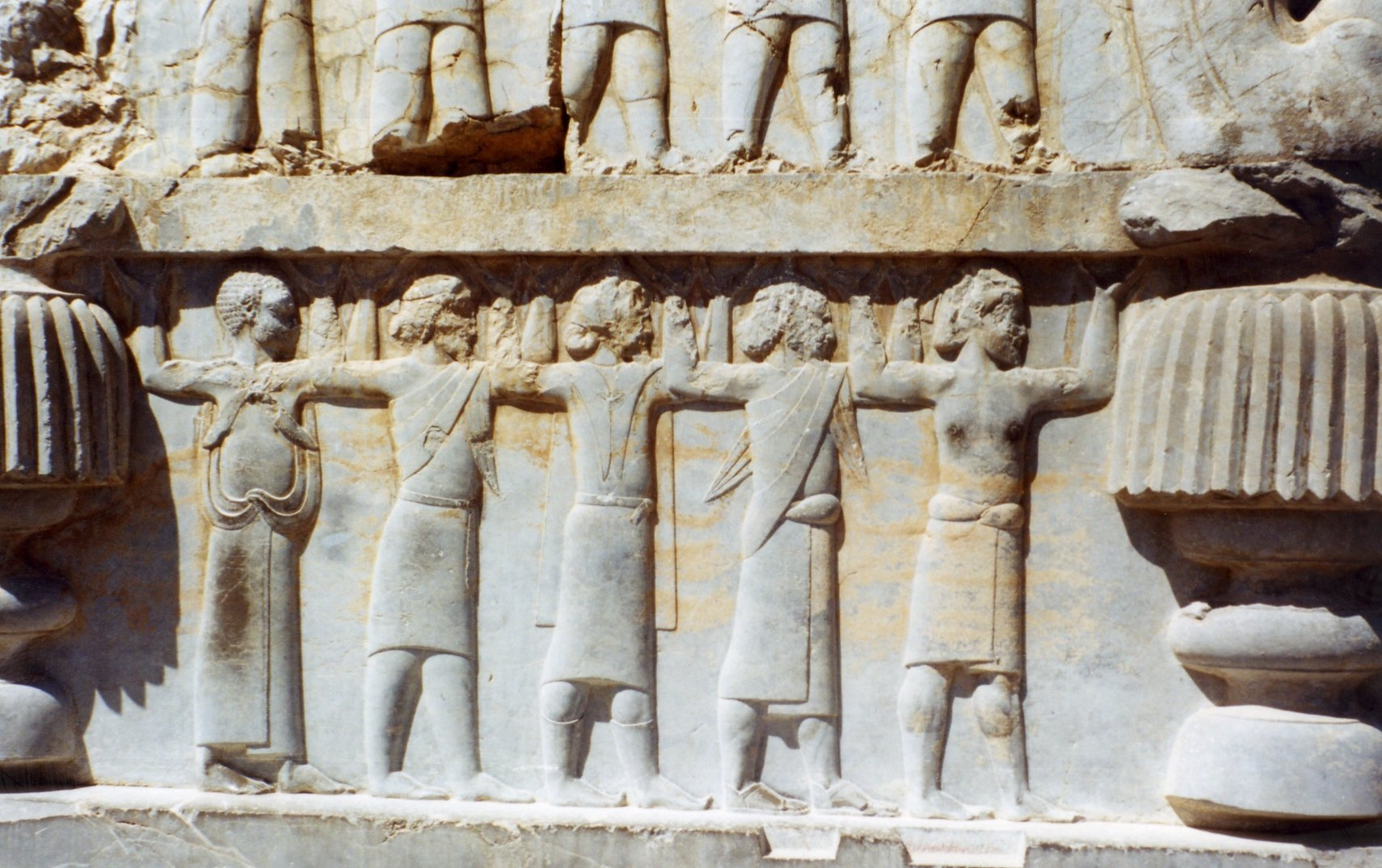
Tripüloni reliefrészlet

A Dárajavaus palotájával szemben található a Tripülon, vagyis a Hármas kapu. Elnevezése egy feljegyzés alapján született, amit három nyelven: óperzsául, akkád és elámi nyelven írtak. Eredeti célja nem ismert, csupán találgatnak a kutatók. Lehetett tanács- vagy fogadóterem, ahol a király magas rangú főembereivel találkozott. Egyesek szerint elképzelhető, hogy afféle bálteremként használták.
Az épület Perszepolisz központi részén található. A termet az északi lépcsősoron lehet megközelíteni, amit reliefekkel díszítettek és amelyeken méd és perzsa őrök láthatók. A kisméretű épület négy oszlopát emberarcú oszlopfők díszítették, míg a falakon ételt hordó szolgák képe volt látható. A tripülon déli lépcsősorán található szobrokat ma a teheráni Nemzeti Múzeumban őrzik. A lépcsősor a keleti folyosóhoz vezet, ahol szintén sok relief található.
A felső részen I. Dárajavaus ül a trónján, mögötte Xerxész a trónörökös. A trónt a birodalom hűbéresei tartják. Fölöttük egy kis tető van, amelyen isteni szimbólumok, bikák, oroszlánok, virágok vannak. A király és a herceg kezében pálmaágak vannak, amelyek a termékenységet szimbolizálják.
A felső részben a birodalom 28 országát sorolják fel. Ez a motívum adja hírül, hogy I. Dárajavaus és fia legitimek a trónon.

### Hadis – I. Xerxész palotája

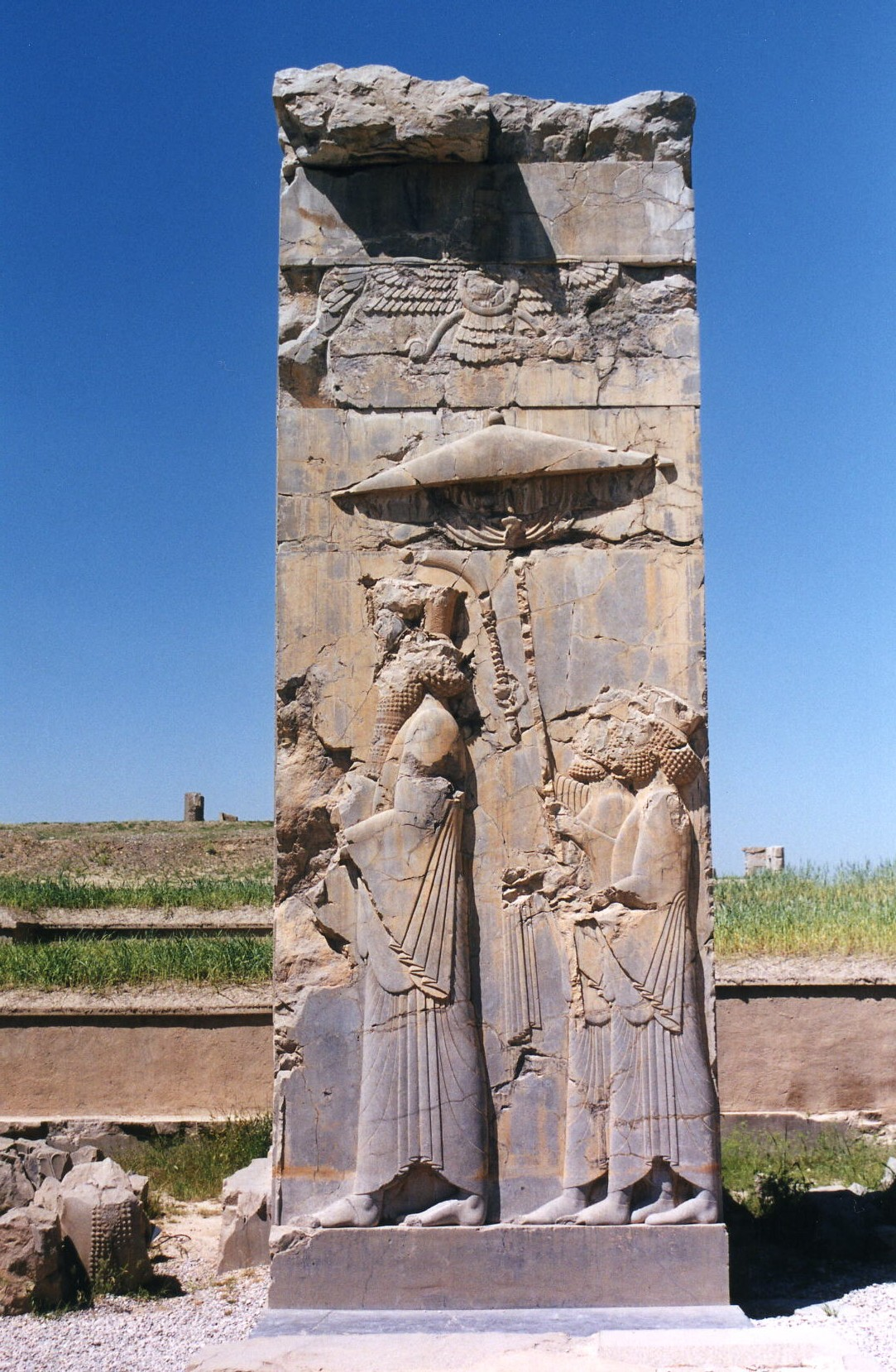
Királyi menet, a király alakjával

A Tripülontól délre található a Hadis, vagyis Xerxész palotája. A Hadis nevének eredete óperzsa szó, palotát jelent. Ezt egy háromnyelvű tábla is jelzi. A palotát Xerxész építette, amit 14 helyen is megemlítenek a feliratok.
Az épület ugyan nagyobb Dárajavaus palotájánál, de másban nem tér el tőle. Tulajdonképpen annak kibővített változata, még a berendezésük is megegyezik. A perszepoliszi terasz legmagasabb pontján helyezkedik el, 1330 négyzetméteres központi terme fölött a tetőszerkezetet 6 darab, hatos sorokba rendezett, összesen 36 oszlop tartotta, amelyek mára már nem maradtak fenn. Köveit elhordták, az oszlopok egy része pedig fából készült. Északi oldalán egy 16 oszlopos csarnok állt. A déli részen egy keskeny tornác maradványai ismerhetők fel.
Az épületből csak a gazdagon díszített ajtó- és ablakkeret maradványok maradtak fenn, amelyekkel kitűnik Perszepolisz egyéb építményei közül. Ezeken szolgák hada látható, illetve alattvalók, akik ajándékokat hoznak a királynak.
A bejárati ajtókereten Xerxész alakja, mögötte két szolga legyezővel és napernyővel követi. Nyugaton és keleten a Hadist kis szobák és előszobák veszik körül. A palota déli részén termek nyomai fedezhetők fel, vannak közülük, amelyek szerepe jelenleg vitatott. Néhányan azt gondolják, hogy a királyi kamara helye lehetett, mások szerint kincstár, vagy a raktár volt.
A Hadis előtt az udvaron egy nagy lépcsősor látható. A lépcsősort reliefek borítják, ugyanúgy, ahogy a Tacsáránál: bikák, oroszlánok, perzsa őrök, szfinxek és egy zoroaszter szimbólum, egy korong.

### Százoszlopos csarnok

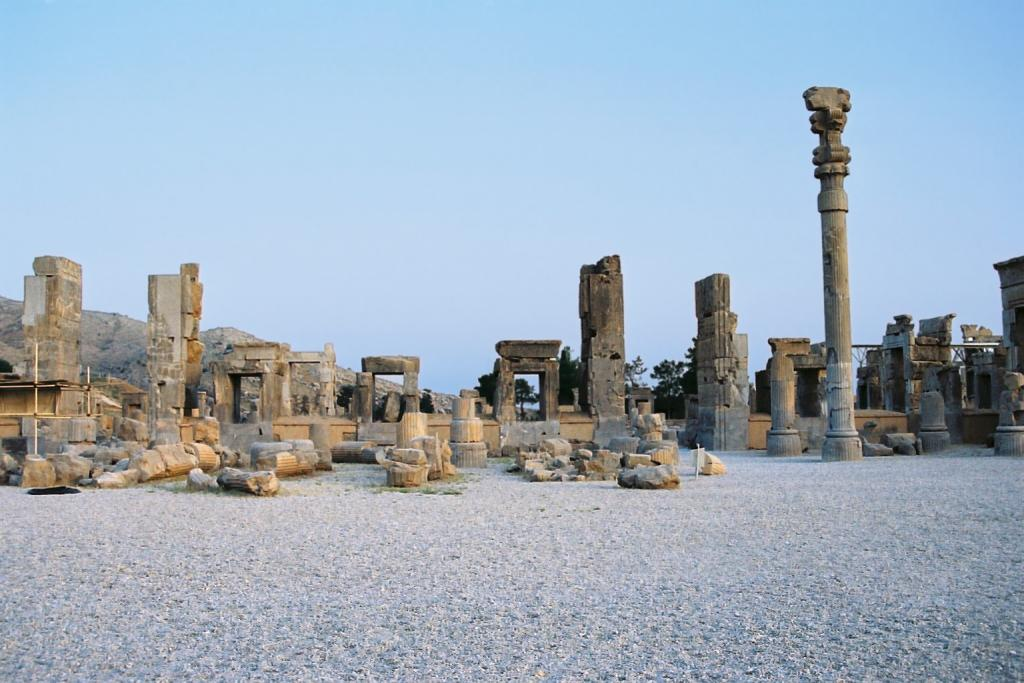
Százoszlopos csarnok (északi oldal)

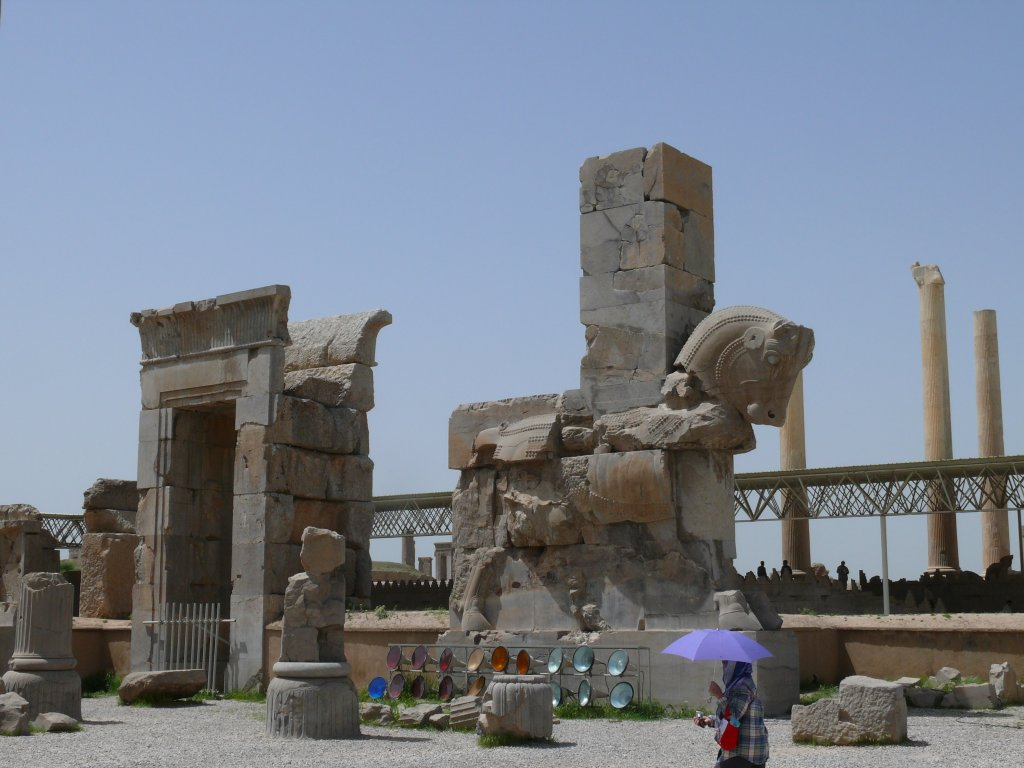
Északi bejárat

A Százoszlopos csarnokot trónteremnek is nevezik. Xerxész kezdte el építeni, de fia, I. Artakhsaszjá fejezte be. A főbejárattól, a Xerxész kaputól közvetlen út vezet ide, a terasz északi fala mentén. Előtte egy befejezetlen csarnok áll, valószínűleg a csarnok bejárataként készült volna.
A Százoszlopos csarnok alaprajza 70×70 méteres négyzet, amely a legnagyobb az egész komplexumban. Amikor a régészeti ásatások elkezdődtek, akkor a régészek három méter magas földréteget és cédrushamut találtak. Ebből következtettek arra, hogy a csarnok leégett.
A mennyezetet tíz sorban elhelyezett száz, 12 méter magas oszlop tartotta, a bejárati csarnokokban két sorban 8–8 oszlop állt.
Az oszlopok az apadána oszlopaihoz hasonlítottak, mára ezek már nem maradtak meg, ám a talapzatuk látható.
Nyolc ajtó nyílt a terembe, kettő-kettő minden oldalon, és gazdagon díszítették reliefekkel, amiken Ahura Mazdát ábrázolták a királyi trónon és az ő szolgáit. Ez a motívum azt hangsúlyozza, hogy az isten megvédi a népet és a királyt, tehát Xerxész legitim király.
A palotát számtalan relief díszíti, gyakori motívumok a bikák, oroszlánok, virágok. A déli kapunál a király jelenik meg, akit népe tisztel az egész birodalomban, a reliefek ezt úgy szemléltetik, hogy az alattvalók kezükkel a magasba emelik a trónt. Az északi oldalon öt egymás feletti sorban, összesen ötven lándzsás, perzsa és méd harcos látható, könnyen felismerhetők a ruhájuk, hajuk és fegyverzetük alapján. A hatodik sorban egy királyi fogadást ábrázoltak: a király a trónon ülve fogad egy magas rangú médet, a király mögött szolgák és perzsa testőrök állnak.
Ezek a reliefek demonstrálják a birodalom egységét és gazdagságát. A küldöttek ezekkel találkoztak, mikor Perszepoliszba érkeztek. A kapukon ékírásos feliratok adták hírül a birodalom egységét és gazdagságát. Főleg az északi és a déli reliefeken találhatók politikai karakterek, illetve a monarchia intézményének jellemzői. A keleti és nyugati reliefeken főleg a szárnyas oroszlánfejű vagy skorpiófarkú szörnyekkel harcoló király szerepel.
A tróntermet az őrök és a palotaszemélyzet szobái veszik körül.
A palotától északra egy nagy szoborcsoport van, amely két bikaszobrot ábrázol, magasságuk meghaladja a 18 métert is.

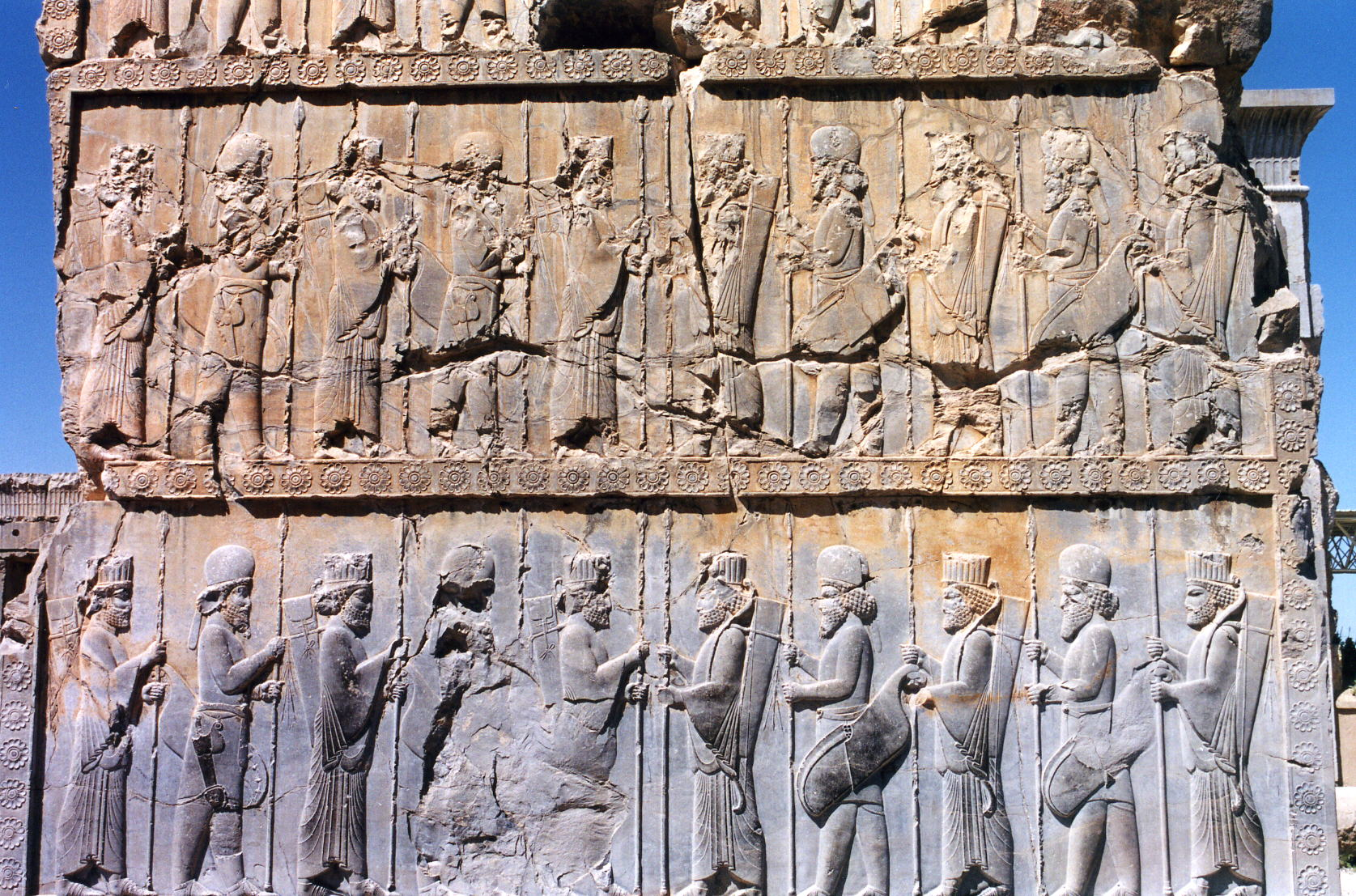
Perzsa halhatatlanok
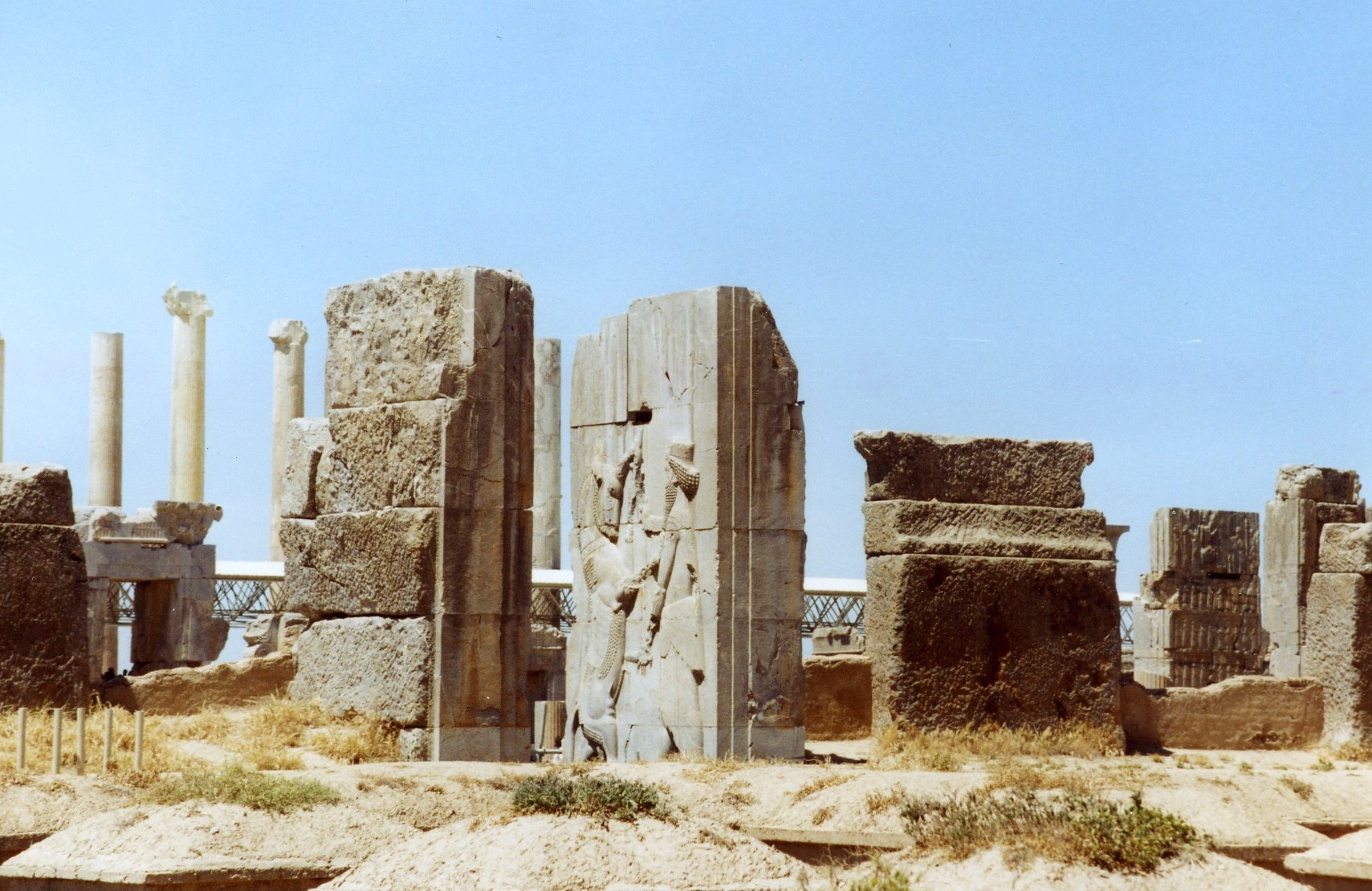
A király vadállatokkal küzd
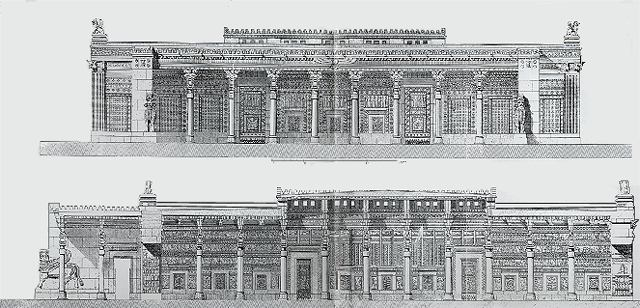
A százoszlopos csarnok rekonstrukciója, Charles Chipiez (1884)
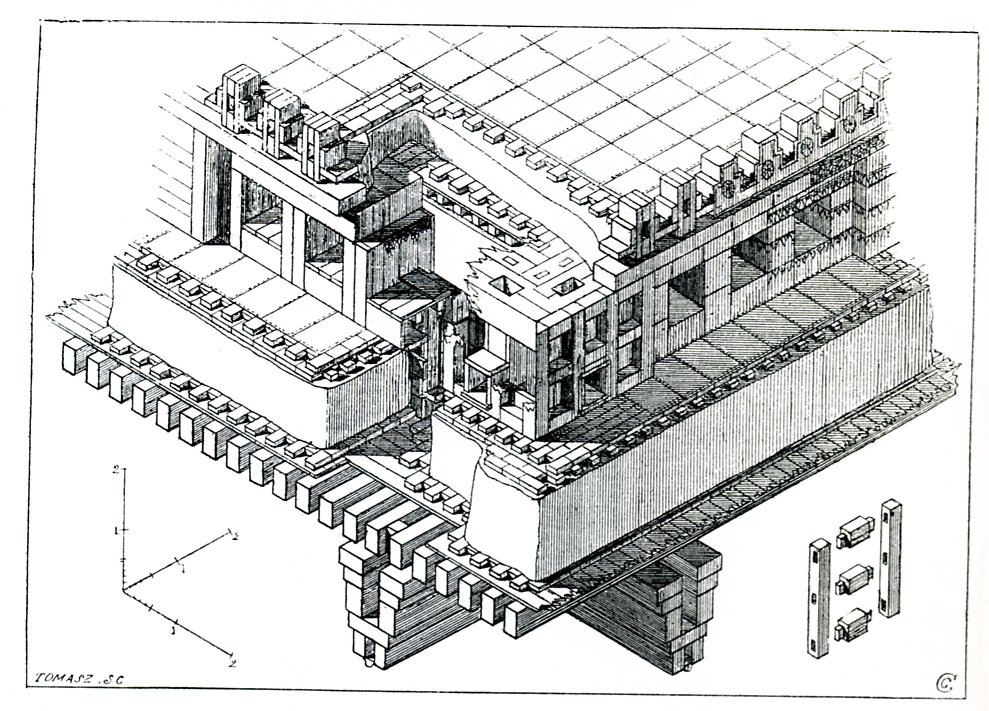
A tető rekonstrukciója, Charles Chipiez (1884)
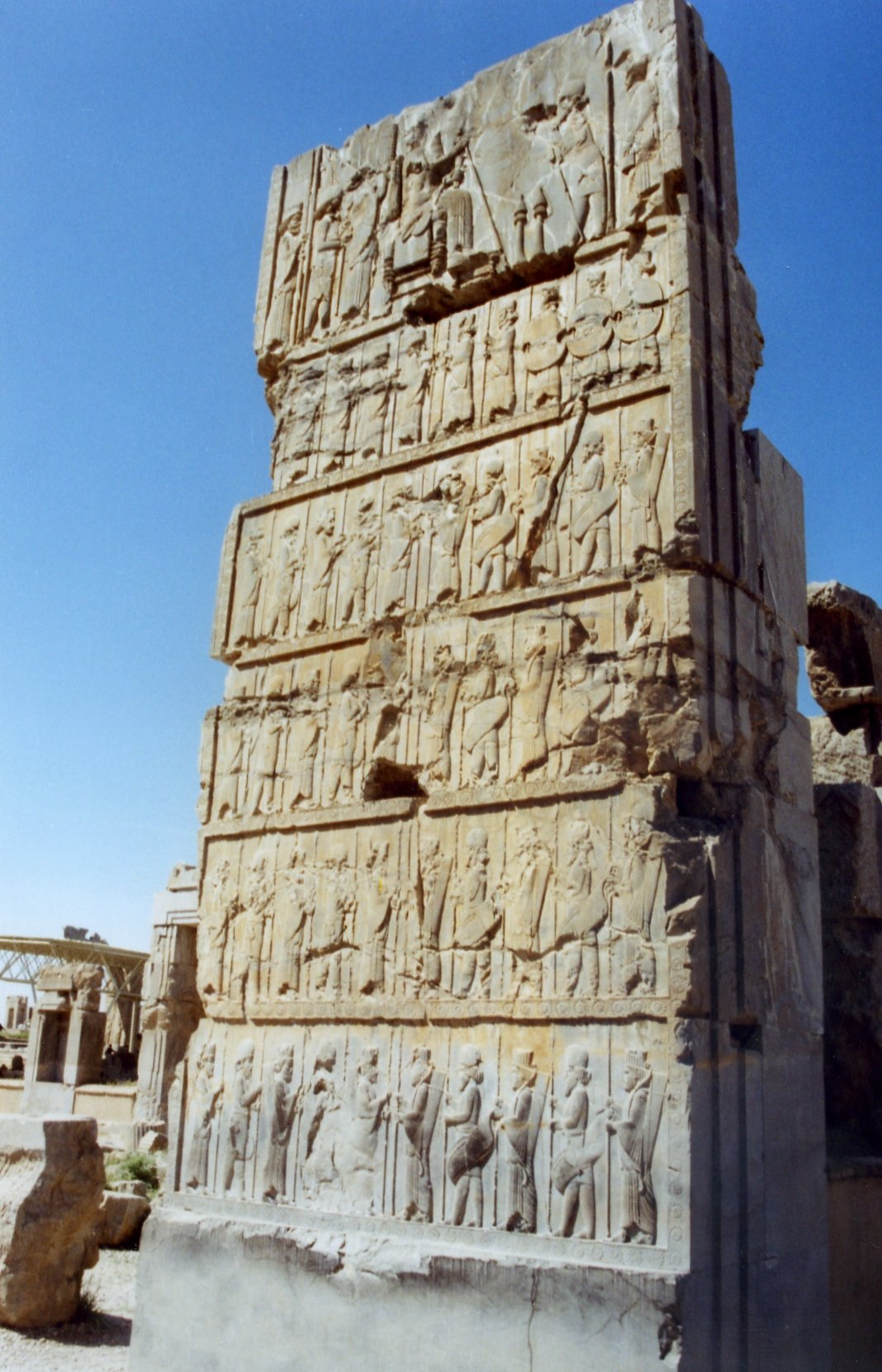
Reliefek a déli oldalon
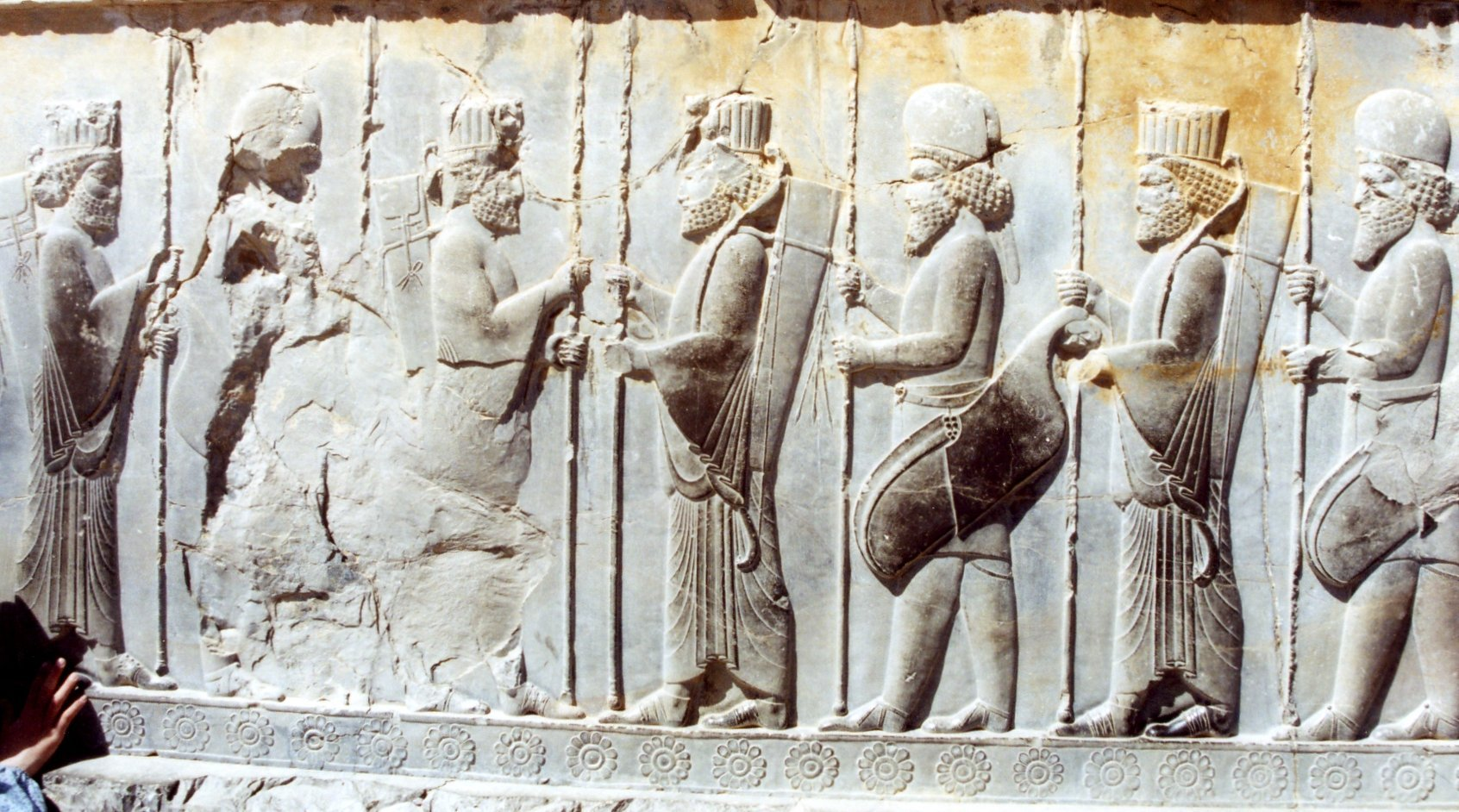
A déli relief alsó része

### Kincstár

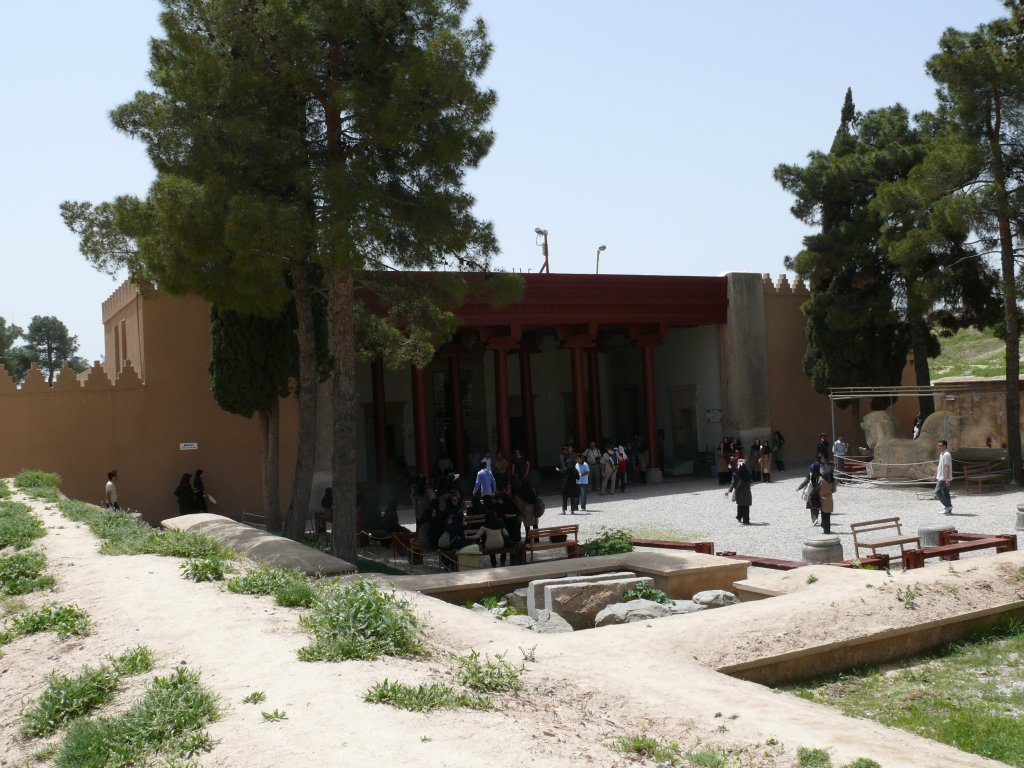
Perszepoliszi múzeum

A hárem mellett állt Perszepolisz legfontosabb épülete, a kincstár, melynek alapterülete 134×78 méter. A terasz délkeleti oldalán, a hegy felőli oldalra épült, így még védettebb volt, mint más területek a városban. Ez az első épület, amit már I. Dárajavaus uralkodása alatt befejeztek a komplexumban, és ezt dokumentumok sora támasztja alá. Később erre épült rá Xerxész kincstára, amely jóval nyugatabbra, a hárem területére is kiterjedt. Előtte azonban Xerxész valószínűleg megépíttette a hárem keleti szárnyát is.
A kincstár körülbelül száz kisebb szobából és két nagyobb teremből állt. Az északi nagyteremben a többi épülettől eltérően száz karcsú faoszlop tartotta a tetőt, míg a kisebb központi teremben 99. Ezek egy tűzvész során megsemmisültek, csak a talapzatuk maradt meg. Az oldalfalak napon szárított agyagtéglákból épültek, amelyek mára már elpusztultak. A kőből készült ajtó- és ablakkereteken erőteljes égésnyomokat találtak.
A régészek itt, a kincstárban találták meg azokat az adminisztratív táblákat, amelyekre felvésték a komplexum dolgozóinak fizetését. Plutarkhosz nyomán tudjuk, hogy Nagy Sándor idején kétezer pár öszvérre és ötszáz tevére volt szükség a kincsek elszállításához. A dokumentumok szerint i. e. 476-ban 1348-an dolgoztak itt.
A 99 oszlopos terem keleti oldalánál egy kisebb belső udvar található, amelynek falain az a két relief volt eredetileg, amiket ma a Teheráni Nemzeti Múzeumban őriznek. A domborműveken I. Dárajavaus perzsa királyt ábrázolták, aki a trónján ül és hivatalnokot fogad. A hivatalnok a jobb kezét a szájához emeli a tisztelet jeleként. Ez lehetett az 1000 őr vezetője, vagy a kincstár gondnoka is. I. Dárajavaus fia, Xerxész apja mögött áll perzsa nemesek társaságában.
Az épület három funkciót töltött be: a király itt is fogadta alattvalóit, itt kapott helyet az egész apparátus, és itt őrizték azokat a kincseket, amelyeket a hódítások során szereztek, illetve ajándék vagy adó formájában hajtottak be.
A kincstárból került elő hét kőtábla is Xerxész idejéből, amelyekből kettő akkád, öt pedig óperzsa nyelven a vallás terjesztéséről és a kincstár alapításáról ír. Két kőtábla ezek közül azért is különleges, mert a szakirodalomban daiva, azaz „démonfeliratok” néven ismert táblák Xerxész viszonyát ismertetik a korai zoroasztrizmussal.
A kincstár százoszlopos termében két fekete márványsúlyt találtak, amelyek segítségével feltehetően ezüstpénzt mértek. Az egyik súly 9,95 kilogramm (120 karsa), a másik ennek a fele. A súlyokon óperzsa, elámi és babiloni nyelveken írták fel a mértékegységet.
A kincstár környékéről előkerült bronz edények, tálak, szobrok ma a Teheráni Nemzeti Múzeumban találhatók.
A kincstárban felhalmozott arany- és ezüsttárgyak, pénzérmék legendák alapjául szolgáltak már az ókorban is (Dárius kincse). Nagy Sándor hódításával ezek a szúzai, babiloni kincsekkel együtt az ő birtokába kerültek.

### Barakkok és a 32 oszlopos csarnok
A százoszlopos csarnok és a hegy között található több barakk is, ezeket többnyire a szolgák, katonák és hivatalnokok elhelyezésére használták. Itt több mint 30 ezer ékírásos táblát találtak elámi nyelven. Diodórosz és Quintus Curtius Rufus írásai említést tesznek Nagy Sándor 3000 katonájáról, aki itt szállásozott; ez segít a helyiség méreteiről fogalmat alkotni. A barakkoktól északra található a 32 oszlopos csarnok, amelynek funkciója ma még ismeretlen.

### Hárem és a múzeum
A hárem volt az úgynevezett női részleg, a feleségek és az ágyasok lakóhelye. A rengeteg szobát keskeny, nedves és sötét folyosók kötötték össze. A hárem építését szintén I. Dárajavaus kezdte el, de munkáját már Xerxész fejezte be. Erns Herzfeld tárta fel a területet az 1930-as évek elején.
A háremet a százoszlopos csarnok déli oldalánál lehetett megközelíteni. Az épület „L” alakú és észak–déli tájolású. A központi építményt oszlopok tartották, északra nyílt az udvar. A terem bejáratánál négy oszlop állt, a kaput domborművekkel díszítették, ahogy a Tacsáránál és a Százoszlopos csarnoknál is. A reliefeken a király vadállatokkal küzd, amelyek között megtalálhatók a bika, az oroszlán, vagy a skorpió ábrázolásai, ez utóbbi a zoroasztrizmusban a rosszat jelképezi. Gyakori motívum, hogy a király beleszúr az állatok hasába. A déli reliefeken Xerxész és a szolgái láthatók a palotában (Hadisban). A szárny déli részén 25 lakosztály van, mindegyikben 16 oszlop található. Az épületnek két lépcsősora van, amelyek a Hadishoz csatlakoznak.
A történészek egy része úgy véli, hogy ez az épület volt a hárem vagy a királynő és szolgáinak a lakhelye. A magasabb részeken gazdagon díszített reliefek vannak, ez jelzi az épület fontosságát. A nyugati történészek szerint a funkciója a háremhölgyek szállása volt, hasonlóan a későbbi muszlim háremekhez. Az épületet E. Hertzfeld elképzelésének megfelelően állították helyre. Több szobát az ásatások alatt műhelynek használtak, hogy restaurálják az ókori emlékeket, végül a teljes épületet múzeummá alakították át, illetve itt találhatók az Iráni Archeológiai Szolgálat irodái is.
A múzeum sok tárgyat megőrzött, például fazekasmunkákat (cserépedények, csészék, tányérok), fegyvereket, szerszámokat, konyhai eszközöket és egyéb apróbb tárgyakat (érmék, fémtöredékek).Több tárgyat találtak a tudósok a későbbi, szászánida és iszlám korszakokból is, az északi oszlopcsarnok kőfalát szászánida-kori (3–7. század) falikép díszíti.

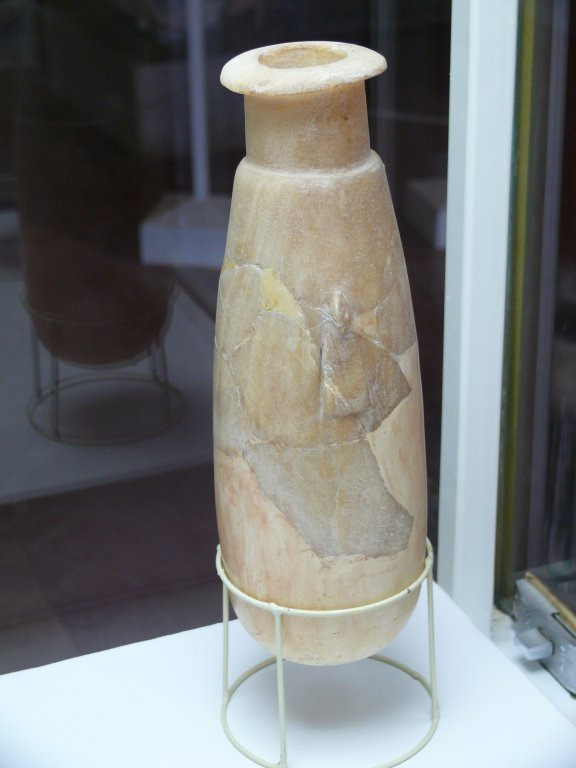
Márvány parfümtartó
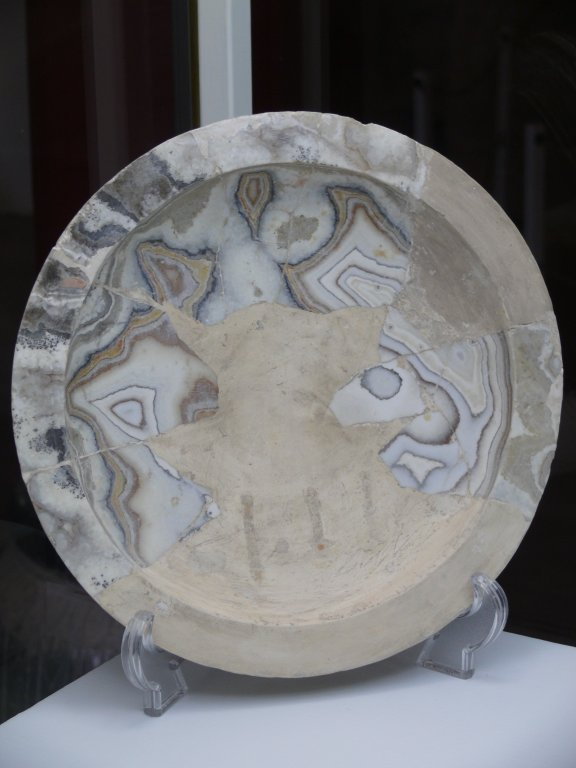
Márványtányér (Perszepolisz Múzeum)
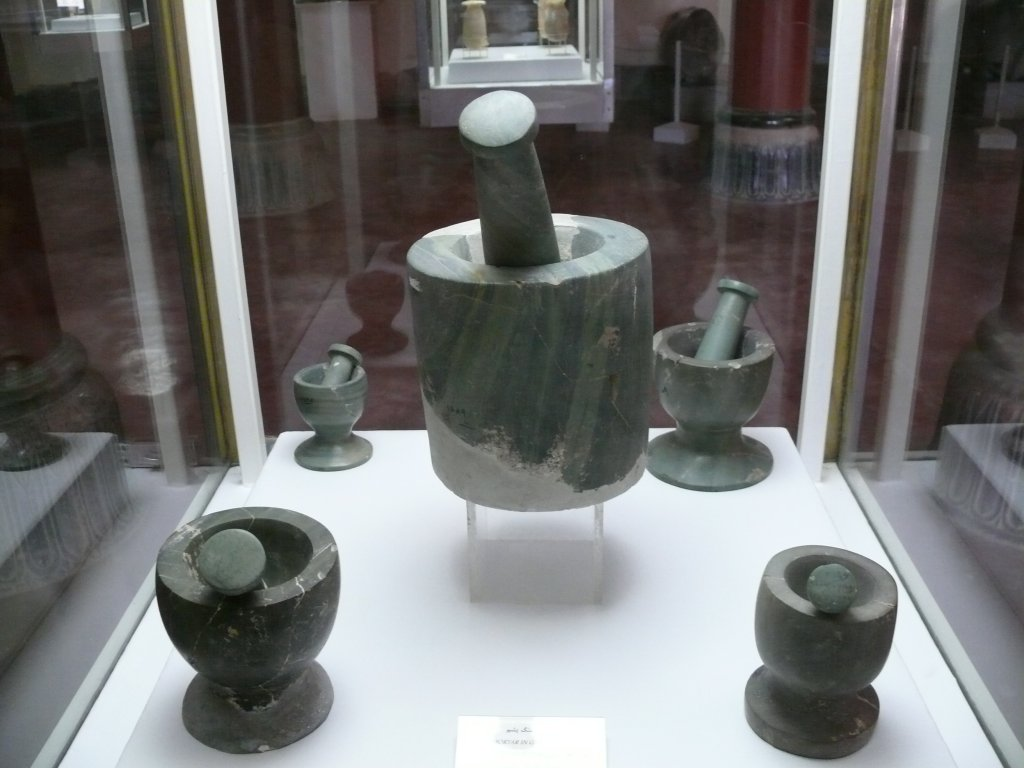
Kőmozsarak
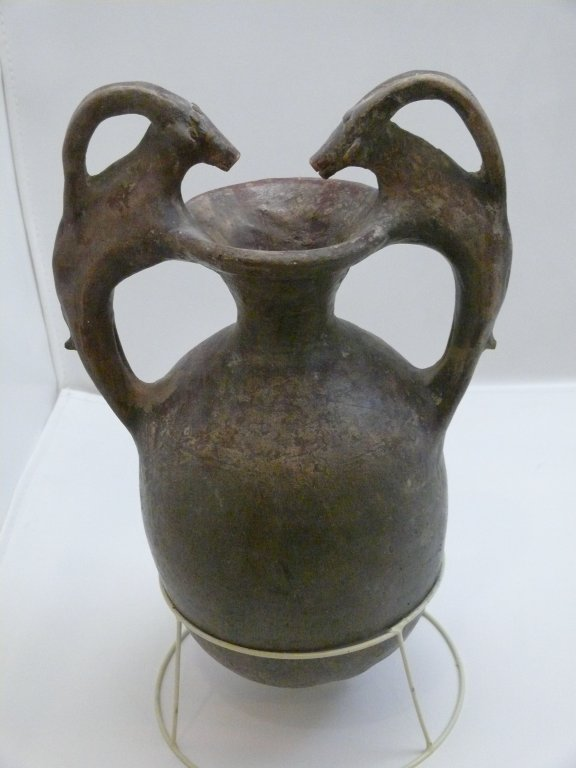
Korsó
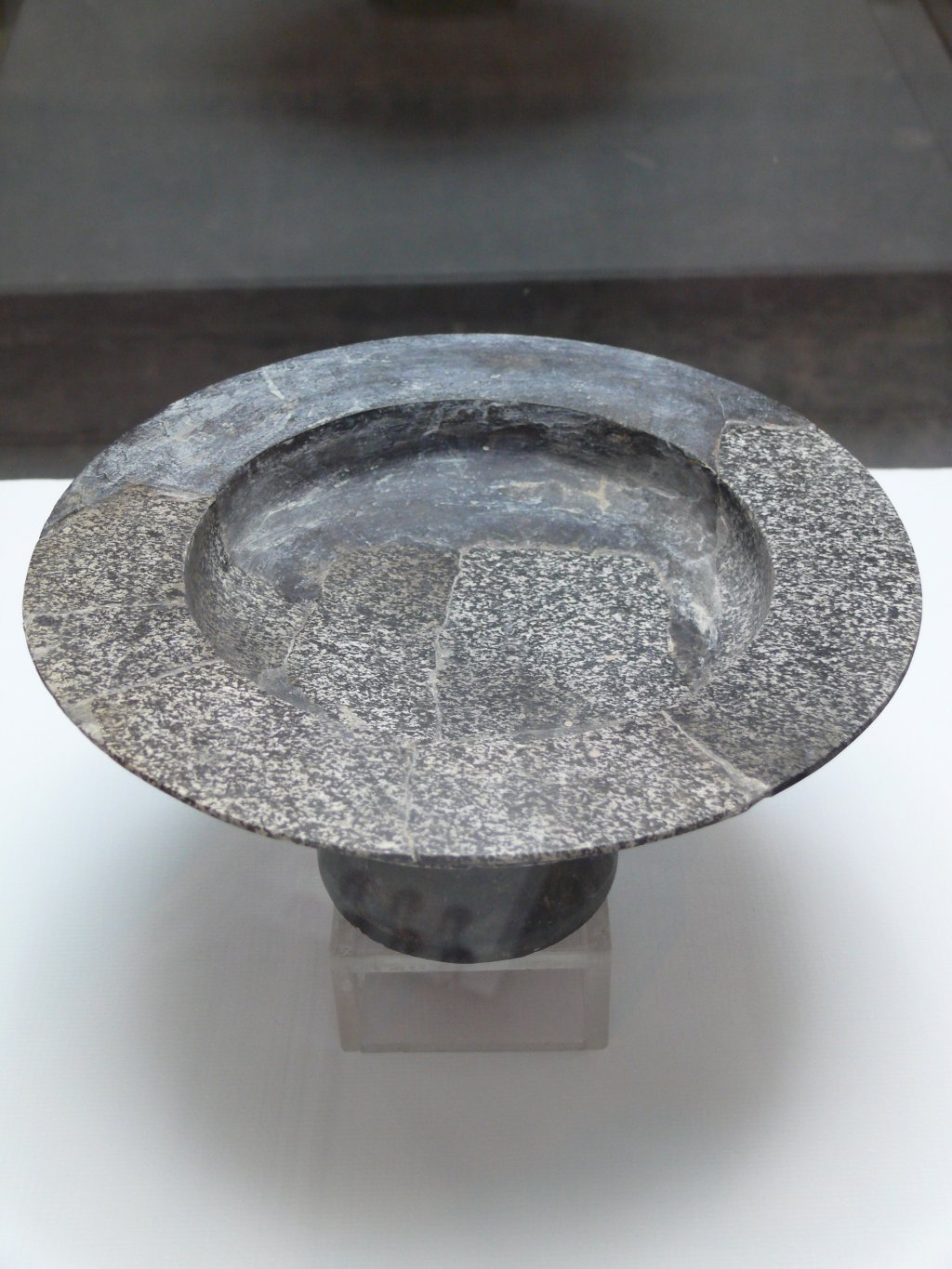
Kőtányérok
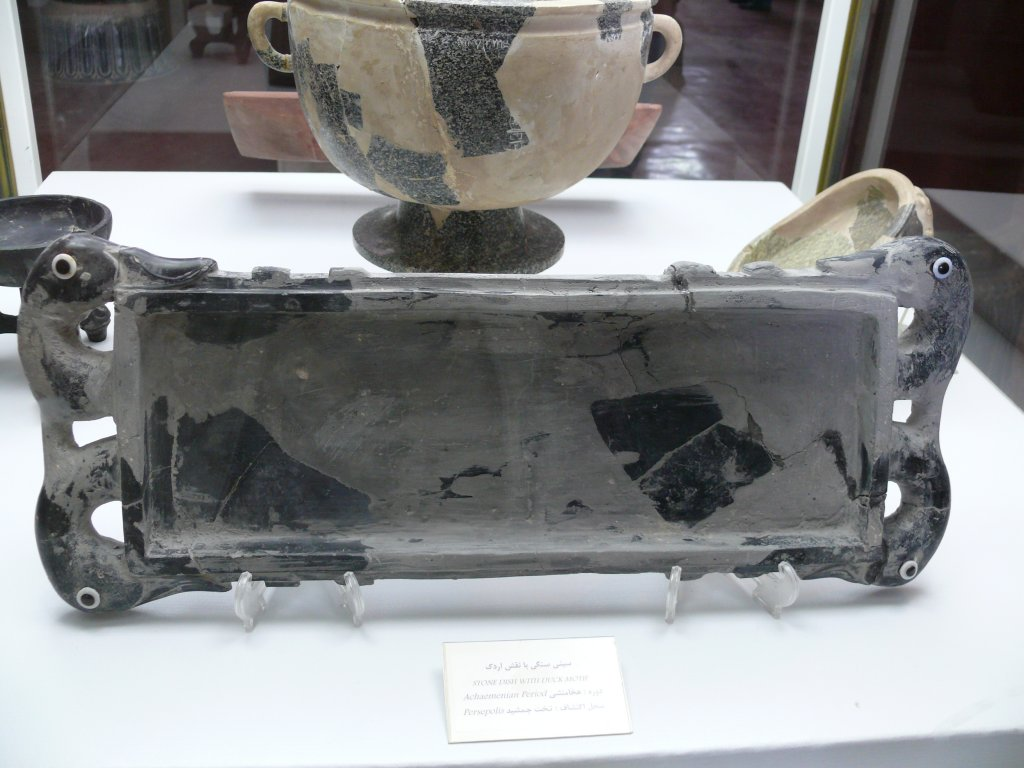
Kőedények
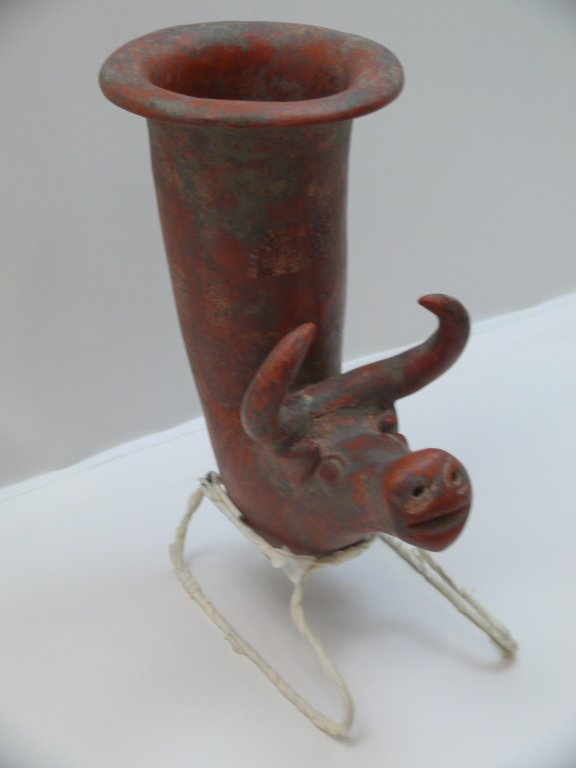
Terrakotta
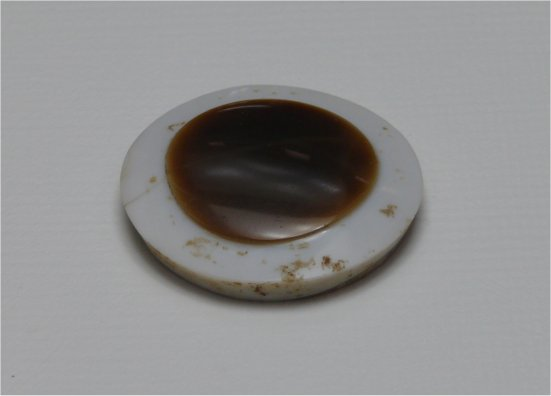
Márványszem-díszítés
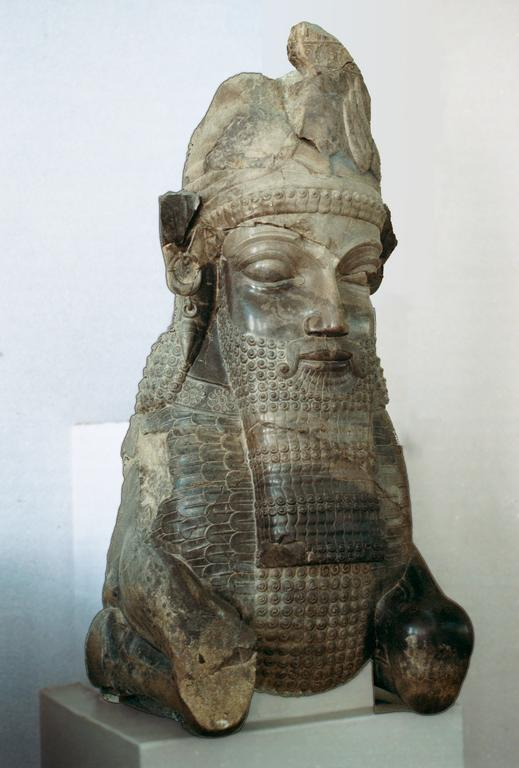
Emberfejes oszlopfő

### Egyéb építmények

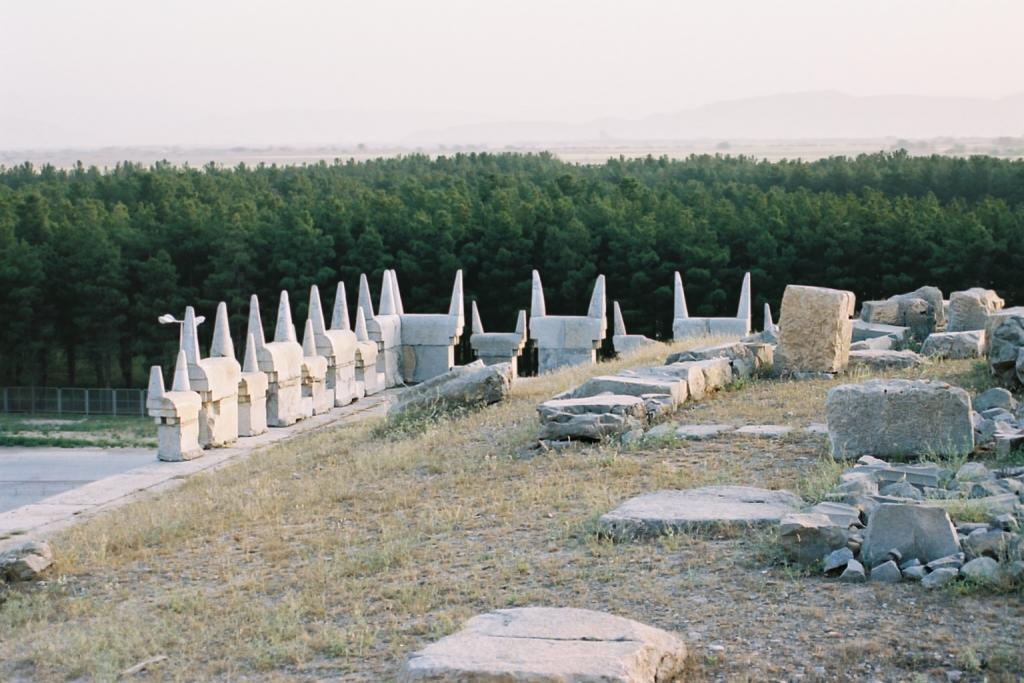
Kőblokkok a teraszon

Feltételezik, hogy a komplexum délnyugati sarkánál I. Artakhsaszjá palotáját építették fel. Ennek alaprajza azonban eltér a többi akhaimenida palotától és a tudósok ma „H” Palotának nevezik az építményt. A közelben szobrokat találtak, amelyek szarvval rendelkező állatokat ábrázoltak, de a falak és a teraszok funkciói ismeretlenek. Találtak még egy építményt az akhaimenida-korszak utáni időkből is, amelynek a „G” Palota nevet adták. A palota a Hadistól északra fekszik. Azt feltételezik, hogy III. Artakhsaszjá palotájára épült. Az utolsó ismeretlen palota keletre található a Hadistól. A „D” Palota nevet adták neki, ez is akhaimenida-korszak után épült és befejezetlen maradt. Több törmeléket is találtak körülötte.

## Környezete

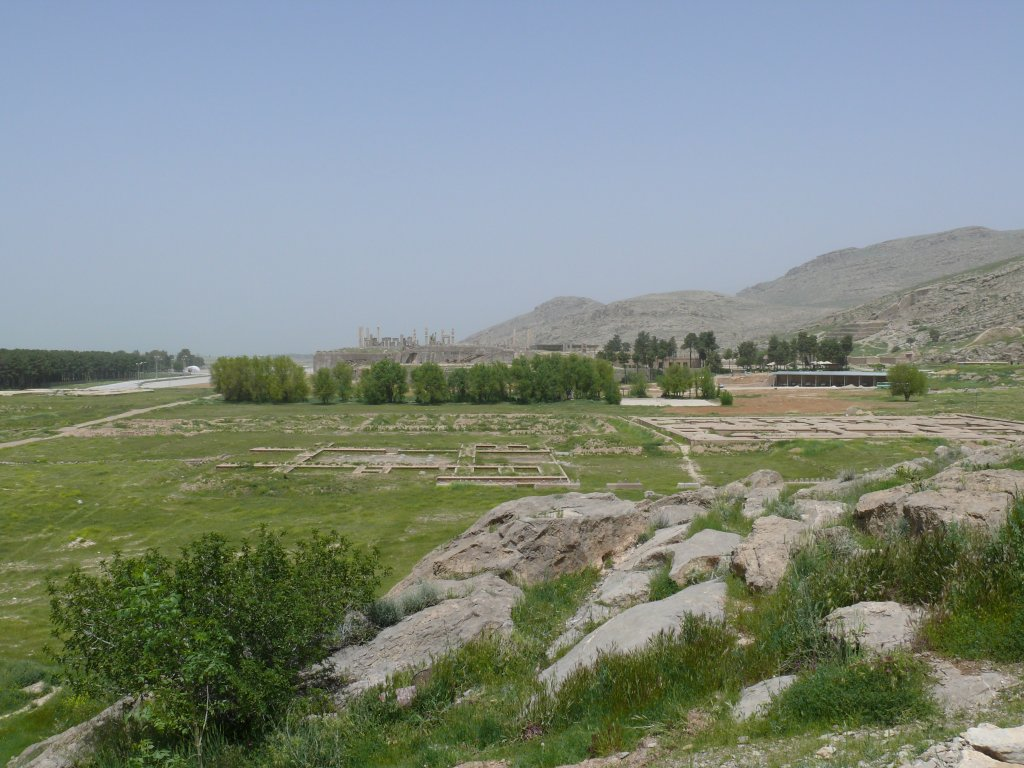
Házak az alsóvárosban

Sok építészeti elemet találtak a terasz falain kívül is. Ezek főleg kertek, lakóházak és királyi sírok. A falakon belül és kívül is van vízvezeték, amelyek feltárása a 21. század elején még tart.

### Települések
A terasztól 300 méterre, délre egy település romjai láthatók, ez 2010-ben még feltárás alatt volt. Az épület egyféle udvarházként szolgálhatott, amelyet kisebb épületek vettek körül. A főépület központi termét szobák szegélyezik, amelyeket lépcsőn lehet megközelíteni. Az épületeket nemeseknek, vagy magasabb rangú személyeknek tervezték. Ettől északra található egy terasz, amelynek funkciója ismeretlen.

### Kertek
Az ásatások során olyan vízvezetékeket is találtak, amelyek a falakon kívüli kertekhez vezettek. 1971-ben Mohammad Reza Pahlavi iráni sah által rendezett rendezvényen, amelyen Iránban a monarchia fennállásának 2500 évét ünnepelték, a vízvezetékek egy része megrongálódott. Az iráni forradalom után az aszfaltutak építése miatt is sok helyen feldúlták a vízvezetékeket. A kerteket nyilvánvalóan paszargadai minták alapján készítették, ami egy királyi épületegyüttesből és a körülötte levő kertekből állt. Paszargadaitól abban különbözik, hogy itt az északkeleti oldalon hegyek védik a komplexumot, a kertek a délnyugati oldalon voltak. Ezeket a kerteket „pairidaezá”-nak hívták, ami az óperzsában a mennyországot jelenti.

### Vízhálózat
A terasz alatti vízhálózat, illetve a környező területeken található csatornahálózat a régészek szerint még sok titkot rejt, ezt a kutatók a rétegek elemzése után állapították meg. Eddig a területen 2 kilométer hosszú csatornarendszert találtak, amelyek 60–160 centiméter széles és 80 centiméter hosszú csövekből épülnek fel. A csatornák olyan üledékeket tartalmaznak, amik hasznosak lehetnek a jövőbeli régészeti kutatásokhoz. Eddig I. Dárajavaus perzsa király idejéből 600 darab fazekas terméket találtak, azonban a kutatásoknak sokat árt a beömlő víz, ami az ókori tárgyak károsodását okozhatja. Az ásatások során fény derült arra, hogy a csatornákat a város építése előtt fektették le, és behálózzák a település teljes területét. Perszepoliszban használtak a történelem folyamán először ilyen egységes rendszert.

### Királysírok
Az akhaimenida királyok temetkezési helyüket szülőföldjükön jelölték ki. II. Kurust még Paszargadaiban temették el, de I. Dárajavaustól kezdve az ünnepi főváros, Perszepolisz környéke lett az uralkodók végső nyughelye.
Négy király nyugszik a Naks-e Rosztem kőszikláiba vájt sírokban, mintegy négy kilométerre észak felé a várostól, három pedig a Kúh-e Rahmat oldalában, néhány méterre északkeletre a komplexum teraszától. A hét királysírból csak egynek az eredetét sikerült minden kétséget kizárólag megállapítani: ez I. Dárajavaus sírja a Naks-e Rosztem hegységben. A perszepoliszi sírok a jelenlegi kutatások szerint valószínűleg II. Artakhsaszjá (déli sír), III. Artakhsaszjá (északi sír), és az ezektől délebbre fekvő, befejezetlen építmény, III. Dárajavaus sírja.
A sziklákba oszlopokat faragtak, ezzel olyan palotahomlokzatot alakítottak ki, mint a Perszepoliszi épületek homlokzatai. Ezek a sírok a Naks-e Rosztemban talált sírokkal együtt sokat segítettek az akhaimenida építészet megértésében. III. Artakhsaszjá sírjának a tetején látható Ahura Mazda faragott domborműve. A falakon háromnyelvű szövegek olvashatók. A sírok azonos formában épültek, részleteiben azonban különbözőek és a harmadik sír nincs befejezve. A sziklába vájt kriptába ajtó vezet, ami egy hatalmas, görögkereszt alakú, simára csiszolt függőleges homlokzat közepén található. Ezt a sírt III. Dárajavausnak, az utolsó akhaimenida királynak építették. A sír a komplexumtól 1 kilométerre fekvő hegyben található.
I. Dárajavaus perzsa király sírja előtt agyagtégla maradványokra bukkantak a kutatók. Valószínű, hogy műemlékek álltak a sírok előtt, de a pontos alakjukat nem lehet már megállapítani.

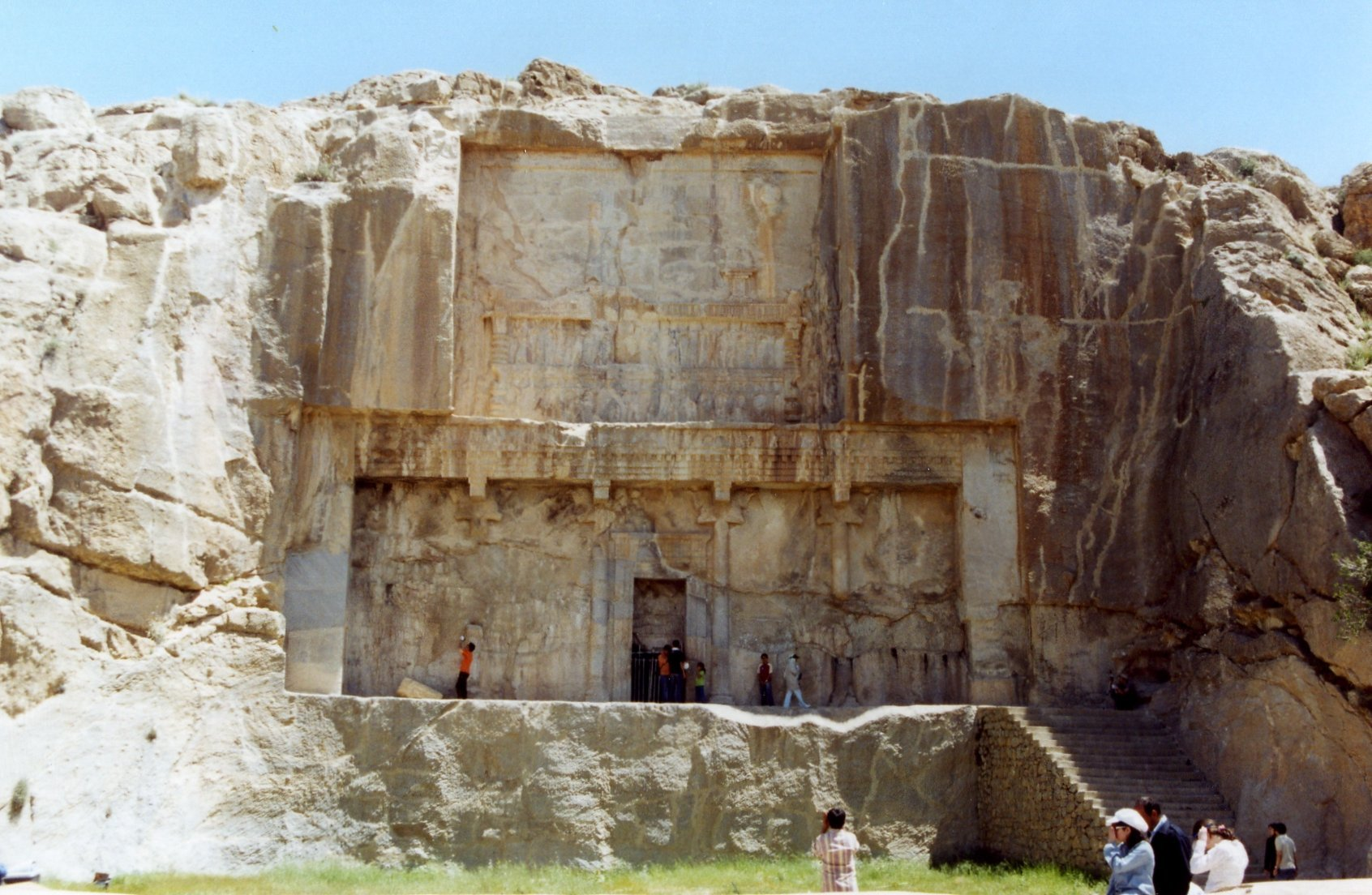
II. Artakhsaszjá sírja
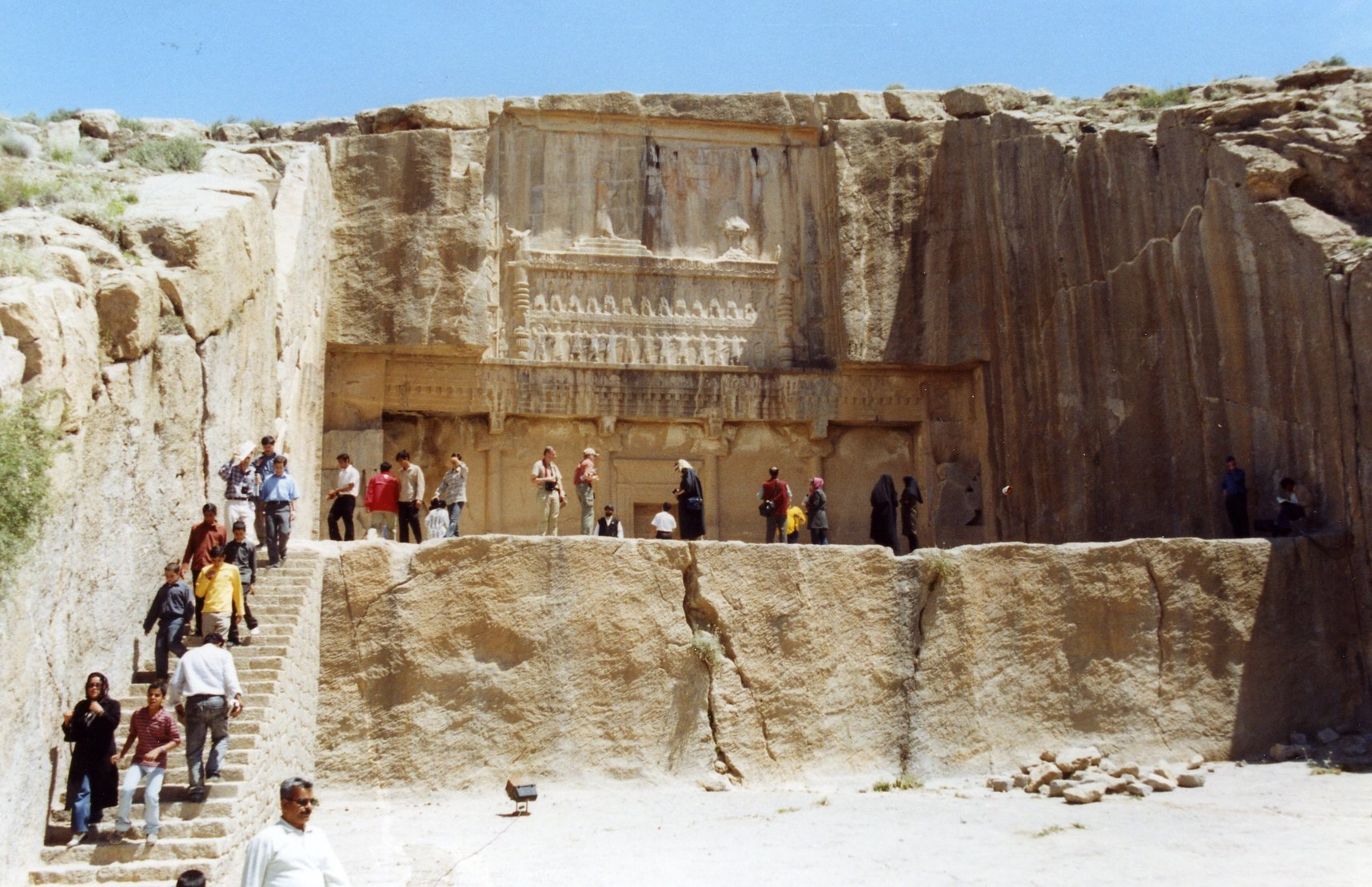
III. Artakhsaszjá sírja
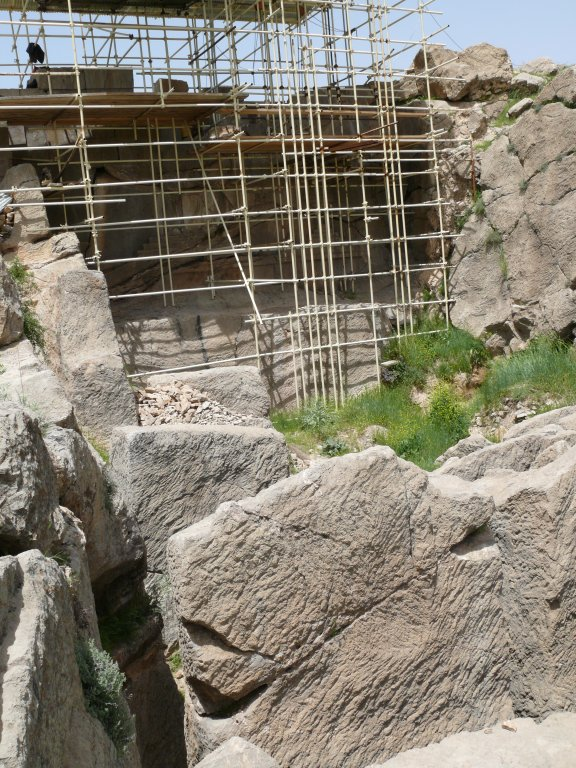
III. Dárajavaus befejezetlen sírja

## Ékírásos táblák a városban

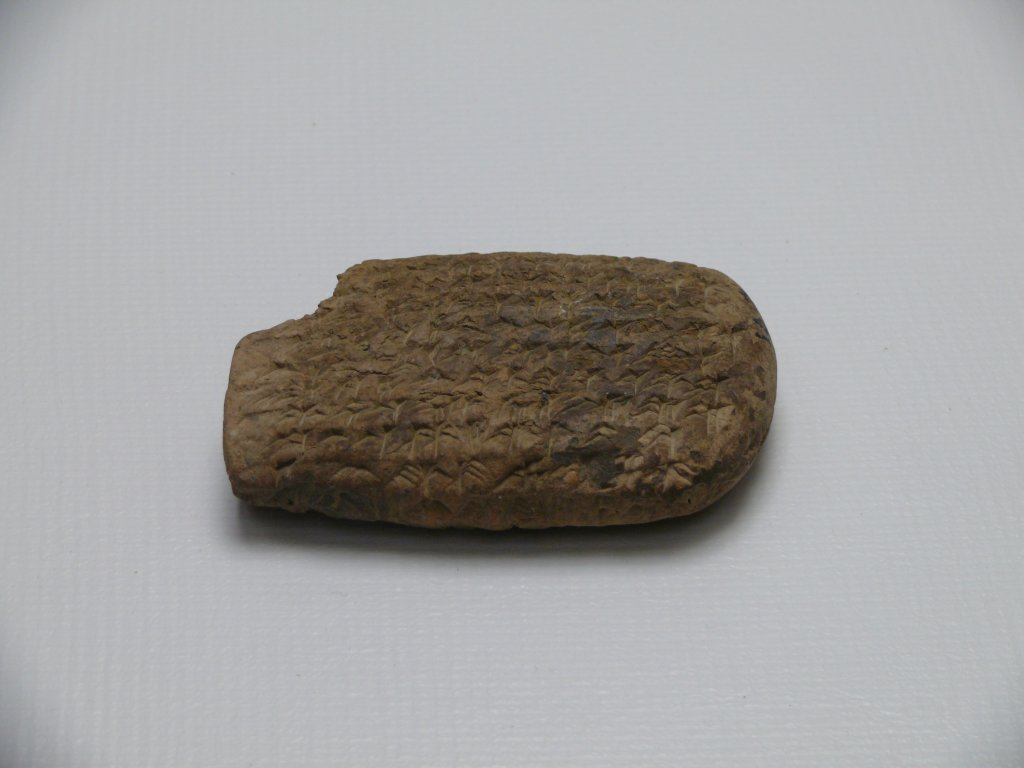
Ékírásos agyagtáblák

Az ásatások során Ernst Herzfeld és Frederich Erich Schmidt két nagy ékírásos archívumot találtak, a szövegeket fára és agyagba írták. Az első archívumot Herzfeld „táblácskák Perszepolisz erődjében” névvel illette, mert a terasztól északkeletre levő erődnél találta őket. Ez kb. 30 ezer táblácskát tartalmaz, amelyekből 6000 darabot feldolgoztak és elolvastak már. A tartalmukat lefordították, lejegyezték. Ezek adminisztrációs táblák i. e. 506–497 közötti időkből; a táblákat elámi nyelven írták. Mintegy 500 táblán arámi akkád, ógörög, óperzsa és anatóliai nyelvű feliratokat is találtak.
Az első archívumot két alcsoportra osztják. Az első csoportban a kereskedelmi táblácskák vannak, a másikban különböző számítások és nyilvántartások. Ezek a táblácskák a tudósoknak sok segítséget nyújtanak ahhoz, hogy megértsék a birodalom működését, kultúráját. Néhány tábla említi a kincstárban dolgozók nevét is.
A másik archívumot Schmidt találta és a „táblácskák Perszepolisz kincstárából” nevet adta neki. Ez a gyűjtemény 139 darabból áll és i. e. 492–i. e. 458 közötti időkből származik. Néhányukon királyi pecséteket találtak. Mivel akkoriban agyagra írtak, amit kiégettek, a feljegyzések több ezer évig is fennmaradhattak.
A feljegyzések hozzájárultak, hogy a tudósok megismerjék az elámi és az óperzsa nyelvet, illetve megismerjék az akhaimenida idők politikai és vallási szerkezetét.

## A város funkciója

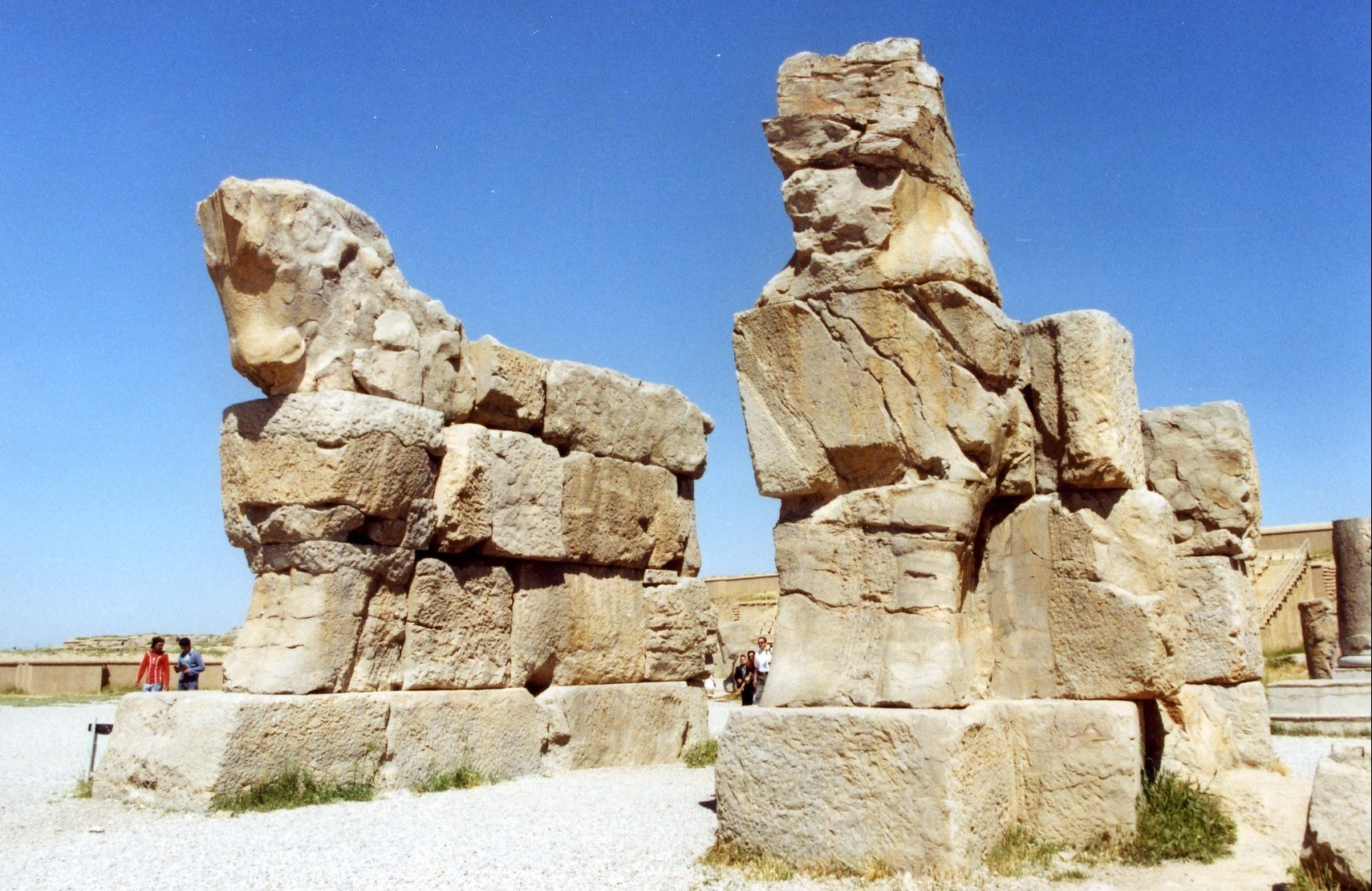
Hatalmas bikák (Befejezetlen kapu)

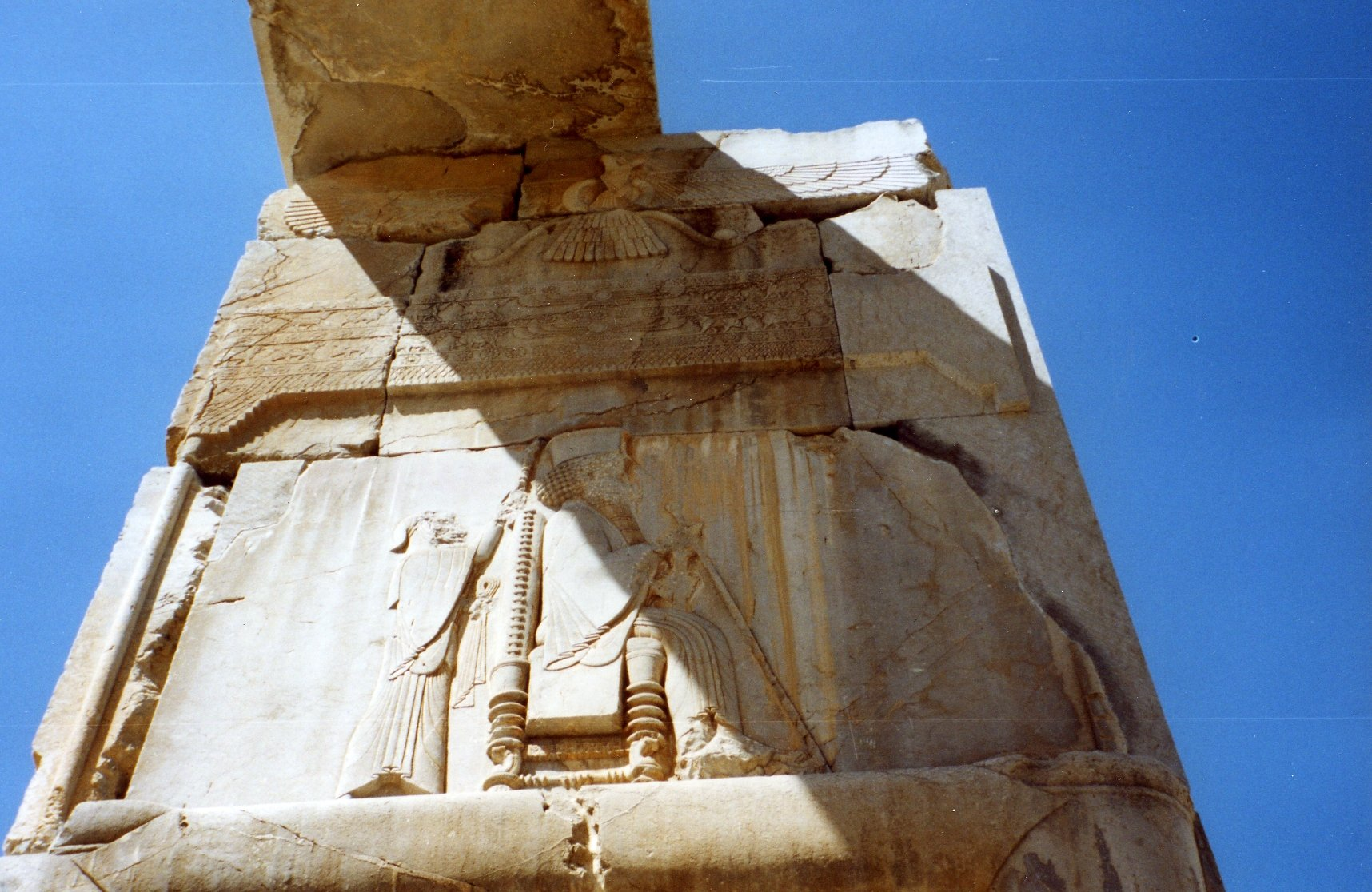
Reliefrészlet Ahura Mazdáról

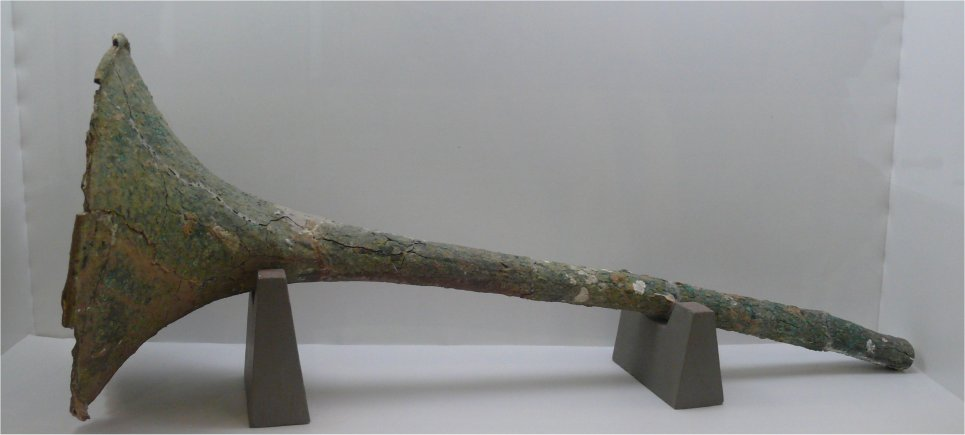
Bronzkürt

### Politikai központ
Az Óperzsa Birodalomban az akhaimenida-időszakban több fővárost is építettek. II. Kurus, amíg felépítette Paszargadait, addig adminisztrációs központként Szúzát, Ekbatanát, Babilont vagy éppen Perszepoliszt használta. A történészek egyetértenek abban, hogy Perszepoliszt vallási és ünnepi alkalmakkor vették igénybe. Ezt jelzik a különféle szobrok és faragott motívumok is, például a küldöttségek részletes felsorolása és nagy száma, illetve Ahura Mazda szimbólumainak sűrű előfordulása.

### A perzsa város teóriája
Néhány tudós a kezdetben azt feltételezte, hogy ez egy zárt terület volt. Ezt több ősi feljegyzés alapján gondolták és innen eredeztették a Perszepolisz, a perzsák városa kifejezést is. Azonban figyelmen kívül hagyták azt a tényt, hogy a reliefeken talált küldöttek más nemzetek tagjai voltak. A táblákon talált információkból később arra következtettek, hogy asztrológiai funkciója is lehetett a városnak, hisz itt tartották a perzsa újévet, a nourúzt. Végül bizonyítékot találtak arra is, hogy nemesek, katonák is éltek a városban. A kétoldali lépcsősor funkcióját jelenleg abban látják a kutatók, hogy elkülönítse a küldötteket a katonáktól és a nemesektől. Az egyik csoport az egyik oldalon, a másik a másik oldalon közlekedhetett. Mind a Népek kapuja a komplexum bejáratánál, mind a Százoszlopos csarnok a kincstár előtt, hirdetik a birodalom gazdagságát az idelátogató, adófizető népcsoportok számára. Henri Stierlin művészettörténész és régész szerint az Apadánát ceremóniákhoz, bankettekhez használták. A szertartásos ünnepség tartása elterjedt a birodalom egész területén.

### A ceremóniai város teóriája
A kutatók egy része azt gondolja, hogy Perszepoliszban kizárólag csak a perzsa újévet rendezték meg, több rendezvény nem volt a városban. Ezzel szemben több olyan agyagtáblát is találtak, amelyeken az szerepel, hogy itt volt a birodalom gazdasági és adminisztratív központja is. Az agyagtáblák azt is bizonyítják, hogy az adókat is ide fizették a birodalom lakói, ezt támasztják alá a reliefeken ábrázolt küldöttek tárgyai is.

### A legitimitás szimbóluma
David Stronach régész szerint a város funkciója I. Dárajavaus hatalmának legitimálása és dicsőítése a trónon. A hatalom megtartásáért sok trónkövetelőt és lázadót kell legyőznie. Apja törekvését Xerxész folytatta a városban, hisz ő is legitimitásra törekedett.

## Utóélete és hatása

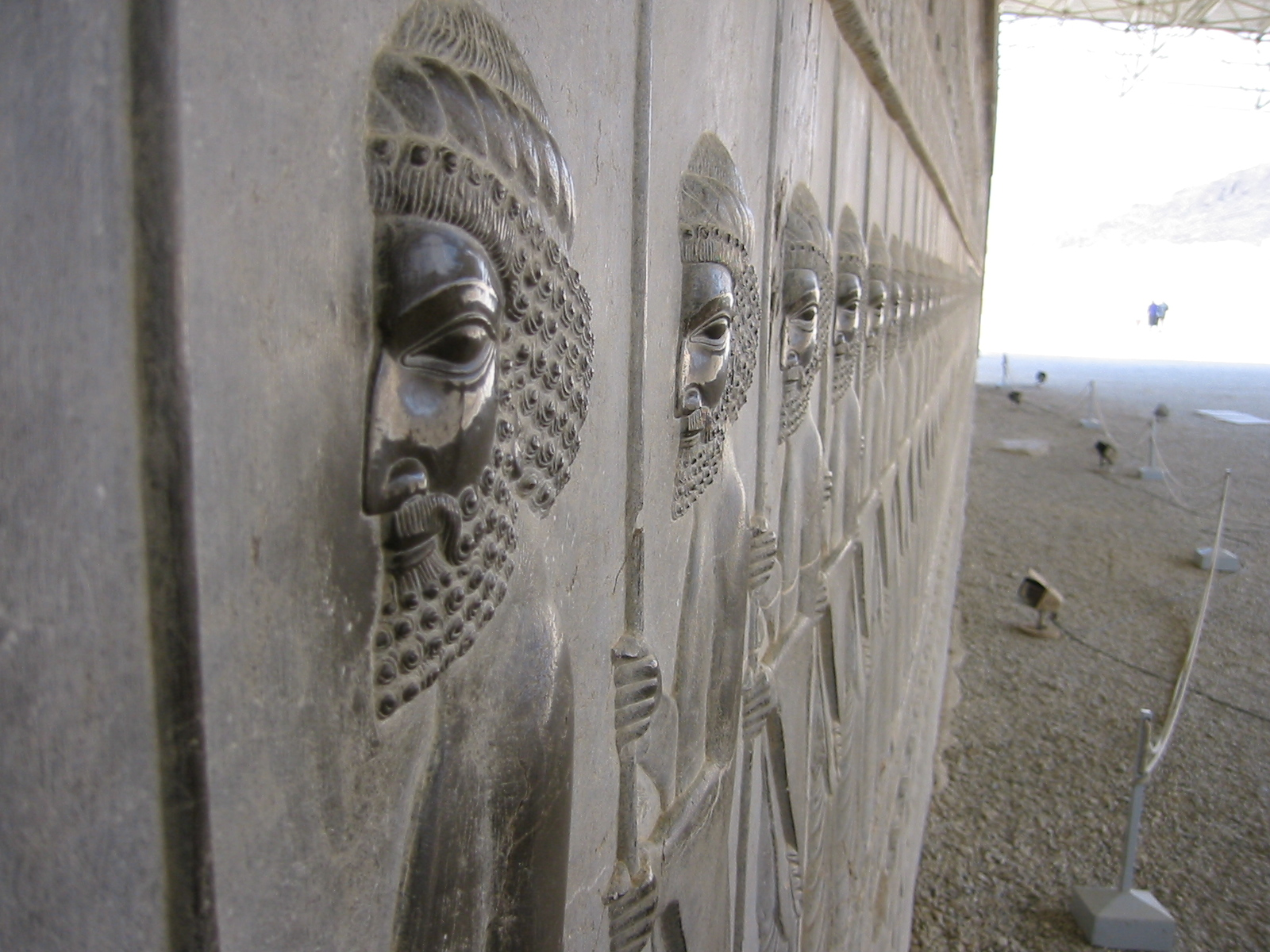
Az apadána keleti lépcsőjének reliefjei

Irán első és meghatározó korszaka az Óperzsa Birodalom, az Akhaimenidák idejére esik, akik Irán területén perzsa eredetű világbirodalmat hoztak létre az i. e. 6. században. Az ókori görögökkel fennálló kapcsolataik, megvívott ütközeteik az európai kultúrkör és történelem jelentős állomásai is. Dicsőségük és nagyságuk a szakrális és ceremoniális főváros, Perszepolisz megalapításával érte el tetőpontját, amely rövid 180 éves fennállása alatt az államalakulat fontos multikulturális, vallási központja lett.
Nagy Sándor hódításakor a város elpusztult, és az azt követő évszázadok alatt, a modern időkig, perzsa gyökerű egységes nemzetállam létrejöttéről (igen rövid átmeneti időszakokat leszámítva) nem beszélhetünk. A Szeleukida Birodalom folytatta az Akhaimenida dinasztia hagyományait, és a várost a perzsa kultúra szimbólumának tekintette. A pártusok uralkodása idején Perszepolisz elnéptelenedett, a környékéről is elköltöztek. A helyi királyságok szabdalta Irán később a Szászánidák és Bizánc közötti háborúkat szenvedte meg. A Szászánidák székhelyüket átmenetileg Perszepolisz körzetébe helyezték. A korabeli perzsa írók feljegyzése alapján, I. Hormizd király uralkodása alatt Perszepoliszban rendezték az ünnepi lakomákat. A perszepoliszi építészek munkáit átvették a Szászánidák is, ennek nyomai a firuzabadi palota építési stílusán is felismerhetők. A firuzabadi szászánida palota audienciaterme lett később az iszlám építészek egyik kedvelt példája. Az iráni területek a 7. századi nagy arab expanziónak estek áldozatul. Ekkor terjedt el az iszlám is a térségben, amely felváltotta az addig egyeduralkodó zoroasztrizmust.
Az elnéptelenedett város kifosztása, köveinek, szobrainak elhordása az eltelt évszázadok alatt folyamatos volt. A térségben a város pusztulása után előbb a szeleukidák, majd párthusok, később a szászánidák uralkodtak a 7. századi arab invázióig, majd török, afgán népek alakítottak birodalmakat (Szeldzsuk törökök, Gaznavidák, Gúridák), majd a mongolok, később Timur Lenk harcosai pusztították a területet. A türk eredetű síita Szafavidák, majd a kádzsárok után az európai, angol, orosz befolyás taszította politikai, gazdasági függésbe az országot. A hatalmat az 1920-as években magához ragadó, modernizációs törekvésekkel fellépő Reza Pahlavi képtelen volt úrrá lenni az országot sújtó nehézségeken; fia, a nyugati hatalmak bábjának tekintett Mohammad Reza Pahlavi iráni sah azonban már a hatvanas évektől kezdve hatalmának legitimitását kereste az óperzsa idők Perszepoliszában. 1971-ben világraszóló ünnepség keretében, magát az „árják világosságának” nyilvánítva, Perszepolisz város közvetlen közelében, gyakorlatilag még feltáratlan területeken sátorvárost építtetett, és mintegy 100 millió dolláros ünnepségsorozat keretében hitet tett az ősi perzsa birodalom folytonossága mellett. Az országban fennálló szegénység és az ünnepség kontrasztja felbőszítette a néptömegeket.
Az 1979-es iráni forradalom után a síita klérus az iszlám köztársaság elveinek megfelelően többször próbálkozott az ősi perzsa történelem emlékeinek felszámolásával, Perszepolisz buldózeres megsemmisítése kormányzati szinten is felmerült. Az óperzsa kultúra szimbóluma az iráni történelemszemlélet neuralgikus pontja lett. A síita „túlzók”, akik nem ismerték el a perzsák iszlám előtti történelmének fontosságát (hiszen a nép a Korán szerint akkor még a „tudatlanság”, a Dzsáhilijja állapotában élt), az iszlám előtti korszak feledésére és negligálására törekedtek. Azok, akik nem hittek az iszlám forradalom politikai szabadságot és gazdasági jólétet ígérő társadalmában, az iszlám keretein kívül keresték önérzetük és identitásuk forrását.
Marjane Satrapi Franciaországban kiadott nagy sikerű képregénye, amely többek között ezt az identitásproblémát taglalja, Perszepolisz címet viseli, utalva a soknemzetiségű, kozmopolita város korabeli jelentőségére.
A 21. század első évtizedének végére már sokat oldódott a hivatalos álláspont. Az idegenforgalom egyik fő bevételi forrásának számító romváros Irán egyik első számú látványossága lett.
Perszepolisz világszerte megihlette a művészeket, például Jánisz Xenákisz görög zeneszerző egyik szerzeményét Persepolisnak szentelte, utalva az antik romokra.
Környezetében korszerű modern szállodakomplexumot hoztak létre, nevét luxusszállodák (Dariush Grand Hotel, az egyik 5 csillagos hotel az iráni Kis-szigeten, amelynek berendezése az ősi romokat idézi), vendéglátóhelyek, de még egy futballcsapat is viseli (Persepolis Teheran).

## Fordítás
- Ez a szócikk részben vagy egészben  a   Perzepolis című horvát Wikipédia-szócikk ezen változatának fordításán alapul.  Az eredeti cikk szerkesztőit annak laptörténete sorolja fel. Ez a jelzés csupán a megfogalmazás eredetét és a szerzői jogokat jelzi, nem szolgál a cikkben szereplő információk forrásmegjelöléseként.
- Ez a szócikk részben vagy egészben  a   Persépolis című francia Wikipédia-szócikk ezen változatának fordításán alapul.  Az eredeti cikk szerkesztőit annak laptörténete sorolja fel. Ez a jelzés csupán a megfogalmazás eredetét és a szerzői jogokat jelzi, nem szolgál a cikkben szereplő információk forrásmegjelöléseként.

### Weboldalak
- Persepolis
- Kislexikon a romról [Tiltott forrás?]
- Fővároscsere Iránban – Perszepolisz rövid történelme
- beszámoló
- Világ csodái Archiválva 2012. január 18-i dátummal a Wayback Machine-ben